# Умершие в октябре 2023 года
Это список известных людей, соответствующих установленным критериям значимости (см. Википедия:Критерии значимости персоналий), умерших в октябре 2023 года.
Причина смерти указывается лишь в исключительных случаях (убийство, самоубийство, гибель в результате военных действий, смертная казнь, ДТП или несчастные случаи). В остальных случаях — не указывается.

## 31 октября

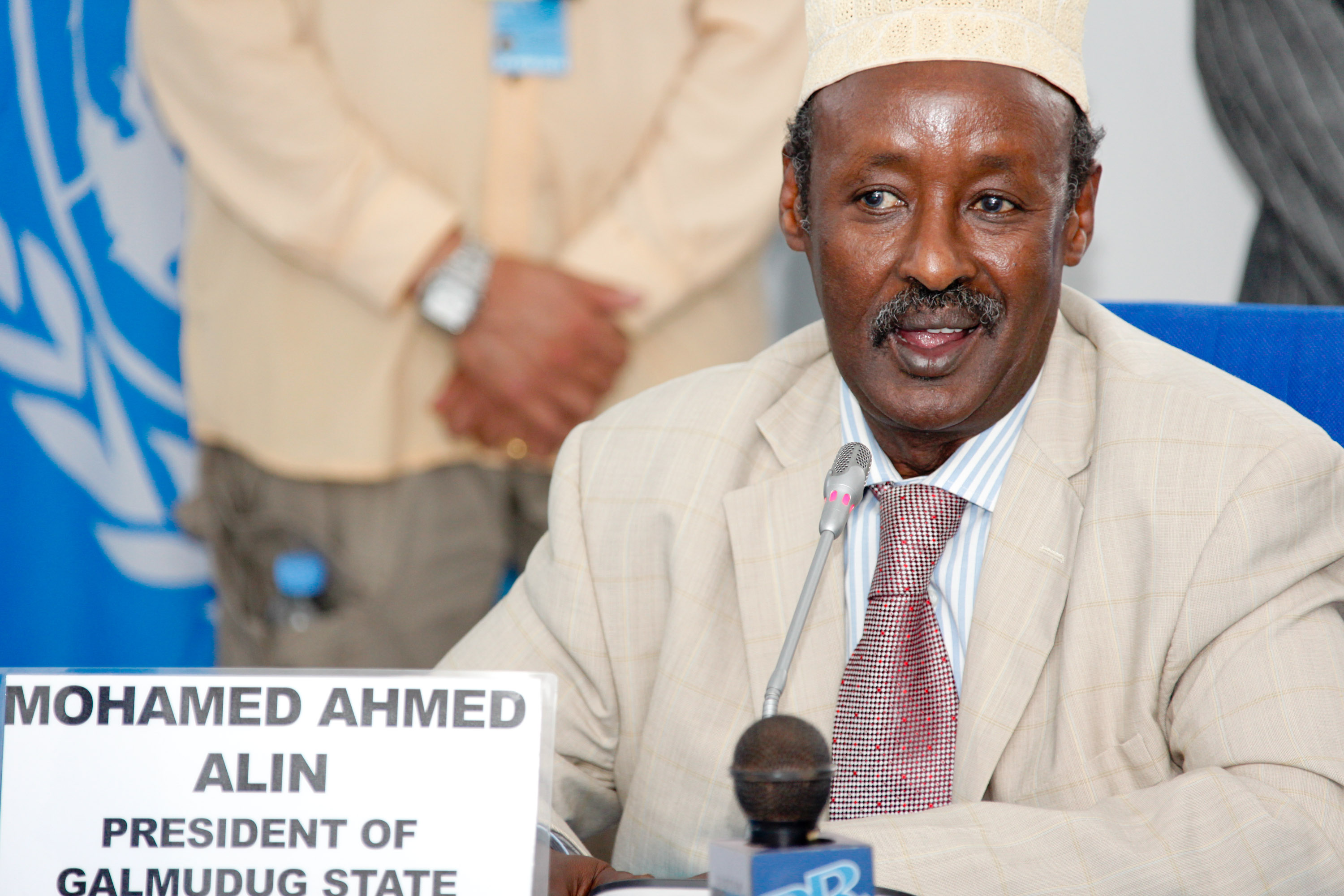
Мохамед Ахмед Алин

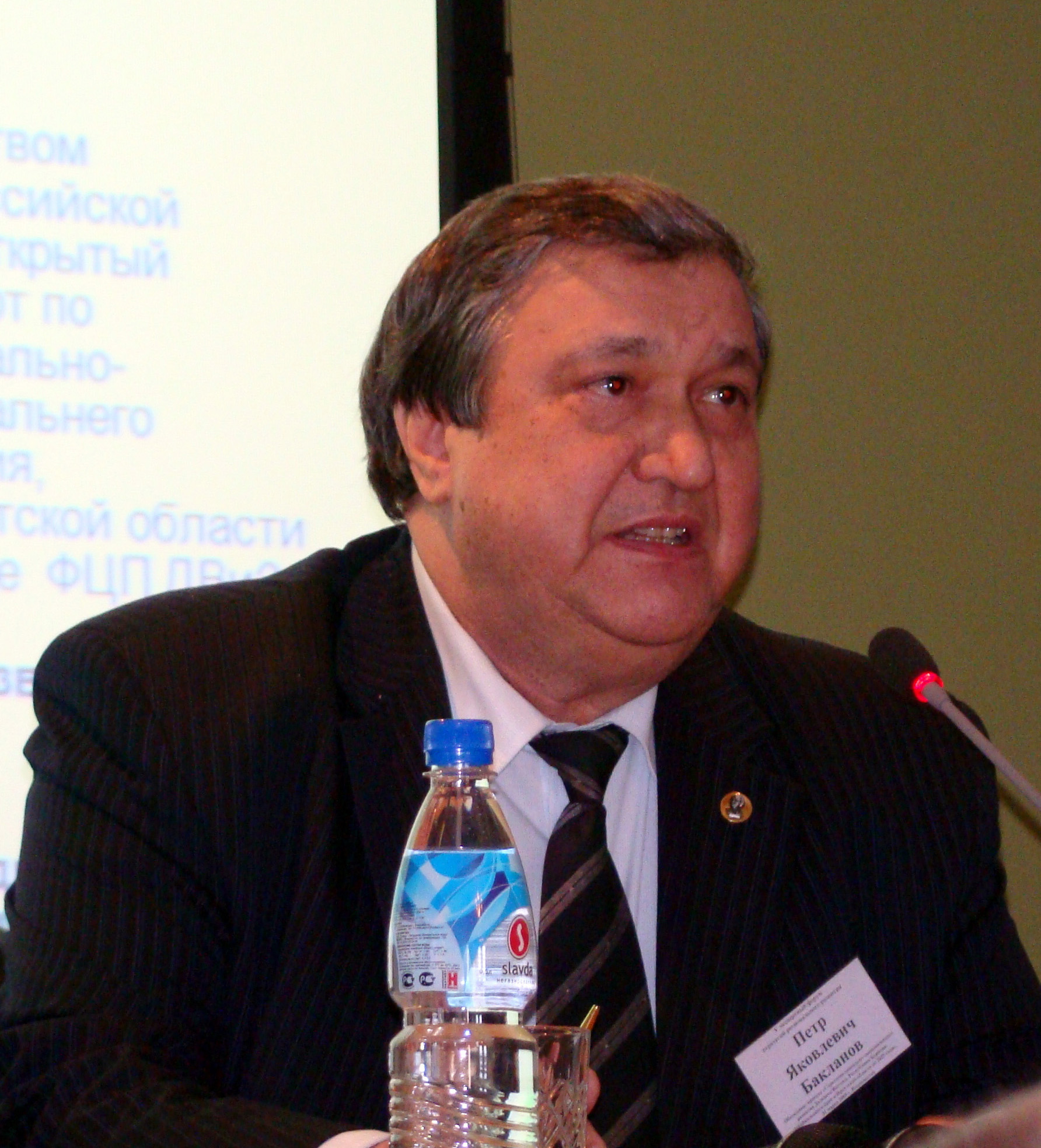
Пётр Бакланов

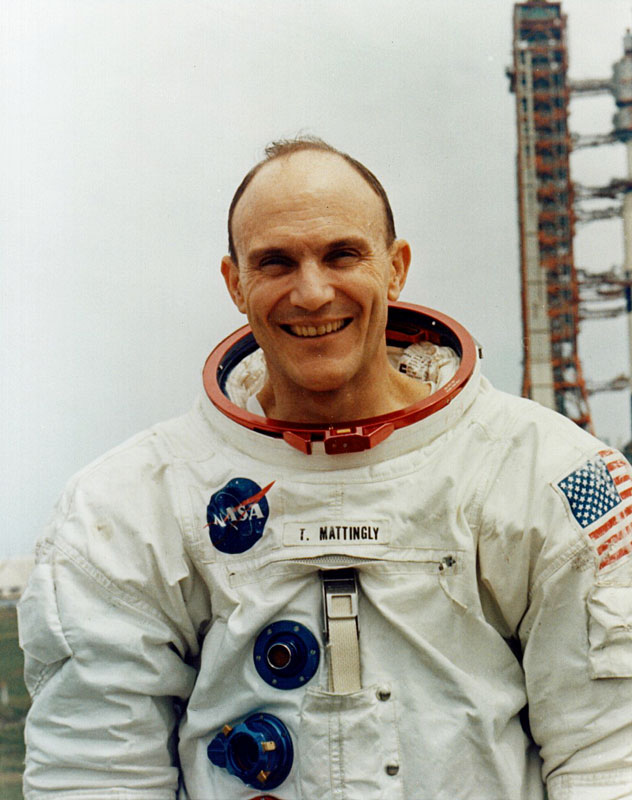
Томас Маттингли

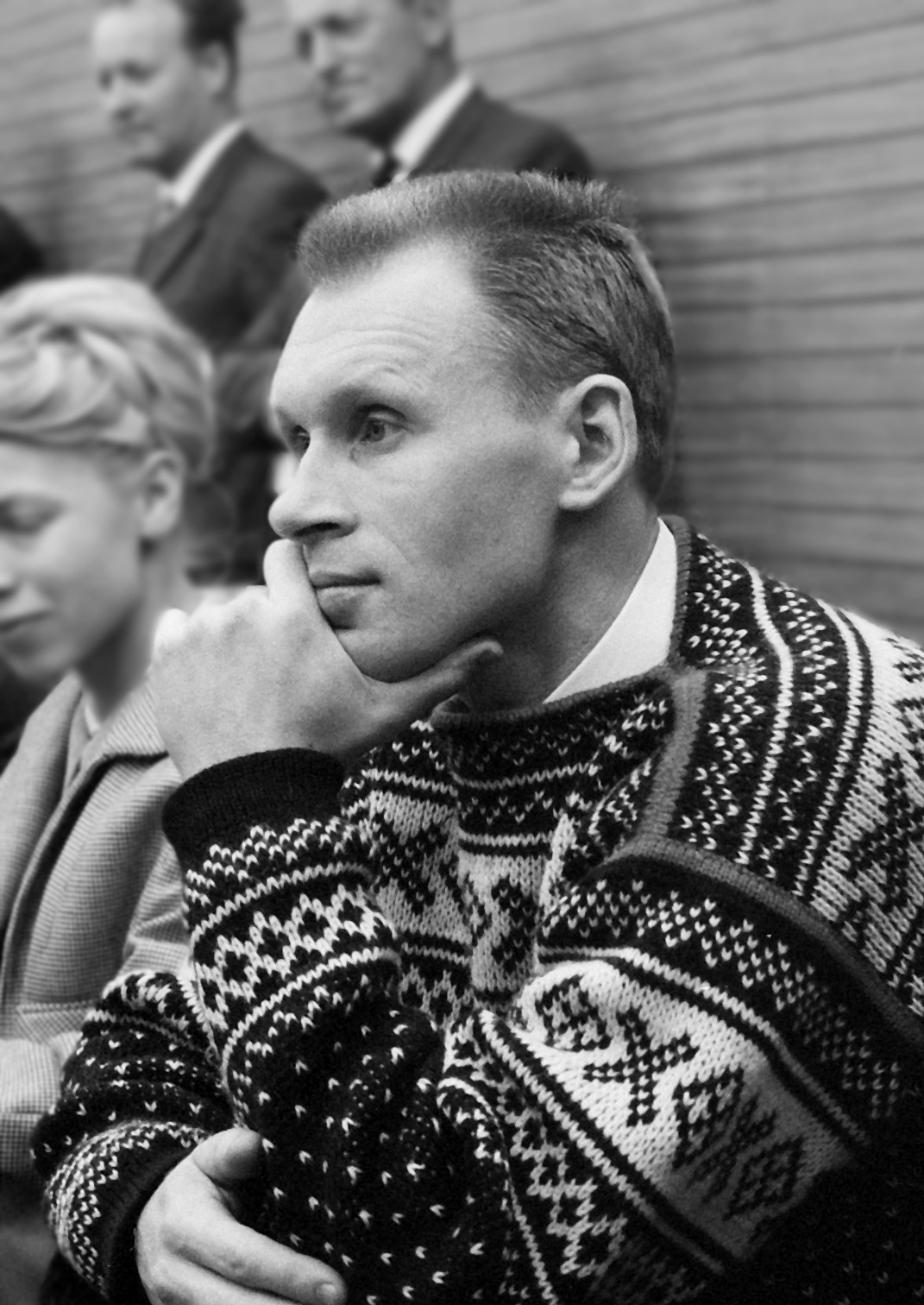
Олег Протопопов

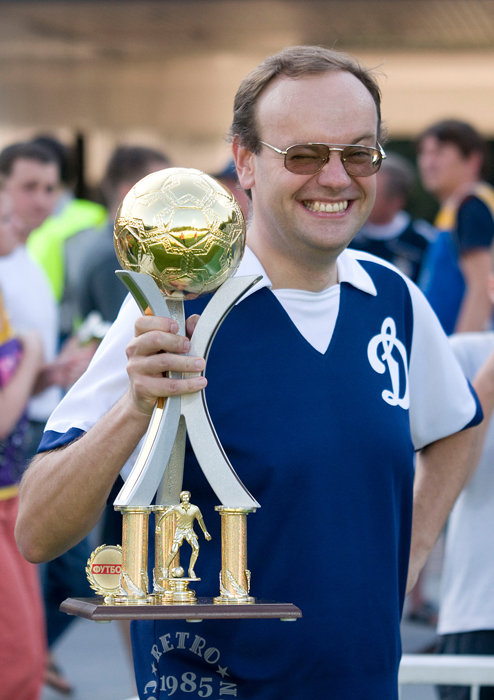
Артём Франков

- Алин, Мохамед Ахмед (72) — сомалийский политический деятель, президент непризнанного государства Галмудуг (2009—2012)[1].
- Бакланов, Пётр Яковлевич (77) — российский экономико-географ, академик РАН (2003)[2].
- Веппер, Эльмар[нем.] (79) — немецкий актёр[3].
- Воробьёв, Александр Васильевич (81) — российский политик, член Совета Федерации (1994—1996)[4].
- Дольхетта, Хосе Луис (53) — венесуэльский футболист и футбольный тренер[5].
- Кристофер, Тайлер (50) — американский актёр[6].
- Маттингли, Томас Кеннет (87) — американский астронавт[7].
- Протопопов, Олег Алексеевич (91) — советский фигурист, двукратный олимпийский чемпион в паре с Людмилой Белоусовой (1964, 1968)[8].
- Семблер, Мел[англ.] (93) — американский дипломат, посол в Австралии (1989—1993) и в Италии (2001—2005)[9].
- Ферреро, Эрнесто[итал.] (85) — итальянский писатель и литературный критик[10].
- Франков, Артём Вадимович (53) — украинский спортивный журналист[11].
- Шлаффер, Хайнц[нем.] (84) — немецкий литературовед[12].
- Ямамото, Коити[яп.] (76) — японский политик, министр окружающей среды (2016—2017), депутат Парламента (1993—2021)[13].

## 30 октября

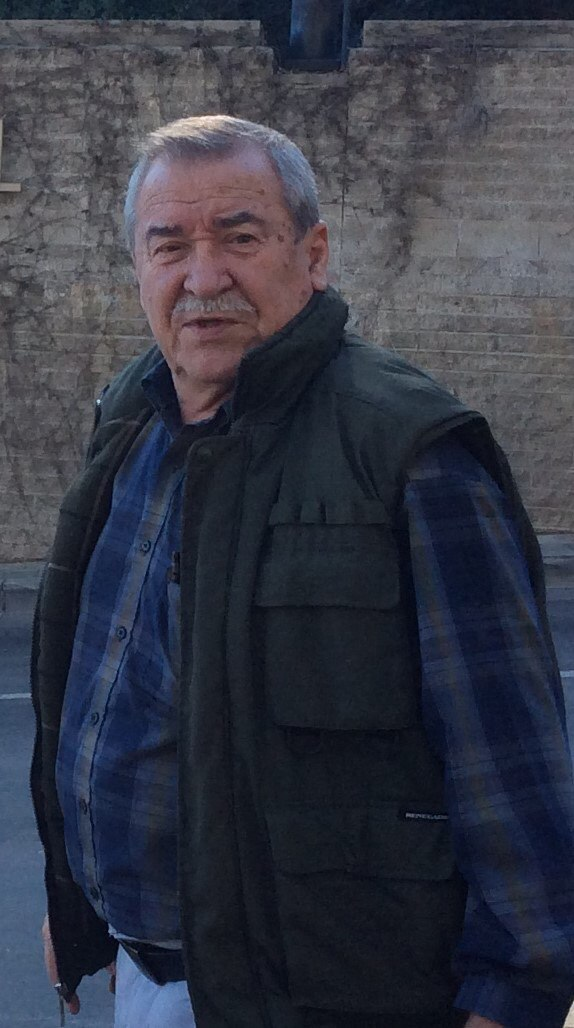
Александр Грич

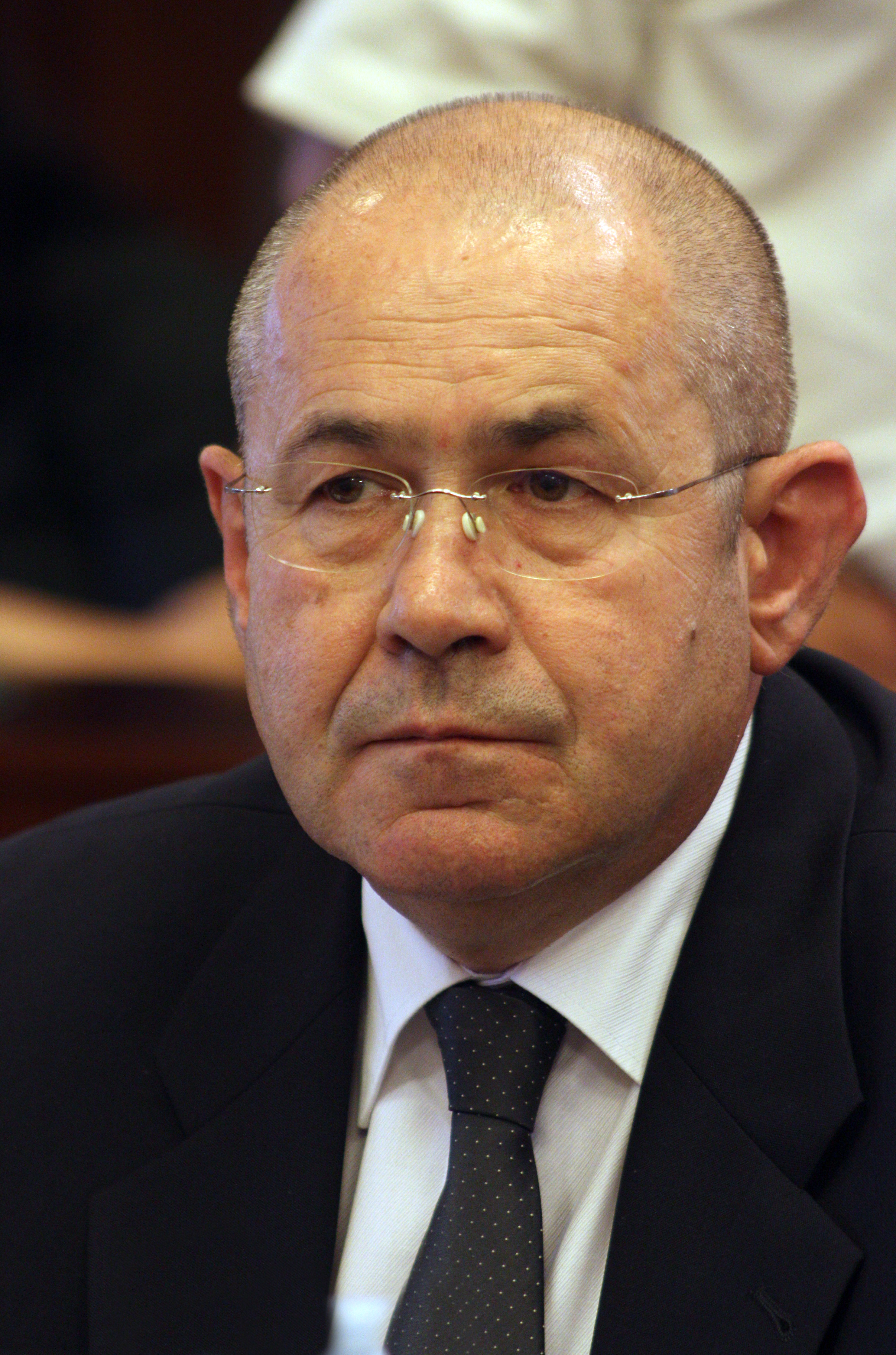
Иштван Пастор

- Антонино, Лувальхати[англ.] (80) — филиппинский политик, член Палаты представителей (1992—2001)[14].
- Грич, Александр Романович (79) — советский и американский поэт, прозаик и переводчик художественной литературы[15].
- Гурин, Борис Фёдорович (83) — советский и российский баянист и композитор, заслуженный артист РСФСР[16].
- Маркелов, Владимир Николаевич (66) — советский гимнаст, олимпийский чемпион (1980)[17].
- Менон, Ренджуша[англ.] (35) — индийская актриса; самоубийство[18].
- Пастор, Иштван (67) — сербский политический и государственный деятель, председатель Скупщины Воеводины (с 2012)[19].
- Тупицын, Николай Николаевич (69) — российский онкоиммунолог и онкогематолог, заслуженный деятель науки Российской Федерации (2009)[20].
- Фишер, Питер Стивен (88) — американский телевизионный сценарист и продюсер[21].
- Ху Юйсянь[кит.] (101) — китайский инженер-строитель, член Китайской академии наук (1991)[22].

## 29 октября

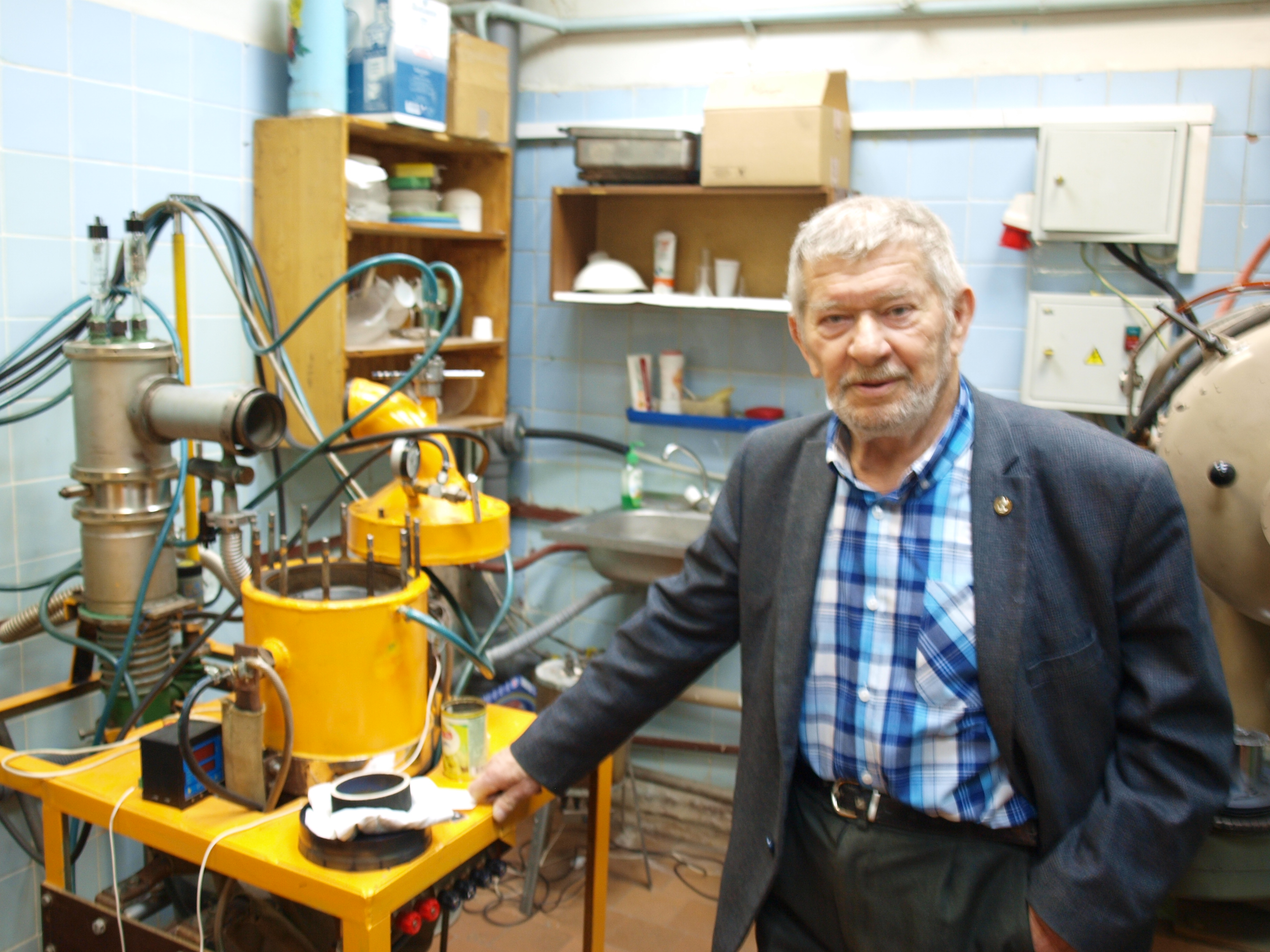
Всеволод Анфилогов

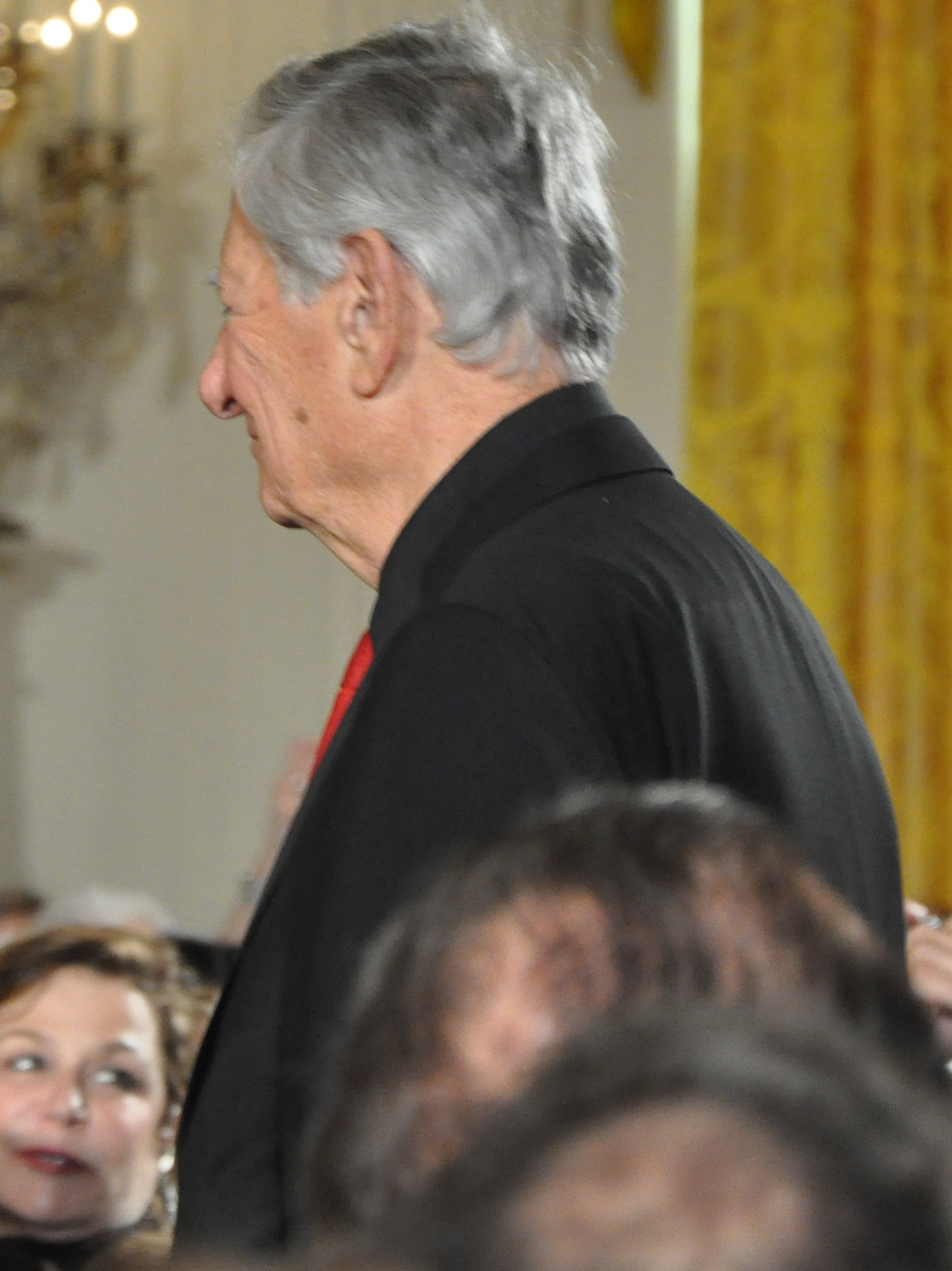
Роберт Брюстайн

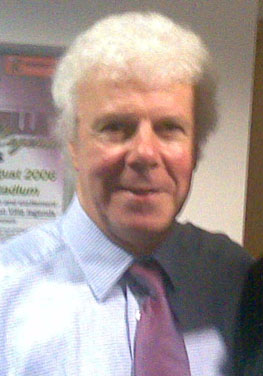
Чарли Эйткен

- Алиханов, Тигран Абрамович (80) — российский пианист и музыкальный педагог, народный артист Российской Федерации (2002), сын А. И. Алиханова[23].
- Анфилогов, Всеволод Николаевич (84) — советский и российский минералог и геохимик, директор ИМин УрО РАН (1988—2013), член-корреспондент РАН (2000)[24].
- Брюстайн, Роберт (96) — американский театральный критик[25].
- Мор, Угетт[фр.] (90) — французская писательница, журналистка и редактор[26].
- Низамов, Зыятдин Хаялович (90) — советский инженер и спортсмен, чемпион мира по радиоспорту (1971)[27].
- Талукдар, Зинатун Неса (76) — бангладешский политик, депутат Парламента (1996—2001, 2009—2014), министр начального и массового образования (1998—2001)[28].
- Тёзум, Джеян Махфи[тур.] (95) — турецкая актриса[29].
- Черняк, Валентина Данииловна (77) — российский лексиколог, профессор кафедры русского языка филфака РГПУ[30].
- Эйткен, Чарли (81) — шотландский футболист[31].
- Юань Цюань[кит.] (88) — китайский химик, член Китайской академии наук (1991)[32].

## 28 октября

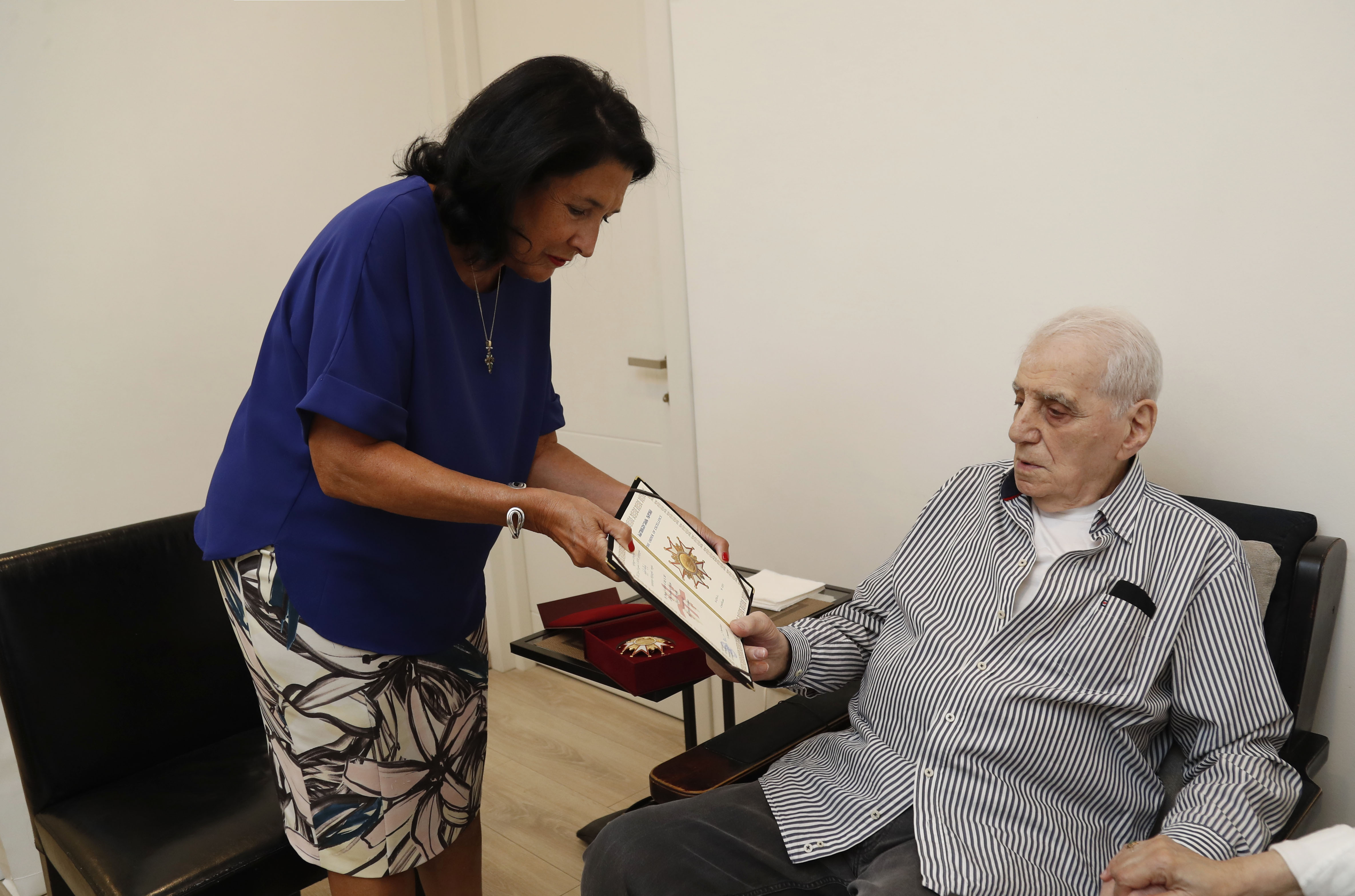
Тенгиз Арчвадзе

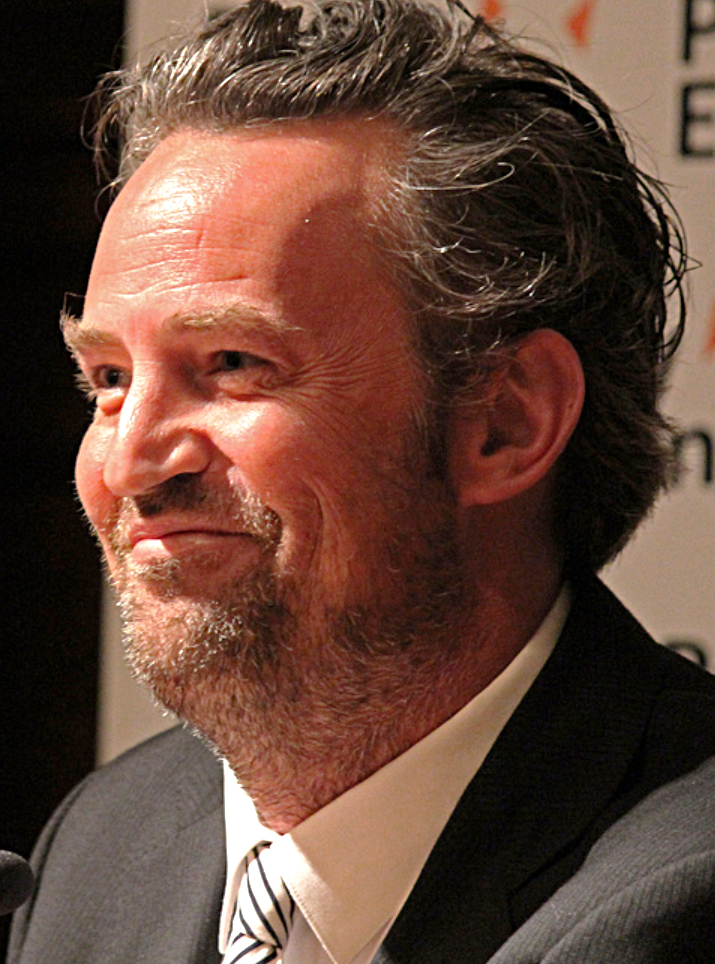
Мэттью Перри

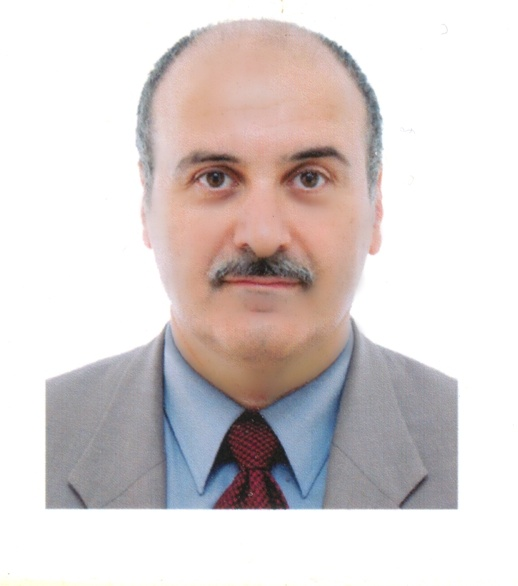
Леонид Фитуни

- Антила, Эркки (69) — финский биатлонист, призёр чемпионатов мира[33].
- Арчвадзе, Тенгиз Григорьевич (91) — советский и грузинский актёр, народный артист Грузинской ССР (1979)[34].
- Блюм, Элмар (87) — латвийский физик, действительный член АН Латвии (1992)[35].
- Виейра, Маруха[исп.] (100) — колумбийская поэтесса и журналистка, действительный член Колумбийской академии языка[36].
- Голубинский, Владимир Петрович (61) — советский и российский футболист, футбольный тренер[37].
- Джонсон, Адам (29) — американский хоккеист[38].
- Кази, Шахида[англ.] (79) — пакистанская журналистка[39].
- Лаухова, Светлана Вячеславовна (50) — российский спринтер, десятикратная чемпионка России[40].
- Мухаят, Бадрул[малайск.] (55) — малайзийский актёр[41].
- Ненадовец, Алексей Михайлович[бел.] (65) — белорусский литературовед, краевед и фольклорист[42].
- Николаенко, Сергей Владимирович (56) — советский и украинский футболист, военнослужащий ВСУ, участник российско-украинской войны; погиб в бою[43].
- Перри, Мэттью (54) — американо-канадский актёр[44].
- Петрухин, Николай Алексеевич (80) — советский партийный деятель, первый секретарь Коломенского горкома КПСС (1986—1990)[45].
- Пешкова, Дарья Максимовна (96) — советская и российская актриса, внучка Максима Горького[46].
- Сиснерос, Франклин (39) — сальвадорский дзюдоист[47].
- Фитуни, Леонид Леонидович (70) — российский экономист-международник, член-корреспондент РАН (2016)[48].
- Хауслер, Карой[венг.] (71) — венгерский ватерполист, бронзовый призёр Олимпийских игр (1980)[49].
- Шиверских, Анатолий Ильич (92) — советский деятель органов госбезопасности, начальник управления КГБ СССР по Смоленской области (1983—1991), генерал-майор[50].
- Сядристый, Андрей Игоревич (32) — украинский военнослужащий, младший лейтенант, участник российско-украинской войны, Герой Украины (2024, посмертно); погиб в бою.

## 27 октября

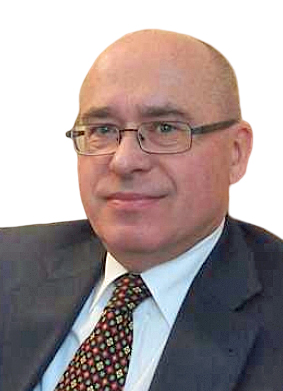
Александр Головин

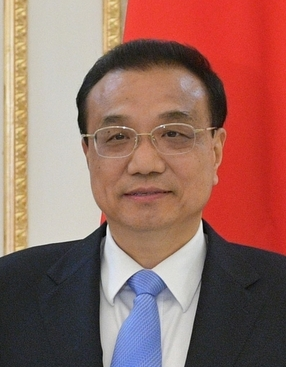
Ли Кэцян

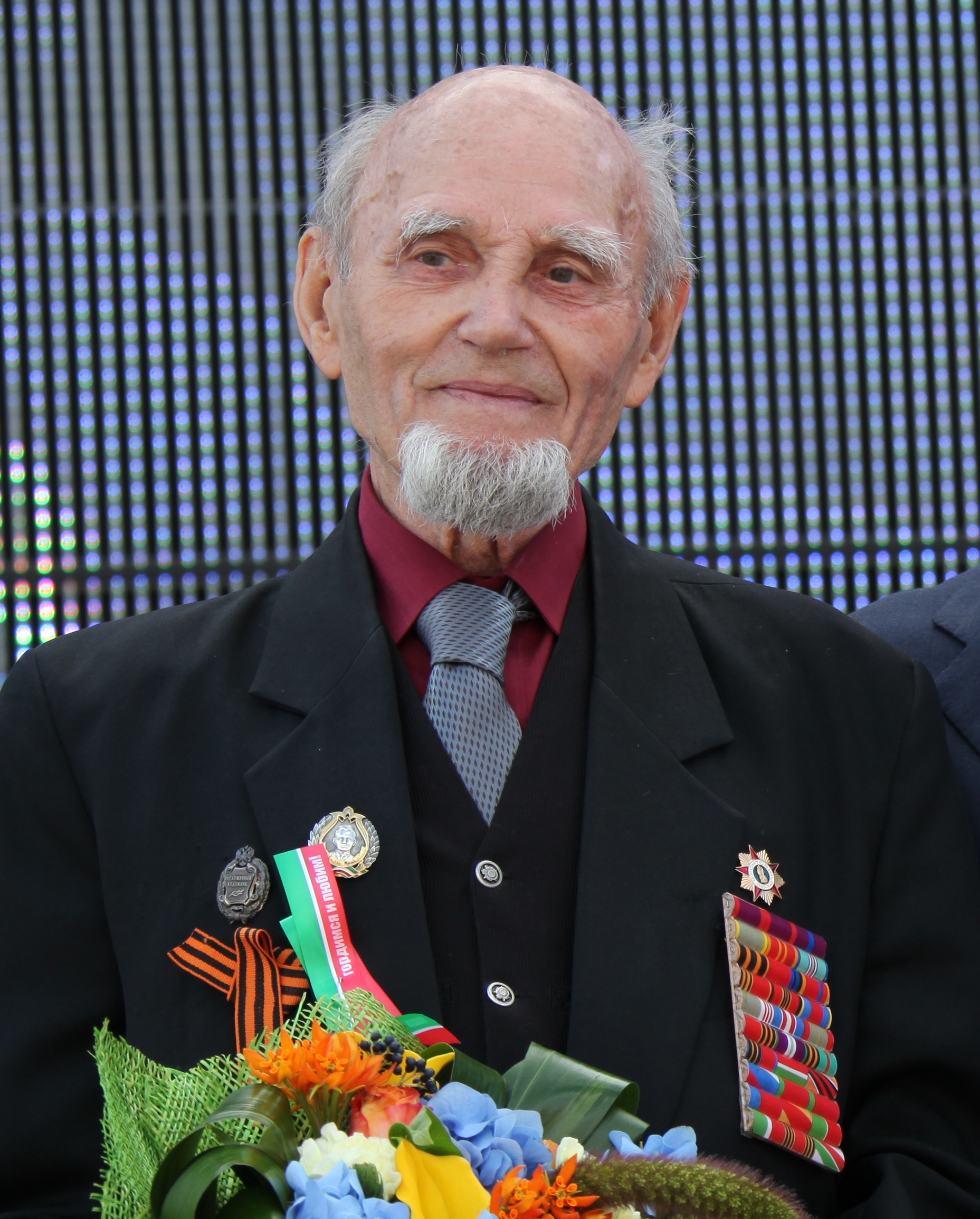
Владимир Попов

- Вальх, Эвальд (83) — австрийский саночник, серебряный призёр Олимпийских игр (1968)[51].
- Гайдамака, Анатолий Васильевич (84) — советский и украинский художник-монументалист, народный художник Украины (1998)[52].
- Головин, Александр Васильевич (73) — российский дипломат, посол в Австрии (2000—2004), в Швейцарии и (по совместительству) в Лихтенштейне (2012—2016)[53].
- Доэсеб, Ахали[англ.] (69) — намибийский композитор[54].
- Инудзука, Хироси[яп.] (94) — японский актёр[55].
- Кулеш, Виктор Иванович (82) — российский архитектор, заслуженный архитектор Российской Федерации (2002)[56].
- Ли Кэцян (68) — китайский государственный деятель, премьер-министр (2013—2023)[57].
- Маматов, Виктор Фёдорович (86) — советский биатлонист, двукратный олимпийский чемпион (1968, 1972)[58].
- Миминошвили, Велоди Карпезович (81) — советский футбольный судья, судья международной категории (1980)[59].
- Попов, Владимир Александрович (99) — советский и российский живописец, заслуженный художник Российской Федерации (2003)[60].
- Фирюлин, Анатолий Петрович (88) — советский государственный и партийный деятель, председатель Тульского горисполкома (1986—1987)[61].

## 26 октября

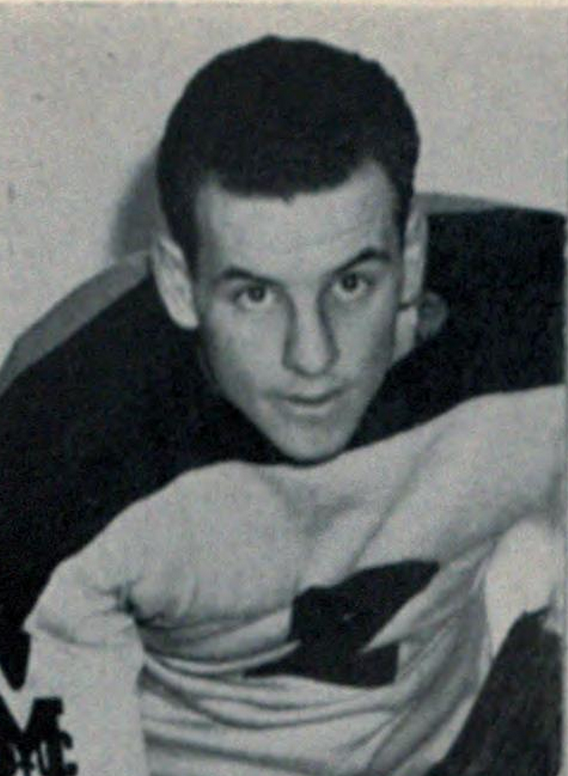
Эд Сэндфорд

- Айзенберг, Филипп[англ.] (84) — американский политик, мэр Сакраменто (1975—1982)[62]
- Балагалле, Лайонел[англ.] (75) — шри-ланкийский военный деятель, командующий армией (2000—2003)[63].
- Гоа Гил (72) — американский диджей[64].
- Заразилова, Нина Михайловна (81) — советская и российская актриса, заслуженная артистка РСФСР (1980)[65].
- Кретёр, Моник[фр.] (92) — французская актриса и драматург[66].
- Молл, Ричард[англ.] (80) — американский актёр[67].
- Приймак, Павел Иванович[укр.] (55) — украинский оперный и камерный певец (тенор), заслуженный артист Украины (2005); ДТП[68].
- Смит, Бинго (77) — американский баскетболист[69].
- Сулима, Николай Матвеевич[укр.] (76) — советский и украинский литературовед, академик НАНУ (2018)[70].
- Сэндфорд, Эд (95) — канадский хоккеист[71].
- Тенгарринья, Маргарида (95) — португальский общественный и политический деятель, депутат Парламента (1979—1983)[72].
- Триммер, Джон[англ.] (84) — новозеландский артист балета[73].
- Чоудхури, Малай Рой[хинди] (84) — индийский писатель и поэт[74].

## 25 октября

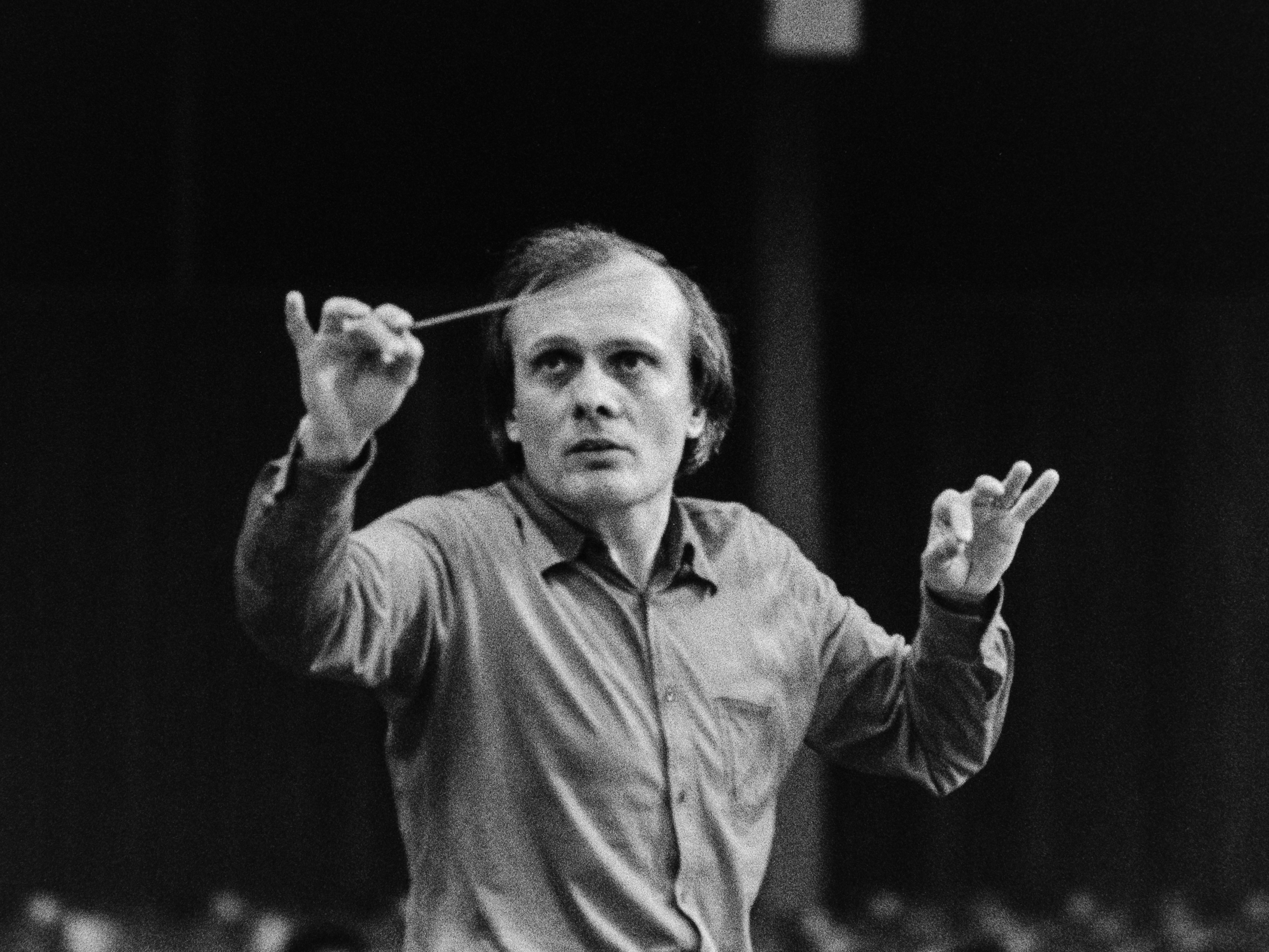
Зденек Мацал

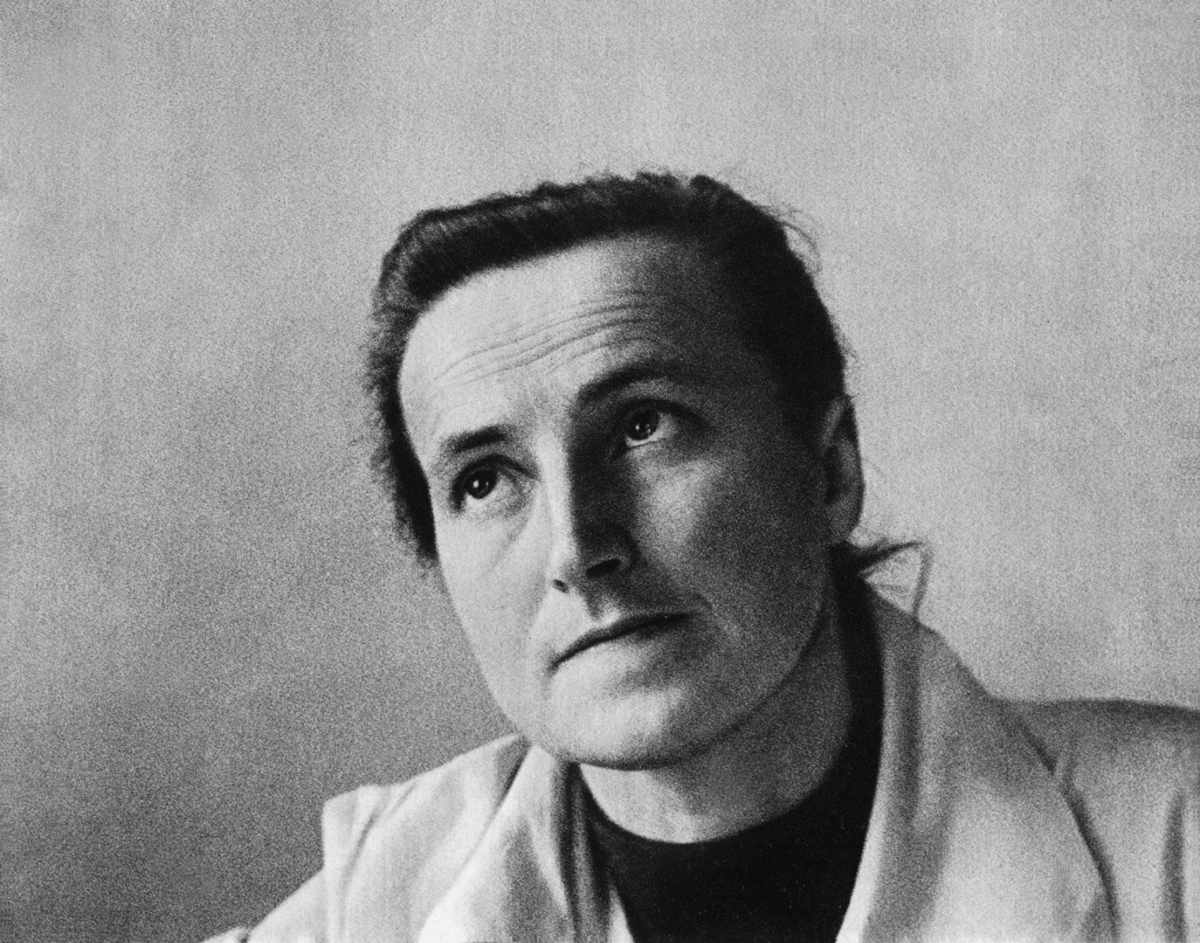
Ванда Пултавская

- Аль-Голаб, Салех[араб.] (79) — иорданский журналист и политик, министр культуры (2000)[75].
- Бурр, Жан-Поль[фр.] (76) — французский писатель и журналист[76].
- Ван Дяньцзо (89) — китайский материаловед, член Китайской академии наук (1991), иностранный член РАН (2006)[77].
- Грамматикакис, Гиоргос[греч.] (84) — греческий физик, писатель и политик, депутат Европейского парламента (2014—2019)[78].
- Ирвин, Роберт[англ.] (95) — американский художник-инсталлятор, член Американской академии искусств и литературы (2007)[79].
- Кнежевич, Нада (83) — югославская и сербская эстрадная певица[80].
- Мацал, Зденек (87) — чешский дирижёр[81].
- Мольтерер, Андреас (92) — австрийский горнолыжник, серебряный и бронзовый призёр Олимпийских игр (1956)[82].
- Онищенко, Сергей Иванович (69) — украинский военачальник, командующий ВВС Украины (2010—2012), генерал-полковник (2011)[83].
- Пултавская, Ванда (101) — польский психиатр и писательница[84].
- Цусима, Юдзи[яп.] (93) — японский политик, министр здравоохранения, труда и благосостояния (1990, 2000), член палаты представителей (1976—2009)[85].

## 24 октября

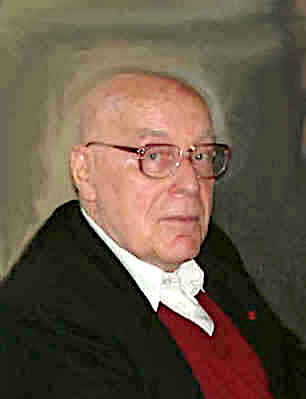
Ханс Альберт

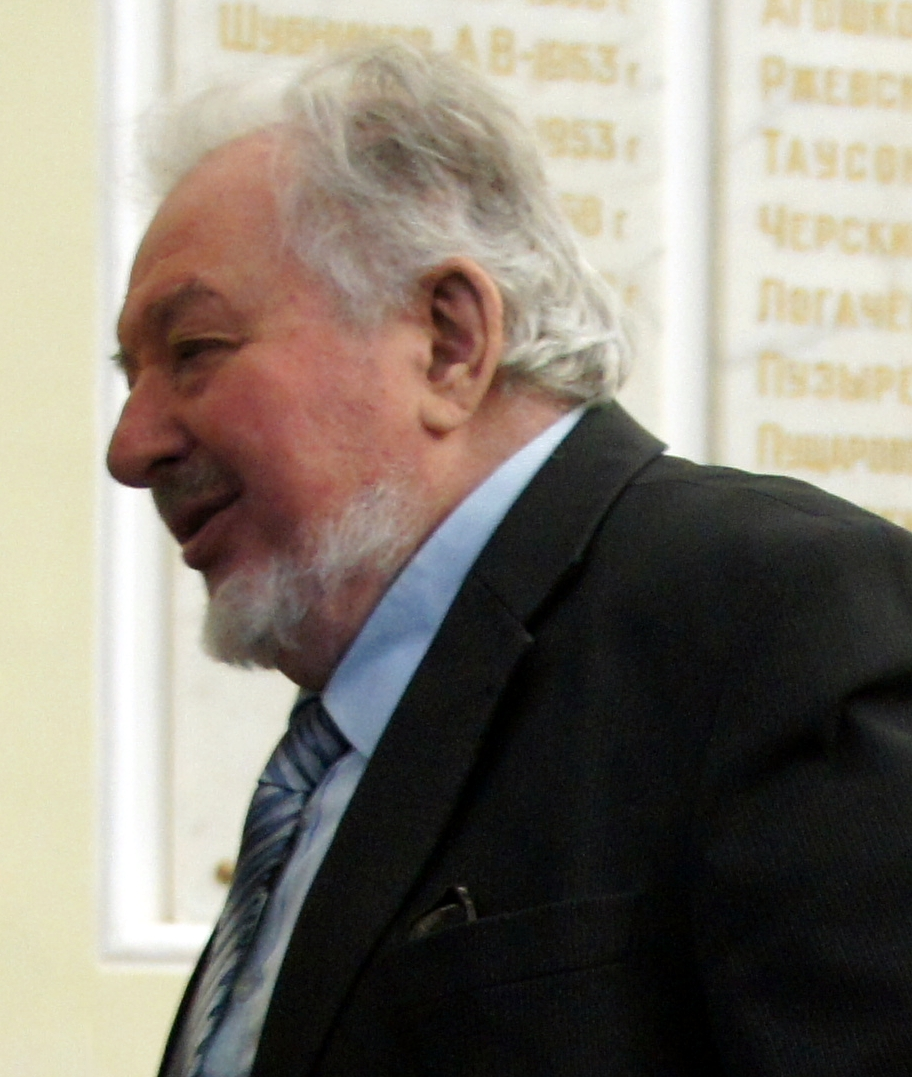
Алексей Конторович

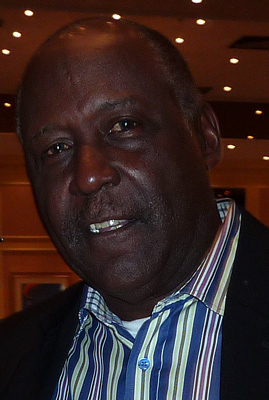
Ричард Раундтри

- Альберт, Ханс (102) — немецкий социолог и философ[86].
- Иорио, Рикардо[исп.] (61) — аргентинский певец и басист в жанре хеви-метал[87].
- Колланж, Кристиан[фр.] (92) — французская журналистка и писательница[88].
- Конторович, Алексей Эмильевич (89) — советский и российский учёный в области геологии и геохимии нефти и газа, академик РАН (1991)[89].
- Некрасов, Владимир Иванович (66) — российский менеджер, председатель совета директоров компании «Лукойл» (с 2022)[90].
- Раундтри, Ричард (81) — американский актёр[91].
- Стеслович, Барбара[пол.] (87) — польская актриса[92].
- Терентьев, Владимир Петрович (77) — советский и российский кардиолог, заслуженный врач Российской Федерации (2006)[93]
- Хлябич, Георгий Николаевич (86) — советский и российский эпидемиолог, главный государственный санитарный врач СССР (1986—1988)[94].
- Хольст-Сёренсен, Нильс[дат.] (100) — датский легкоатлет и военный деятель, чемпион Европы в беге на 400 м (1946), командующий ВВС Дании (1970—1982)[95].
- Хоссейн, Сеид Абуль[бенг.] (72) — бангладешский политик[96].
- Элдер, Мюррей, барон Элдер[англ.] (73) — британский политик, член Палаты лордов (с 1999)[97].

## 23 октября
- Айдонидис, Хронис[греч.] (95) — греческий певец[98].
- Варга, Аттила[венг.] (65) — венгерский экономист, член-корреспондент Венгерской академии наук (2019)[99].
- Ириза, Скарлет[рум.] (68) — румынский политик, член Палаты депутатов (2000—2004, 2012—2016), сенатор (2016—2020)[100].
- Ланг, Иштван (90) — венгерский композитор и музыкальный педагог[101]
- Макараег, Энрике[нем.] (67) — филиппинский католический прелат, епископ Тарлака (с 2016)[102].
- Морель, Бернар (98) — французский саблист, бронзовый призёр Олимпийских игр (1952)[103].
- Орлова, Лидия Витальевна (87) — советская и российская журналистка, писательница и историк моды[104].
- Парамонов, Василий Петрович (84) — советский лесоруб, Герой Социалистического Труда (1981)[105].
- Портерфилд, Гарри[англ.] (95) — американский телеведущий, лауреат одиннадцати премий «Эмми»[106].
- Рааб, Наташа[рум.] (70) — румынская актриса[107].
- Родионов, Алексей Иванович (83) — советский и российский государственный и партийный деятель, председатель Куйбышевского горисполкома (1988—1990)[108].
- Харламбов, Юрий Константинович (77) — советский, российский и таджикский актёр, заслуженный артист Таджикской ССР (1977)[109].
- Хямяляйнен, Тууликки[англ.] (82) — финский экономист и политик, депутат Парламента (1983—1999)[110].
- Эйрс, Роберт[англ.] (91) — американский физик и экономист, автор концепции Промышленной экологии[111].
- Эшун, Роберт[англ.] (48) — ганский футболист[112].

## 22 октября

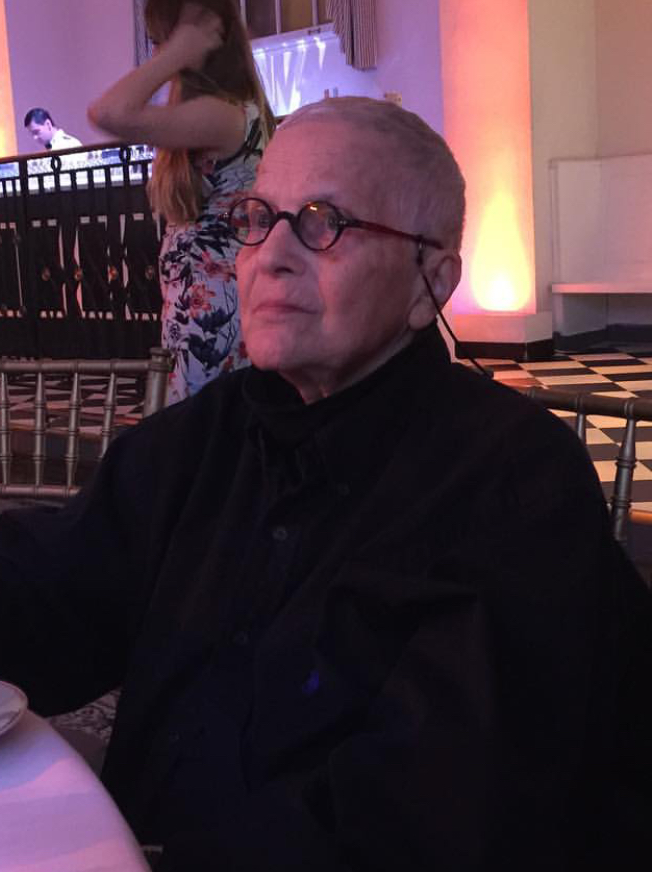
Ида Аппельбрук

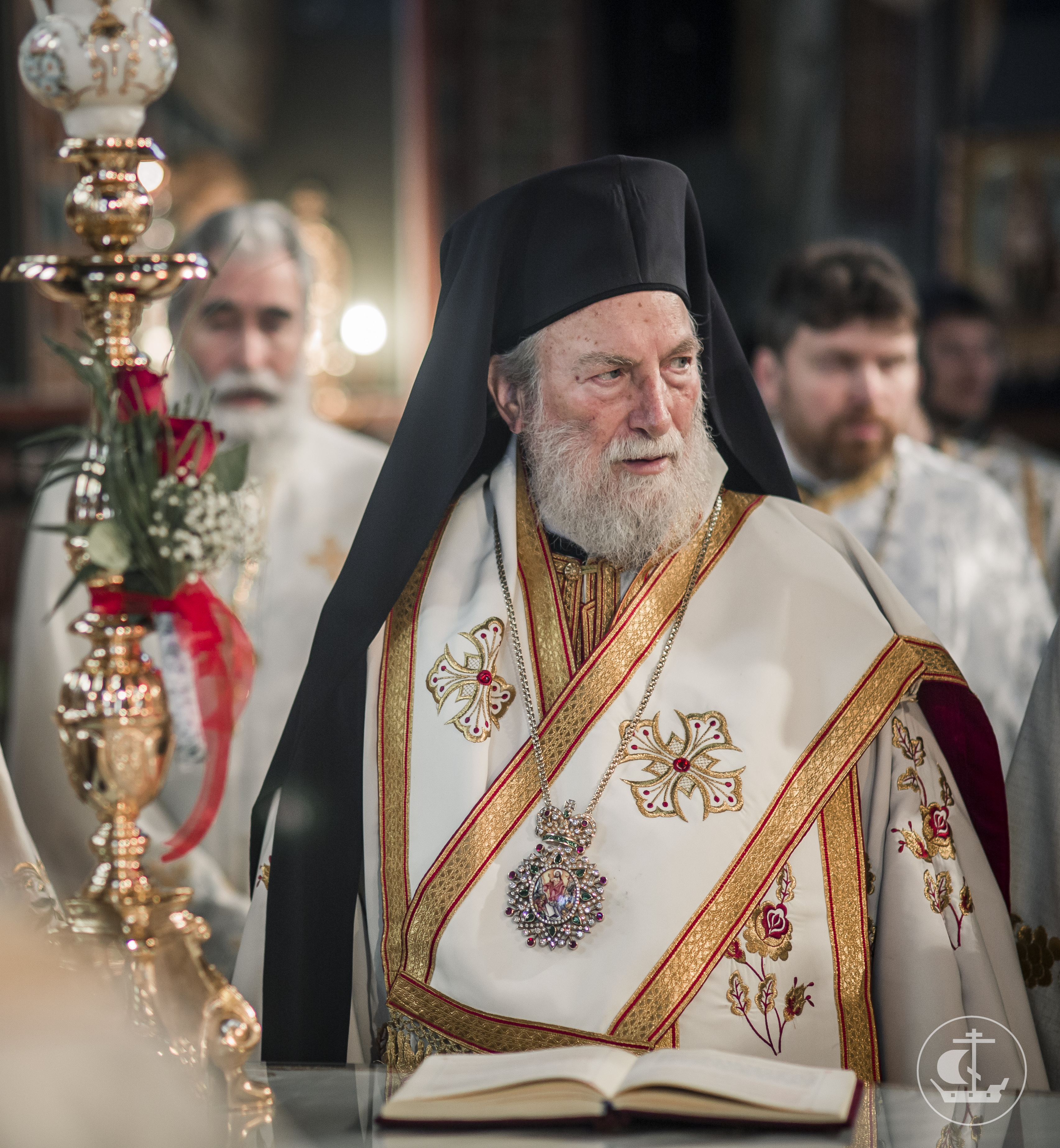
Димитрий (Грольос)

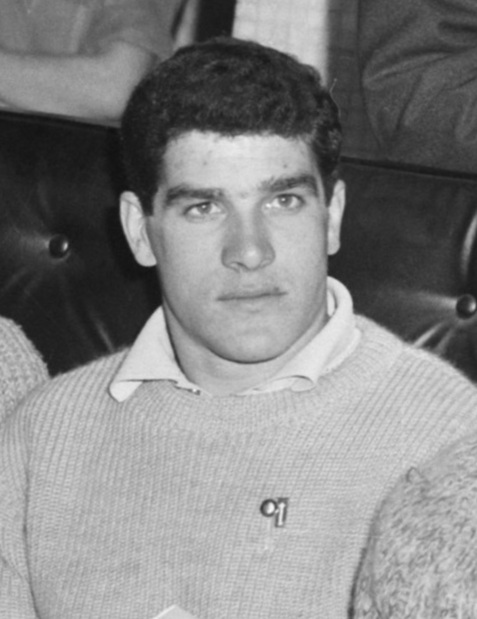
Раул Машаду

- Айзпуриете, Аманда (67) — латышская поэтесса и переводчица[113].
- Аппельбрук, Ида (93) — американская художница[114].
- Бадер, Джеффри[англ.] (78) — американский дипломат, посол в Намибии (1999—2001)[115].
- Димитрий (Грольос) (84) — архиерей Константинопольской православной церкви, митрополит Метронский и Атеронский (с 2020)[116].
- Давид, Янина[англ.] (93) — польско-британская писательница, пережившая Холокост[117].
- Есин, Евгений Николаевич (65) — советский и российский самбист и тренер, четырёхкратный чемпион мира[118].
- Корден, Макс (96) — австралийский экономист[119].
- Кортни, Дейв[англ.] (64) — британский гангстер, писатель и актёр; самоубийство[120].
- Лафлин, Дон[англ.] (92) — американский предприниматель игорного бизнеса[121].
- Малуэнда, Энрике[исп.] (88) — чилийский телеведущий и политик[122].
- Машаду, Раул (86) — португальский футболист, игрок национальной сборной[123].
- Пузанов, Игорь Евгеньевич (76) — советский и российский военачальник, первый заместитель министра обороны (2001—2004), депутат Государственной Думы (2007—2011), генерал армии (2005)[124].
- Роос, Тимо[фин.] (87) — финский политик, депутат Парламента (1983—1995)[125].
- Скопеллити, Антонио[англ.] (83) — итальянский католический прелат, епископ Амбатундразаки (1993—2015)[126].
- Ян Лэ[кит.] (83) — китайский математик, член Китайской академии наук (1980)[127].

## 21 октября

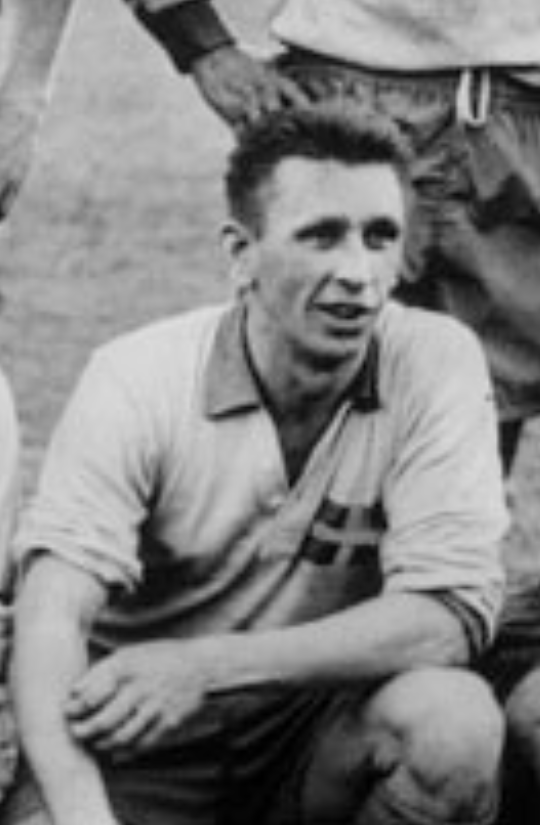
Рейно Бёрьессон

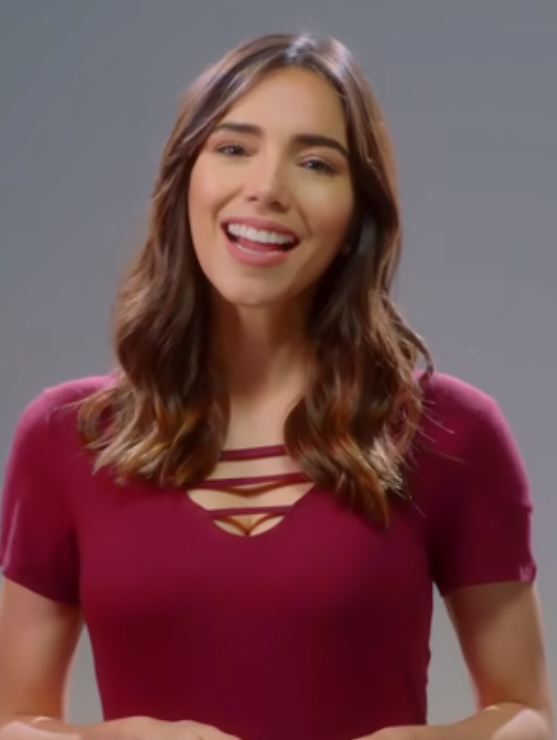
Алехандра Вильяфанье

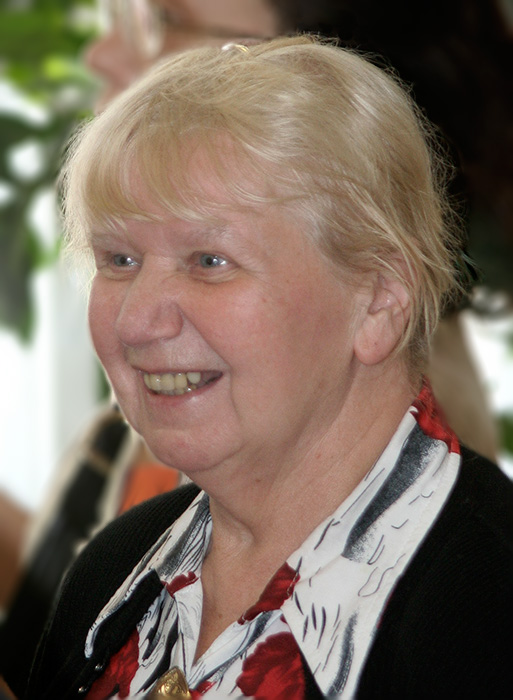
Лидия Галль

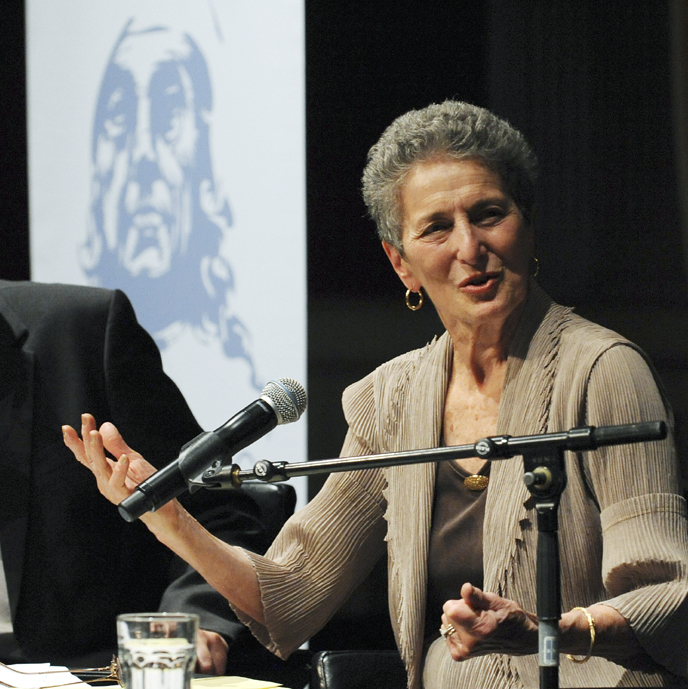
Натали Земон Дэвис

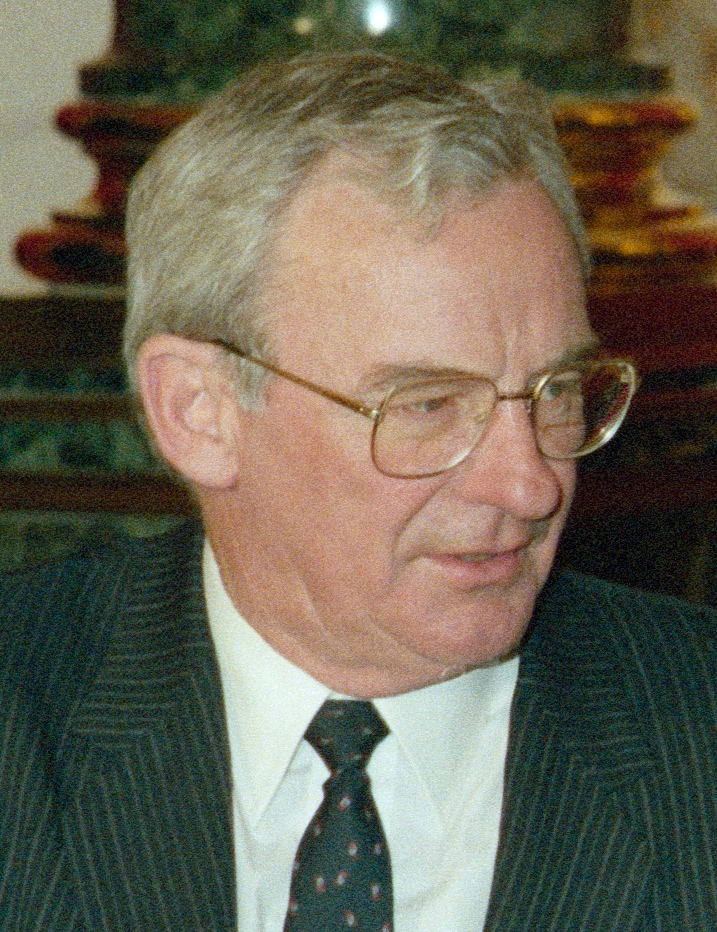
Уильям Хейден

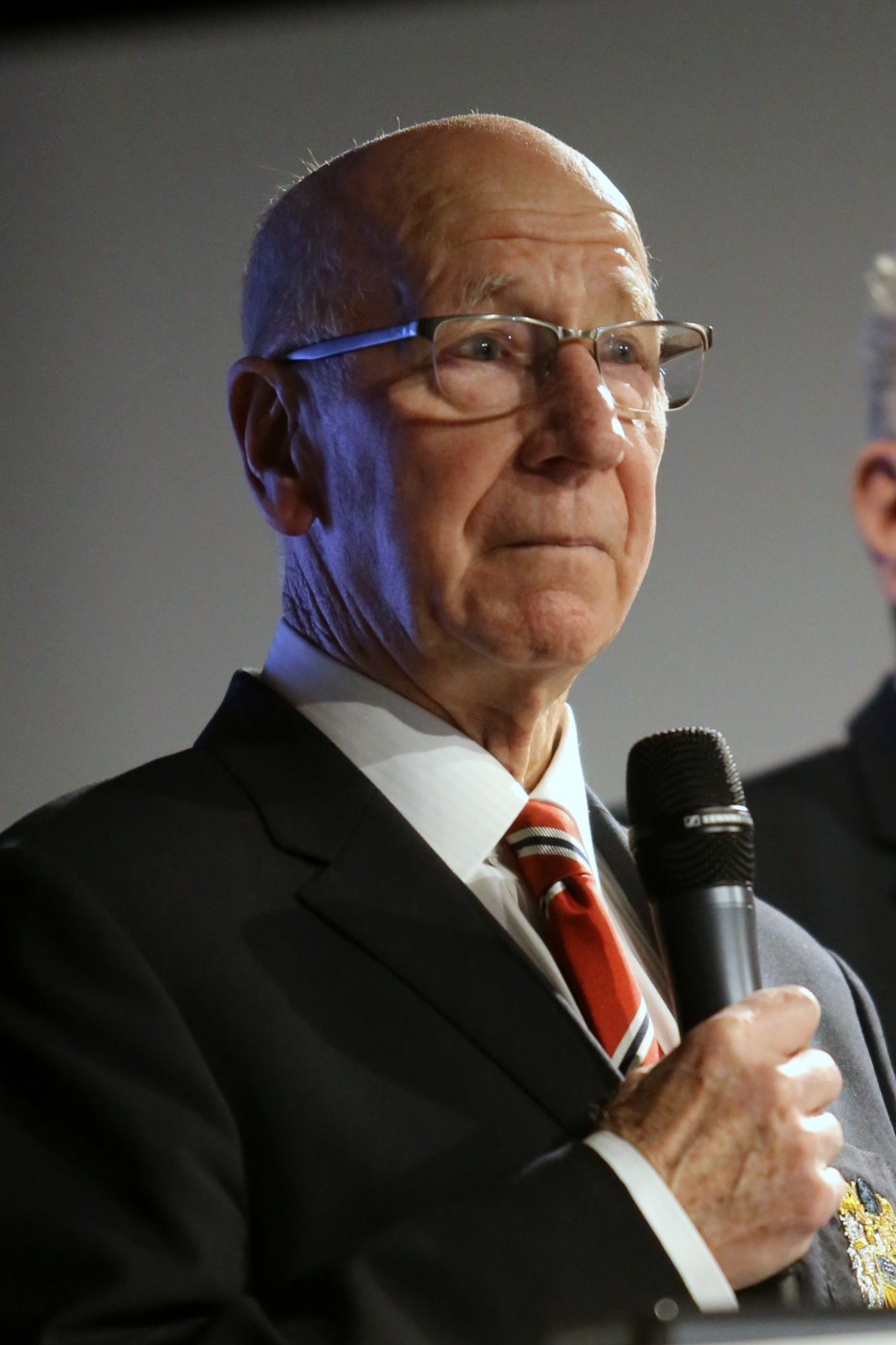
Бобби Чарльтон

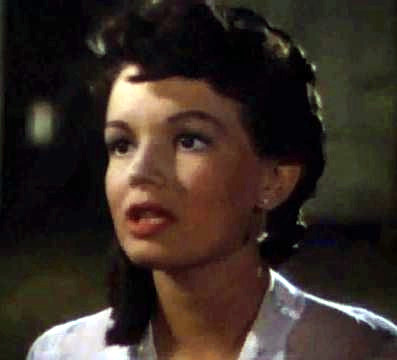
Джоан Эванс

- Аморим, Карлус[порт.] (71) — бразильский журналист[128].
- Балабакки, Лейла[араб.] (87) — ливанская писательница, журналистка и феминистка[129].
- Бёрьессон, Рейно (94) — шведский футболист, серебряный призёр чемпионата мира (1958)[130].
- Васильев, Александр Анатольевич (46) — российский военнослужащий, майор, участник российско-украинской войны, Герой Российской Федерации (посмертно); погиб в бою[131].
- Вильяфанье, Алехандра (34) — колумбийская актриса и модель, «Мисс Земля Колумбия» (2014)[132].
- Галль, Лидия Николаевна (89) — советский и российский учёный в области масс-спектрометрии, сотрудник ИАнП РАН[133].
- Гомес, Перри[англ.] (76) — багамский политик, министр здравоохранения (2012—2017), депутат парламента (с 2012)[134].
- Дымова, Лидия Георгиевна (86) — советская и российская актриса, заслуженная артистка РСФСР (1986)[135].
- Земон Дэвис, Натали (94) — канадско-американский историк, член Американской академии искусств и наук (1979)[136].
- Зинин, Борис Михайлович (82) — советский и российский военачальник, командующий Каспийской флотилией (1991—1996), вице-адмирал (1993)[137].
- Зулькефлай Мохамад Омар[англ.] (59) — малайзийский политик, спикер Законодательного собрания штата Негери-Сембилан (2018—2023)[138].
- Илечко, Александр[словац.] (86) — чехословацкий и словацкий скульптор[139].
- Кандел, Стивен[англ.] (96) — американский сценарист[140].
- Ким Ен До[кор.] (99) — южнокорейский политик, депутат Национального собрания (1973—1979)[141].
- Котелавала, Латит[сингальск.] (84) — шри-ланкийский бизнесмен и банкир[142].
- Мванамвамбва, Амусаа[англ.] (83) — замбийский политик, министр спорта, развития молодёжи и детей (1994—1995), по правовым вопросам (1995—1996), информации и телерадиовещания (1996), сельского хозяйства, продовольствия и рыболовства (1996—1998), депутат (1991—1998) и спикер (1998—2011) Национальной ассамблеи[143].
- Миа, Шахджахан[англ.] (83) — бангладешский политик, депутат Парламента (2009—2014, с 2019)[144].
- Мунши, Фарух Ислам[англ.] (75) — бангладешский политик, депутат Парламента (1986—1990)[145].
- Остерман, Жозеф[фр.] (85) — французский политический деятель, сенатор (1991—2004)[146].
- Пузановский, Адриан Георгиевич (81) — российский политик, депутат Государственной думы (1993—2003)[147].
- Роулс, Бетси[англ.] (95) — американская гольфистка[148].
- Стайно, Серджо[итал.] (83) — итальянский автор комиксов, сатирик и режиссёр[149].
- Убальди, Марция[итал.] (85) — итальянская актриса кино и озвучивания[150].
- Фриссен, Ханс (74) — мексиканский футболист[151].
- Хабракен, Джон[нидерл.] (94) — нидерландский архитектор и теоретик архитектуры[152].
- Хейден, Уильям (90) — австралийский политический и государственный деятель, лидер Лейбористской партии (1977—1983), министр иностранных дел (1983—1988), генерал-губернатор (1989—1996)[153].
- Чарльтон, Бобби (86) — английский футболист и футбольный тренер, чемпион мира (1966), обладатель «Золотого мяча» (1966)[154].
- Эванс, Джоан (89) — американская актриса[155].
- Явно, Яков Израилевич (76) — советский и американский певец и актёр, заслуженный артист РСФСР (1980)[156].

## 20 октября

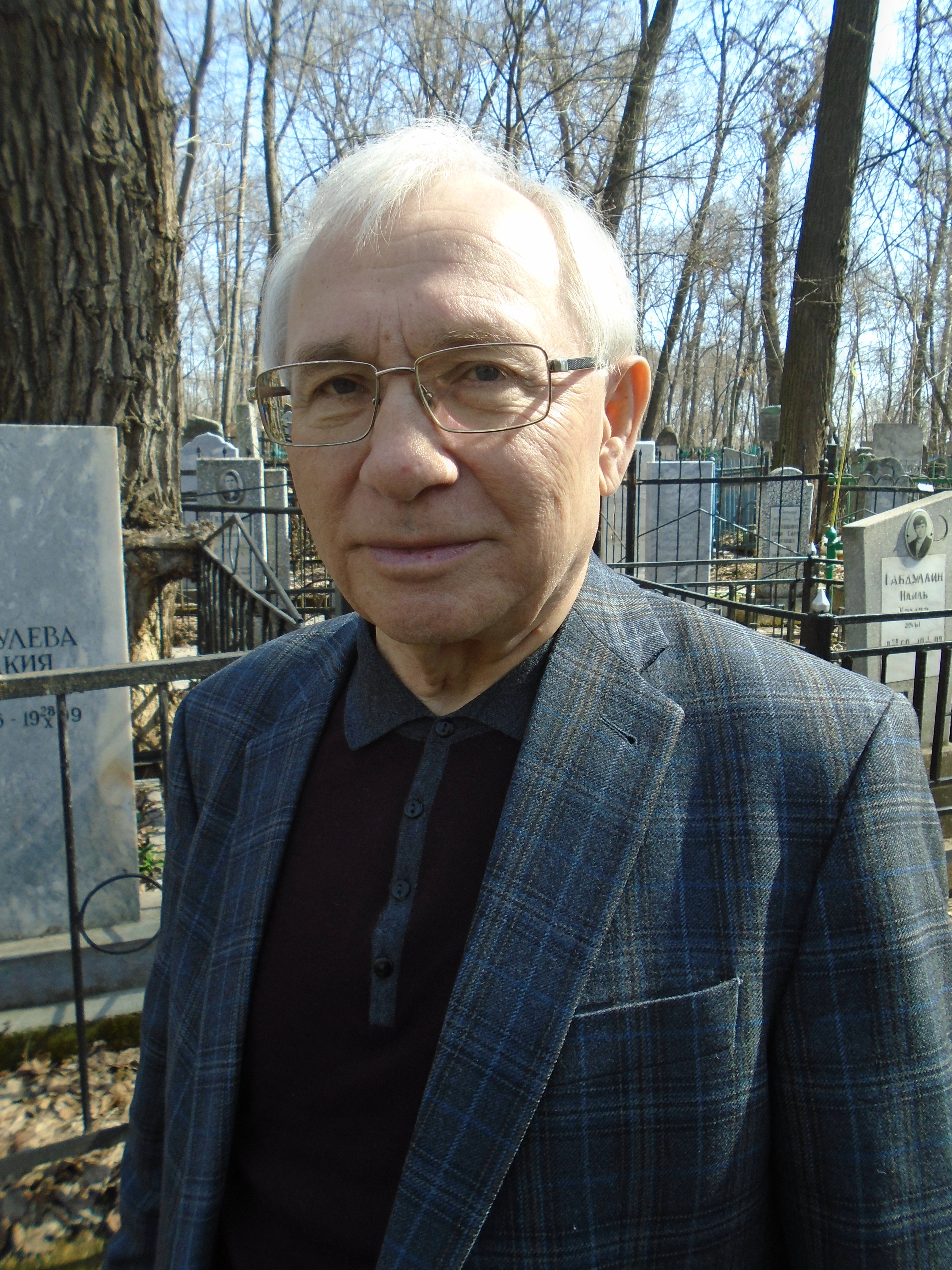
Разиль Валеев

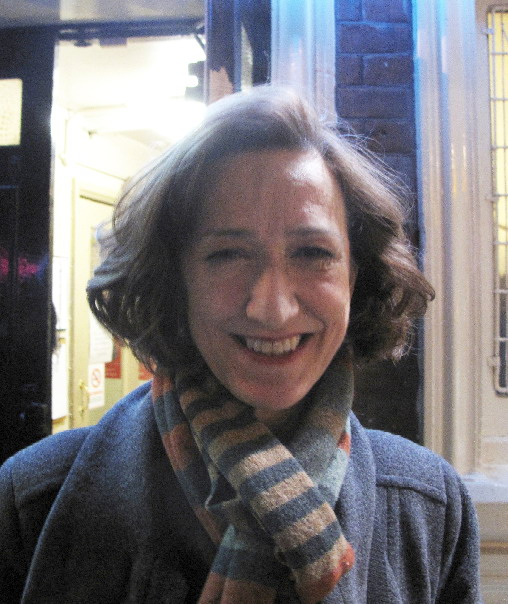
Хейдн Гуинн

- Арранс-Браво, Эдуардо[исп.] (82) — испанский художник[157].
- Валеев, Разиль Исмагилович (76) — советский и российский политический деятель и писатель[158].
- Гуинн, Хейдн (66) — английская актриса и певица[159].
- Дейман, Лесли[англ.] (85) — австралийский актёр[160].
- Каганович, Борис Моисеевич (89) — советский и российский учёный-энергетик, заслуженный деятель науки Российской Федерации (2007)[161].
- Кайзер, Вольфганг[нем.] (98) — немецкий физик, лауреат медали и премии Макса Борна (1982)[162].
- Колесников, Геннадий Михайлович (87) — советский и российский специалист в области обеспечения деятельности космонавтов, заслуженный деятель науки Российской Федерации (1999)[163].
- Маккей, Дональд[англ.] (86) — канадский химик и инженер[164].
- Малинин, Владимир Михайлович (72) — советский и российский деятель таможенных органов, первый заместитель руководителя Федералньой таможенной службы России (2007—2016), генерал-полковник таможенной службы (2009)[165].
- Нада, Хиба Абу (32) — палестинская поэтесса и писательница; авиаудар[166].
- Осгуд, Ричард[англ.] (79) — американский физик, лауреат премии Вуда (1991)[167].
- Раудоникис, Альгимантас (89) — советский и литовский композитор, народный артист Литовской ССР (1984)[168].
- Рыбаков, Юрий Михайлович (93) — советский и российский дипломат, посол СССР / России в Марокко (1990—1992)[169].
- Титов, Владимир Фёдорович (82) — советский дискобол, бронзовый призёр чемпионатов СССР по лёгкой атлетике (1972, 1974)[170].
- Топчиев, Александр Григорьевич (84) — советский и украинский географ, заслуженный деятель науки и техники Украины (2005)[171].
- Ческутти, Джамбаттиста[англ.] (84) — итальянский баскетболист; ДТП[172].

## 19 октября

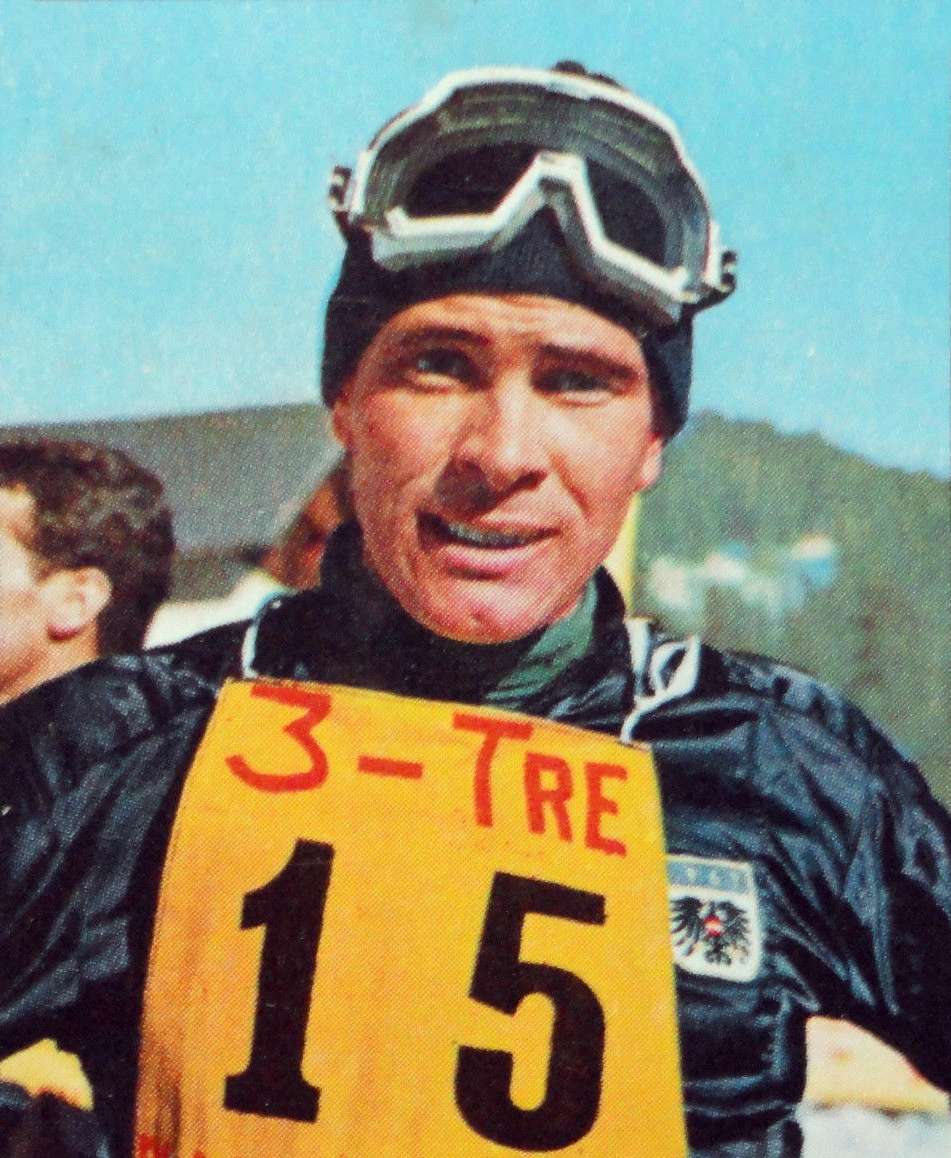
Хайнрих Месснер

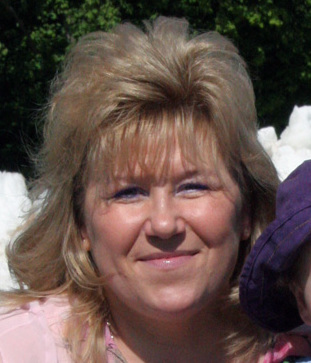
Анфиса Резцова

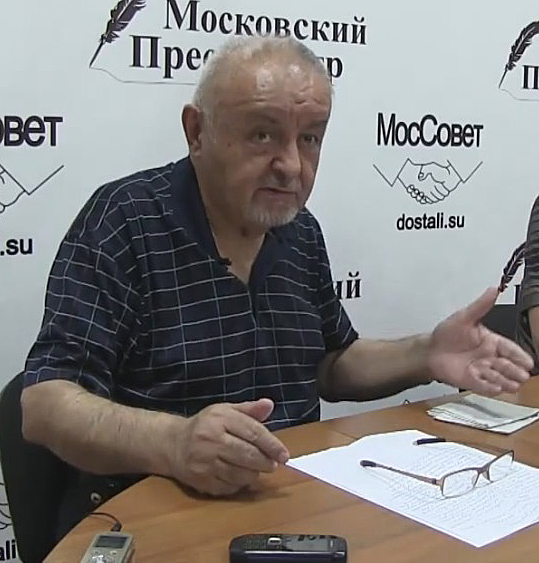
Шоди Шабдолов

- Бергхаген, Лассе[швед.] (78) — шведский певец и автор песен, участник конкурса песни Евровидение-1975[173].
- Гладков, Сергей Игоревич (60) — советский и украинский клоун и актёр[174].
- Зафар, Сайед Мухаммад[урду] (92) — пакистанский политический деятель, министр юстиции (1965—1969), сенатор (2006—2012)[175].
- Каменецкий, Александр Феофанович (97) — советский и российский военный и общественный деятель, заслуженный работник здравоохранения Российской Федерации (2002)[176].
- Каримов, Альви Ахмадович (73) — российский журналист[177].
- Керекеш, Илона[англ.] (96) — венгерская спортсменка (настольный теннис), серебряный призёр чемпионатов мира (1950, 1954)[178].
- Месснер, Хайнрих (84) — австрийский горнолыжник, бронзовый призёр Олимпийских игр (1968, 1972) (о смерти объявлено в этот день)[179].
- Резцова, Анфиса Анатольевна (58) — советская и российская лыжница и биатлонистка, трёхкратная олимпийская чемпионка (1988, 1992, 1994)[180].
- Ромеро Дешампс, Карлос[исп.] (79) — мексиканский политик, депутат Конгресса (1979—1982, 1991—2003, 2012—2015)[181].
- Сакураи, Ацуси (57) — японский певец и музыкант[182].
- Урунага, Хотвино (66) — парагвайский политик, губернатор департамента Альто-Парана (1998—2003)[183].
- Шабдолов, Шоди Давлятович (80) — советский и таджикский политик, депутат Парламента (1989—2015), председатель ЦК Компартии Таджикистана (1991—2016)[184].
- The 45 King[англ.] (62) — американский хип-хопер и музыкальный продюсер[185].

## 18 октября

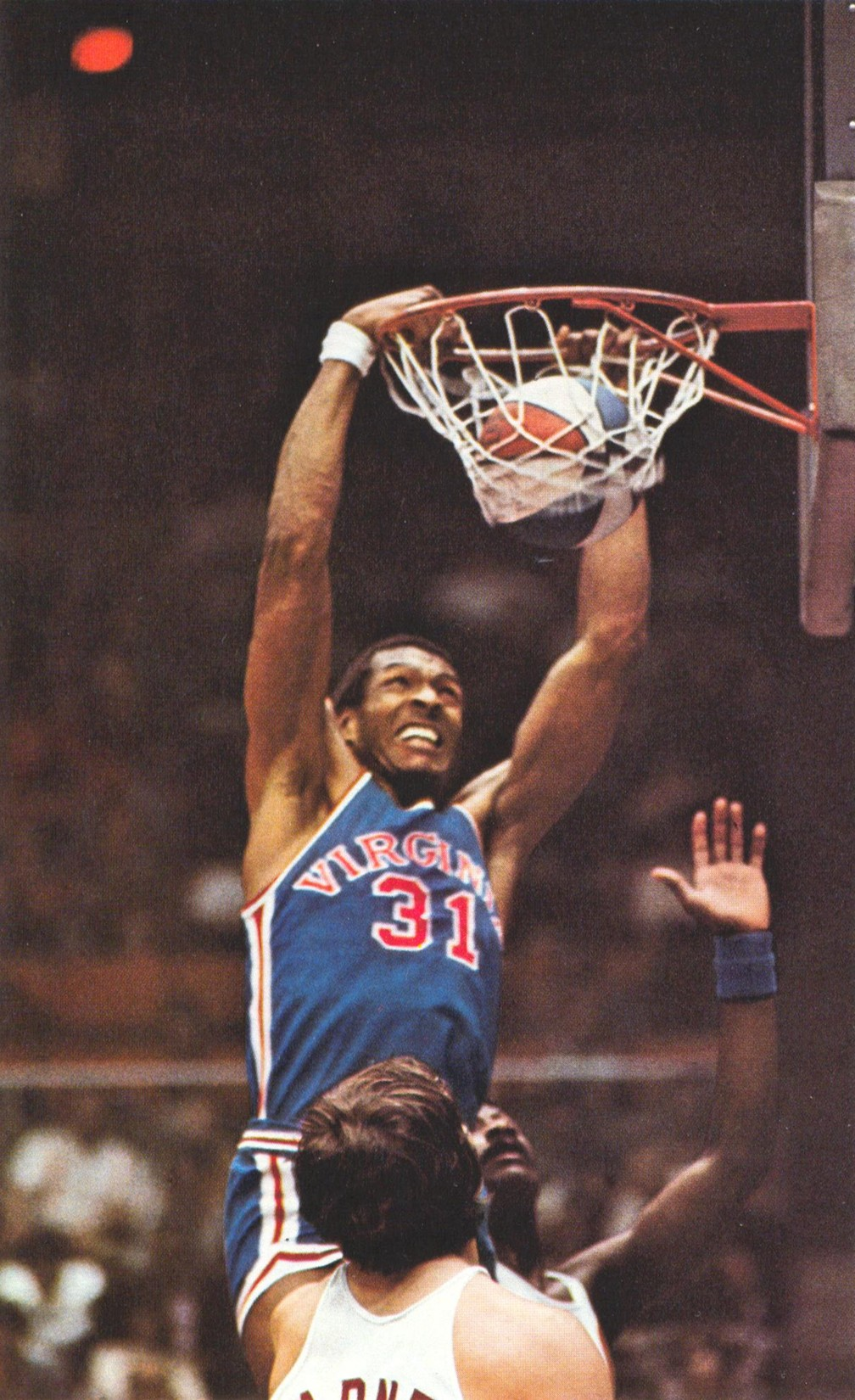
Роджер Браун

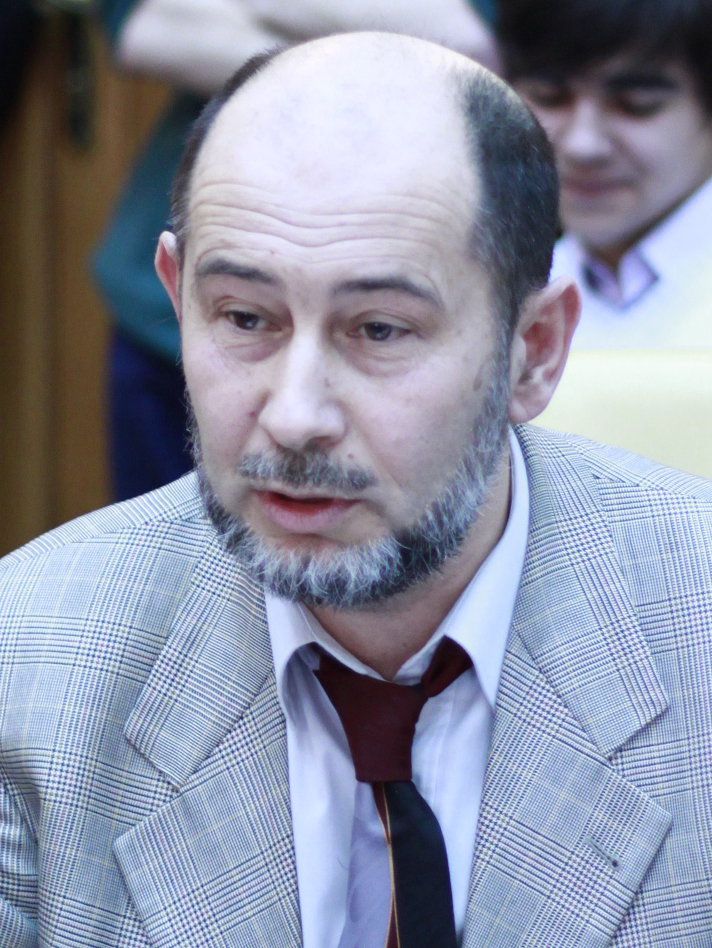
Александр Бузгалин

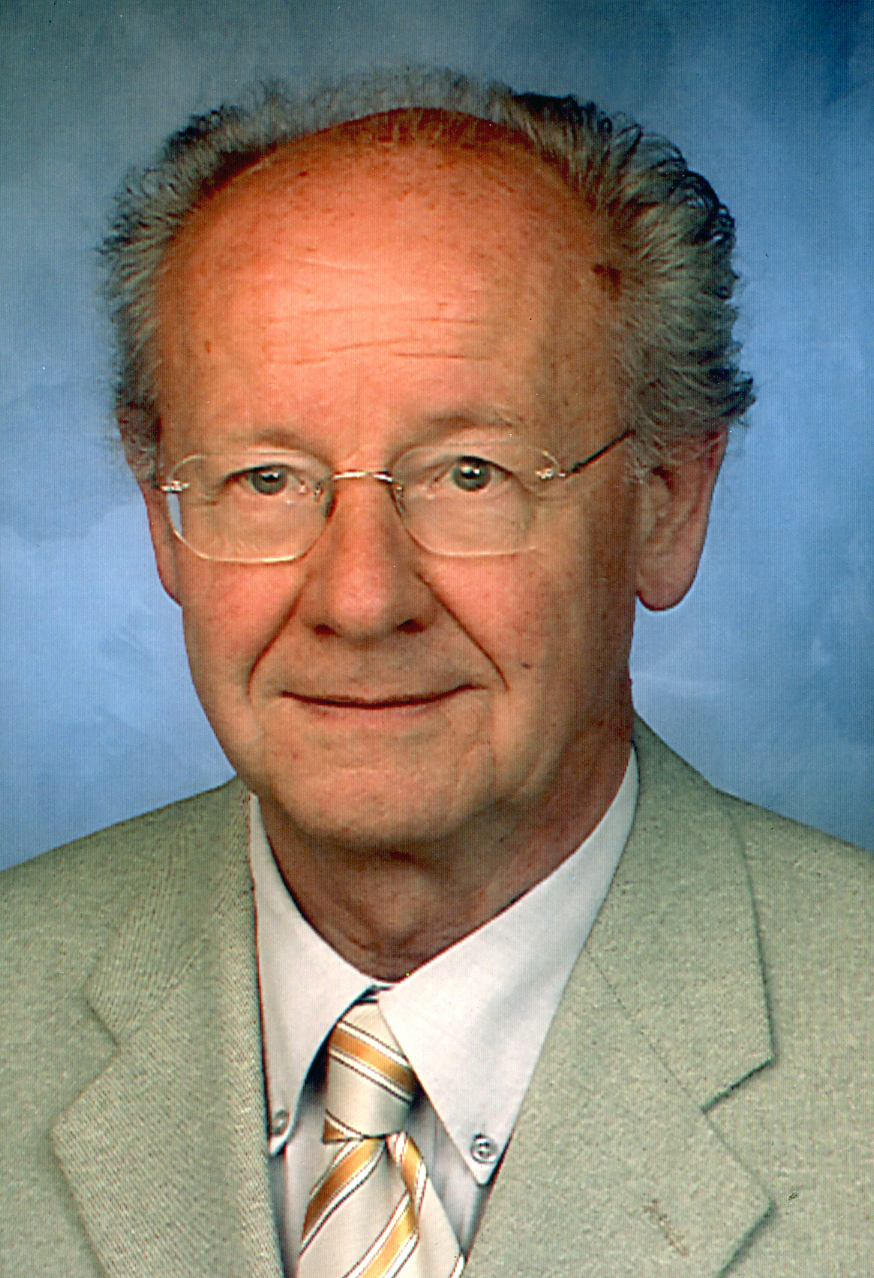
Томас Александр Слезак

- Браун, Роджер (73) — американский баскетболист[186].
- Бузгалин, Александр Владимирович (69) — советский и российский экономист, заслуженный профессор МГУ (2004)[187].
- Дезидери, Освальдо (84) — итальянский художник-постановщик и декоратор, лауреат премии «Оскар» (1988)[188].
- Кьемба, Генри[англ.] (84) — угандийский политик, министр здравоохранения (1974—1977)[189].
- Лавендел, Эгон Эдгарович (88) — латвийский учёный в области механики, академик АН Латвии (1989)[190].
- Палюэль-Гийяр, Андре[фр.] (82) — французский историк[191].
- Родригес, Матиас Давид[исп.] (41) — аргентинский политик, член Палаты депутатов (2015—2019), сенатор (с 2019); самоубийство[192].
- Слезак, Томас Александр (83) — немецкий филолог-классик и историк философии[193].
- Таратута, Аба Яковлевич (88) — советский правозащитник[194].
- Твилли, Дуайт[англ.] (72) — американский певец и автор песен[195].
- Херес Орта, Альберто[исп.] (96) — чилийский юрист и политик, член Палаты депутатов (1961—1969), сенатор (1969—1973)[196].
- Шныпарь, Владимир (82) — советский и украинский актёр[197].

## 17 октября

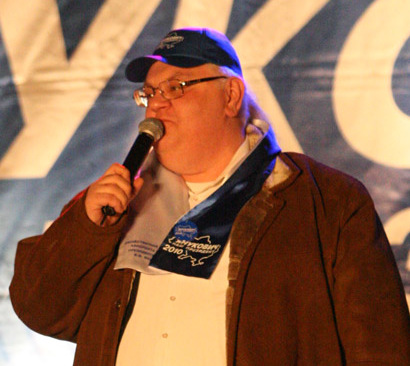
Сергей Сивохо

- Арифин, Сямсул[индон.] (71) — индонезийский политик, губернатор Северной Суматры (2008—2011)[198].
- Бейт-Арье, Малахи[ивр.] (86) — израильский поэт, кодиколог и палеограф, член НАН Израиля (2003)[199].
- Блей, Карла[англ.] (87) — американская джазовая пианистка, органистка и композитор[200].
- Вандендрисхе, Орель[фр.] (91) — бельгийский марафонец, участник Олимпийских игр (1956, 1960, 1964)[201].
- Донченко, Николай Александрович (59) — советский и российский учёный в области ветеринарии, член-корреспондент РАН (2019)[202].
- Захаров, Василий Георгиевич (89) — советский партийный и государственный деятель, министр культуры СССР (1986—1989)[203].
- Камиллери Аццопарди, Роберт[англ.] (72) — мальтийский католический прелат, епископ Комаягуа (с 2004)[204].
- Лайнбергер, Уильям Карл[англ.] (83) — американский химик, член Национальной академии наук США (1983)[205].
- Лямкин, Владимир Владимирович (74) — российский композитор и аранжировщик, заслуженный артист Российской Федерации (1994)[206].
- Ранкати, Орацио (83) — итальянский футболист и футбольный тренер, участник Олимпийских игр (1960)[207].
- Сивохо, Сергей Анатольевич (54) — советский и украинский актёр, телеведущий[208].
- Хигаси, Дзюндзи[яп.] (77) — японский политик, депутат Палаты представителей (1990—1996, 1998—2012)[209].
- Ющук, Николай Дмитриевич (82) — советский и российский инфекционист, академик РАМН (1999—2013), академик РАН (2013)[210].

## 16 октября

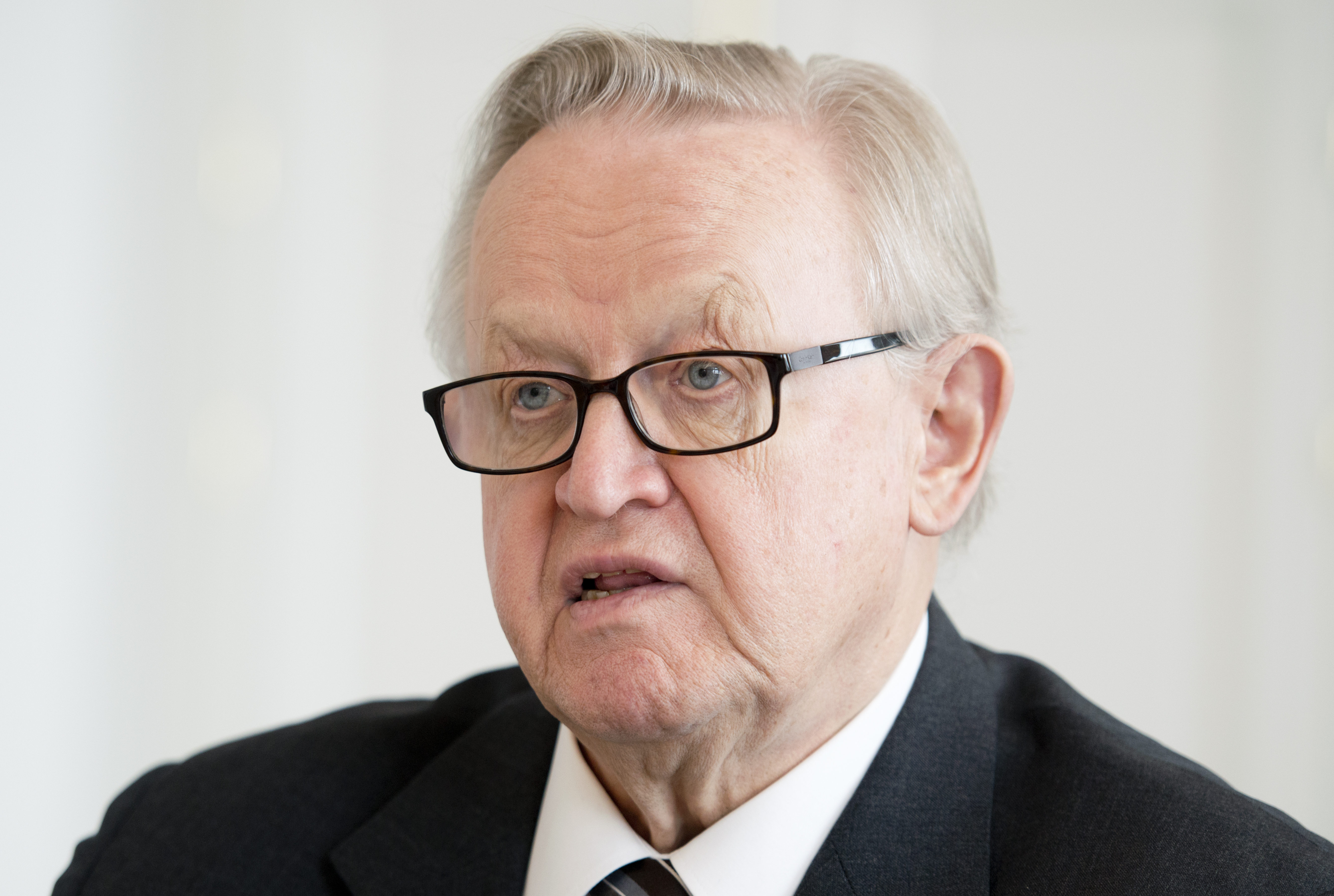
Мартти Ахтисаари

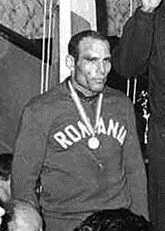
Франциск Балла

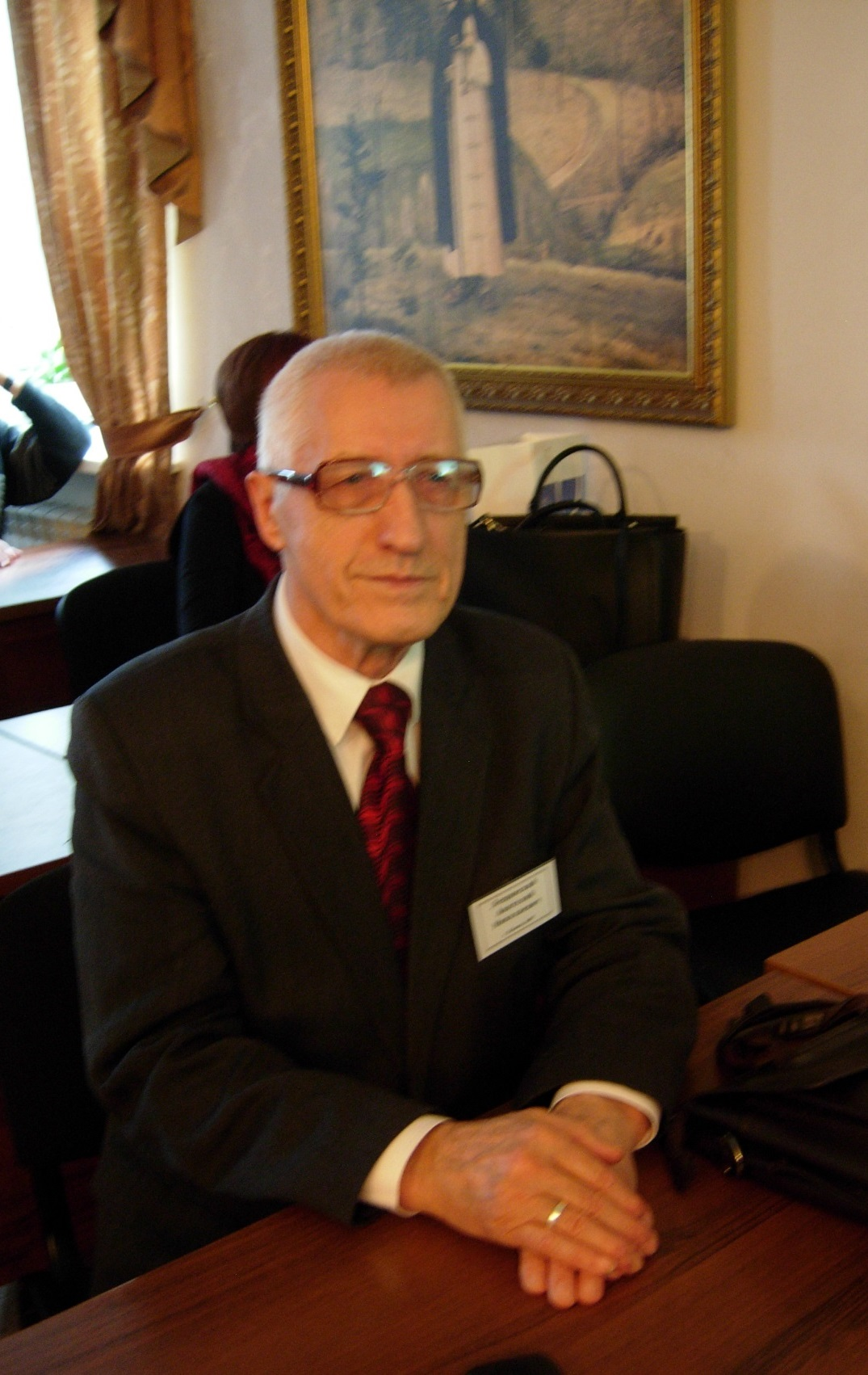
Анатолий Лещинский

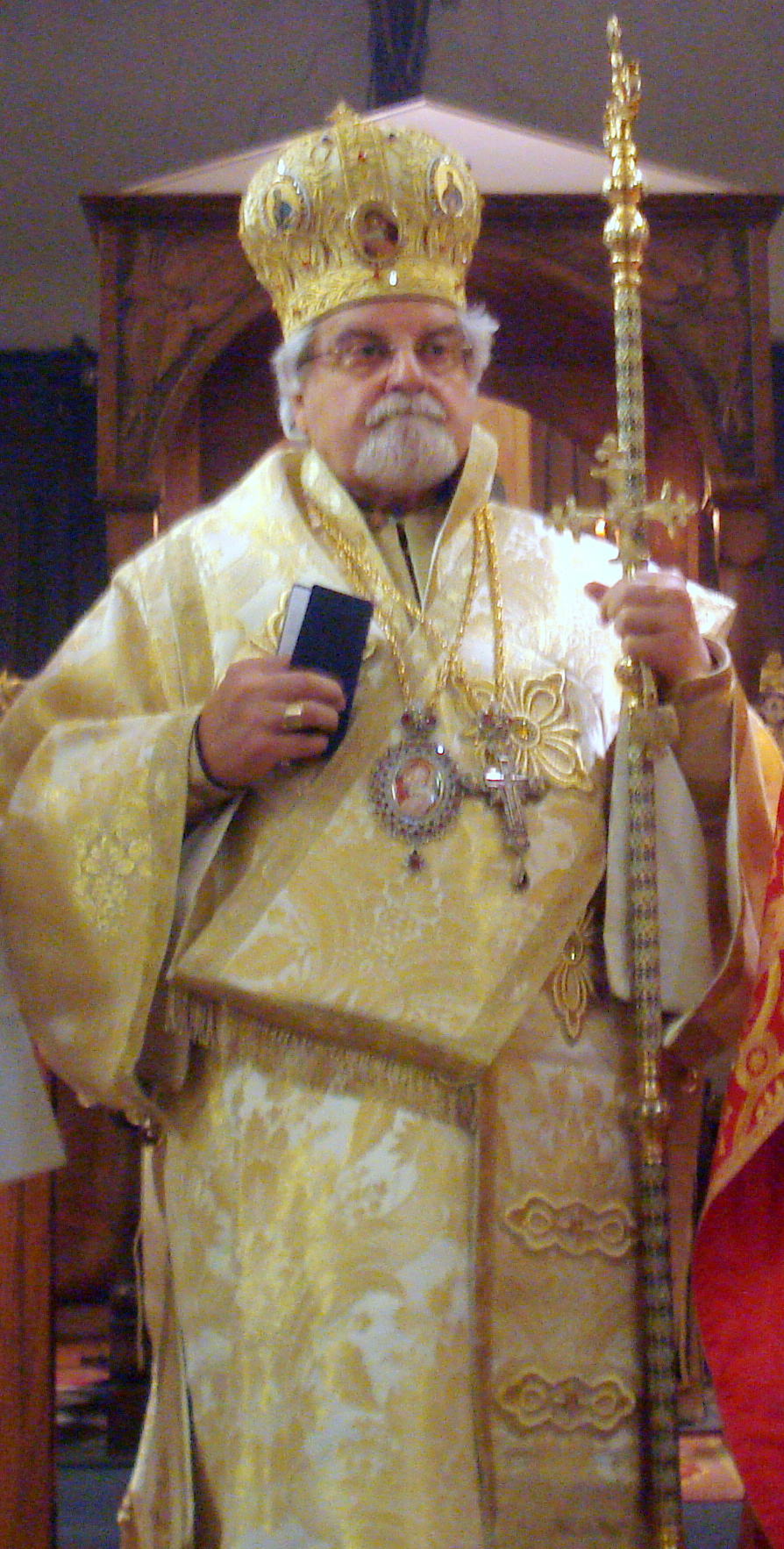
Димитриос Салахас

- Айт, Несипбек Турысбекулы (73) — казахский поэт, заслуженный деятель Казахстана (2011)[211].
- Ахтисаари, Мартти (86) — финский государственный деятель, президент (1994—2000), лауреат Нобелевской премии мира (2008)[212].
- Байерле, Хатто[нем.] (90) — немецкий и австрийский альтист, дирижёр и педагог[213].
- Балла, Франциск (90) — румынский борец вольного стиля, серебряный призёр чемпионатов мира (1965, 1967)[214].
- Гильен, Хорхе[исп.] (86) — испанский баскетболист, участник Олимпийских игр (1960)[215].
- Гладков, Геннадий Игоревич (88) — советский и российский композитор, народный артист Российской Федерации (2002)[216].
- Готгельф, Александр Львович (74) — российский виолончелист, заслуженный артист Российской Федерации (2011)[217].
- Гусман, Хесус[исп.] (97) — испанский актёр[218].
- Джозеф, Джери М.[англ.] (100) — американский дипломат, посол в Нидерландах (1978—1981)[219].
- Ералиев, Нурлан (38) — киргизский самбист, бронзовый призёр чемпионата Азии (2010, 2013)[220].
- Кодзэн, Хироси[яп.] (86) — японский литературовед, член Японской академии наук (2016)[221].
- Лещинский, Анатолий Николаевич (82) — советский и российский религиовед (о смерти объявлено в этот день)[222].
- Маракана, Карлиньос[англ.] (66) — бразильский футболист[223].
- Перера, Виктор[англ.] (75) — шриланкийский полицейский офицер и политик, генеральный инспектор полиции (2006—2008), губернатор Северной провинции (2008)[224].
- Салахас, Димитриос (84) — иерарх Греческой католической церкви, экзарх Греции (2008—2016)[225].
- Твидейл, Эрик[англ.] (102) — австралийский регбист, игрок национальной сборной[226].
- Фолл, Малик[фр.] (54) — сенегальский футболист, игрок национальной сборной[227].
- Читтаранджан Непали[непальск.] (92) — непальский писатель и историк[228].

## 15 октября

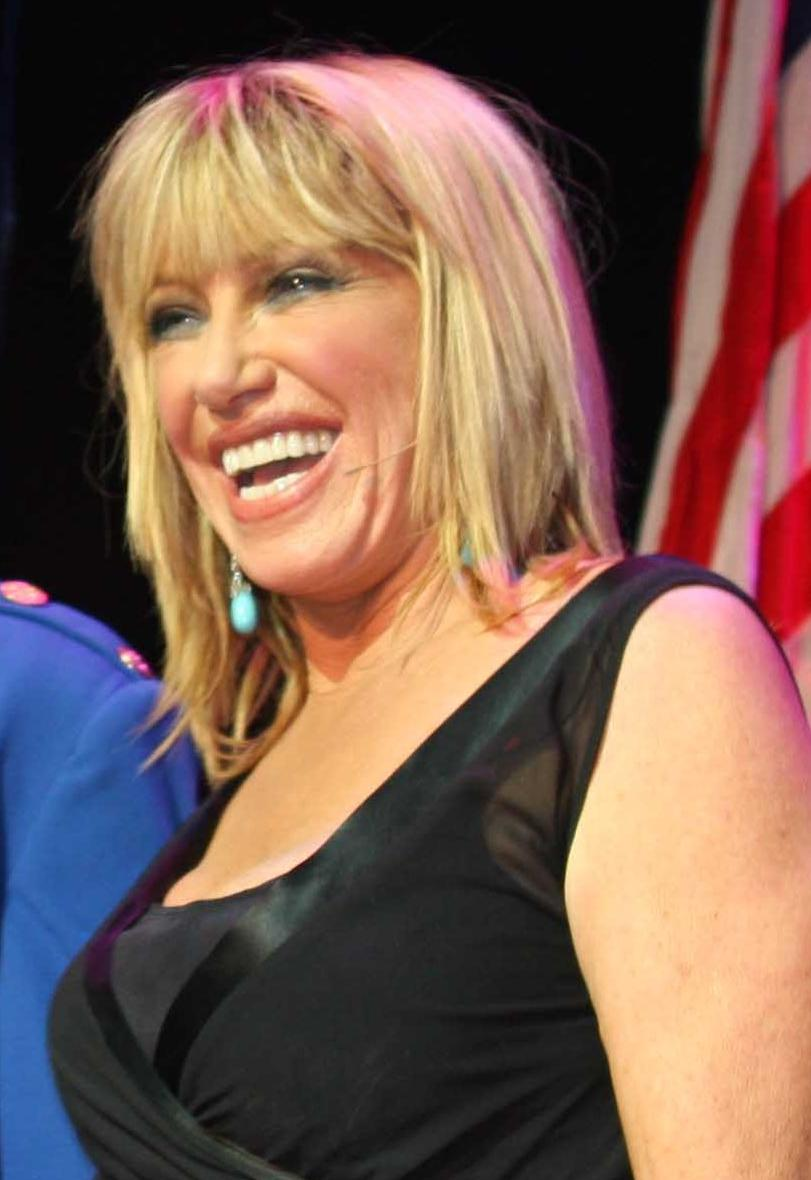
Сюзанн Сомерс

- Антропов, Олег Петрович (75) — советский волейболист, олимпийский чемпион (1968)[229].
- Басакопол, Кармен Петра[рум.] (97) — румынская пианистка и композитор[230].
- Биляль Аль Кедра[тур.] (?) — палестинский полевой командир движения ХАМАС, убит в результате авиаудара[231].
- Браун, Тод[англ.] (86) — американский католический прелат, епископ Бойсе (1988—1998), епископ Оринджа (1998—2012)[232].
- Гилл, Манохар Сингх[англ.] (87) — индийский политический и государственный деятель, депутат Раджья сабхи (2004—2016), министр по делам спорта и молодёжи (2009—2011), министр статистики (2011)[233].
- Ерёмин, Альвин Евстафьевич (91) — советский политический деятель, председатель Костромского облисполкома (1986—1990), депутат Верховного Совета РСФСР (1984—1989)[234].
- Лопес, Карлос[англ.] (97) — испанский наездник, участник летних Олимпийских игр (1956)[235].
- Лубнин, Гавриил Вадимович (54) — российский художник, поэт и музыкант[236].
- Мерлин, Джоанна (92) — американская актриса[237].
- Пигалев, Александр Иванович (71) — советский и российский философ[238].
- Райан, Джерри (68) — ирландский футболист, игрок национальной сборной[239].
- Рейнольдс, Тодд[англ.] (56) — американский фигурист, участник зимних Олимпийских игр (1994)[240].
- Сантуш Онамбве, Энрике (83) — ангольский политик, министр промышленности и энергетики (1979—1982)[241].
- Сейерстейн, Турстейн[англ.] (92) — норвежский конькобежец, участник зимних Олимпийских игр (1956, 1960)[242].
- Сомерс, Сюзанн (76) — американская актриса, писательница и певица[243].
- Торрес Корсо, Теофило[исп.] (77) — мексиканский политик, депутат Конгресса (1985—1988, 2012—2015), губернатор Сан-Луис-Потоси (1992—1993)[244].
- Хаял, Гулам Наби[англ.] (80) — индийский поэт и эссеист[245].
- Хури, Жизель (62) — ливанская журналистка[246].
- Чарльз Джон Керр, 2-й барон Тивеет[англ.] (78) — британский пэр, барон Тивеет (1968—2023), член Палаты лордов (1968—1999)[247].

## 14 октября

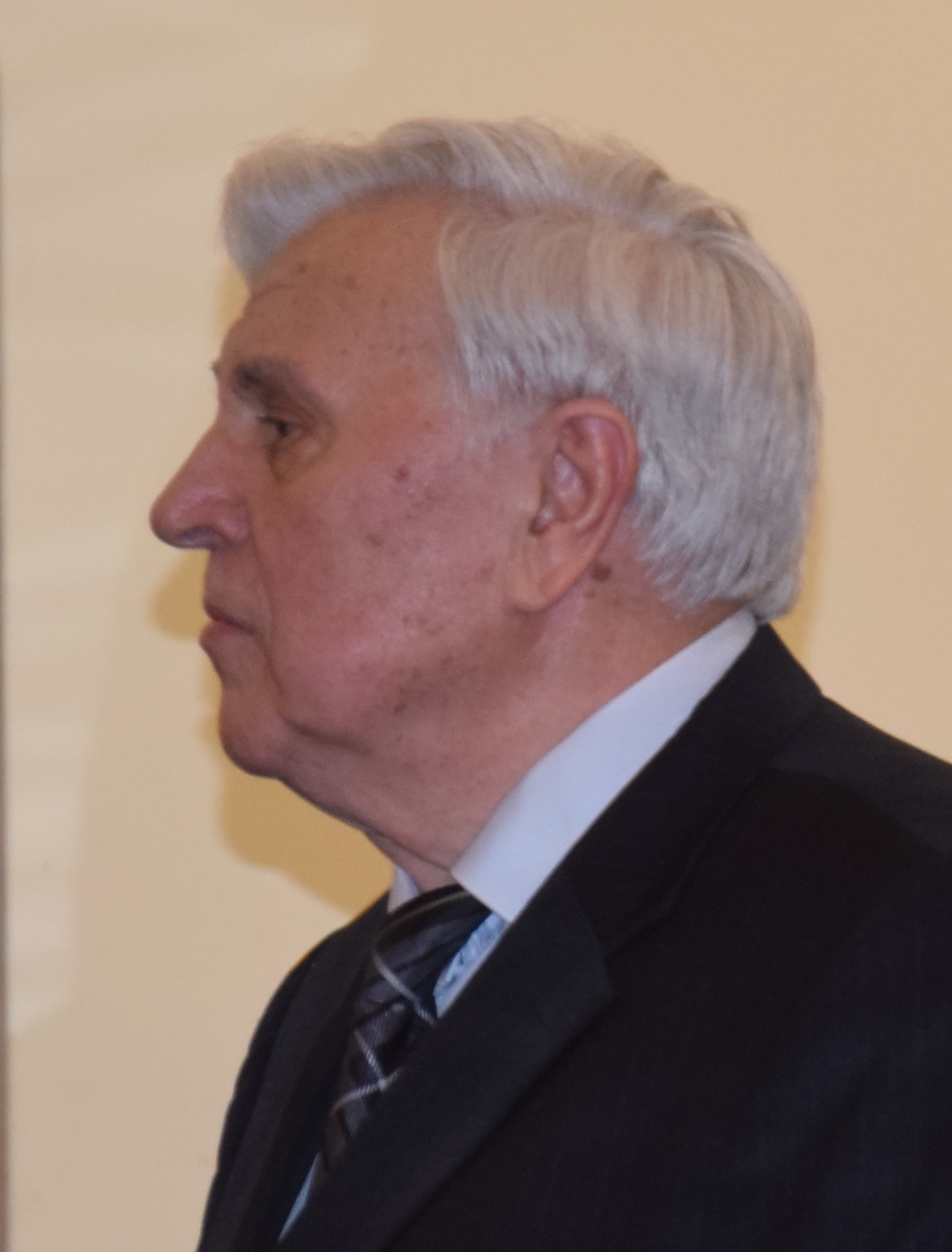
Александр Востряков

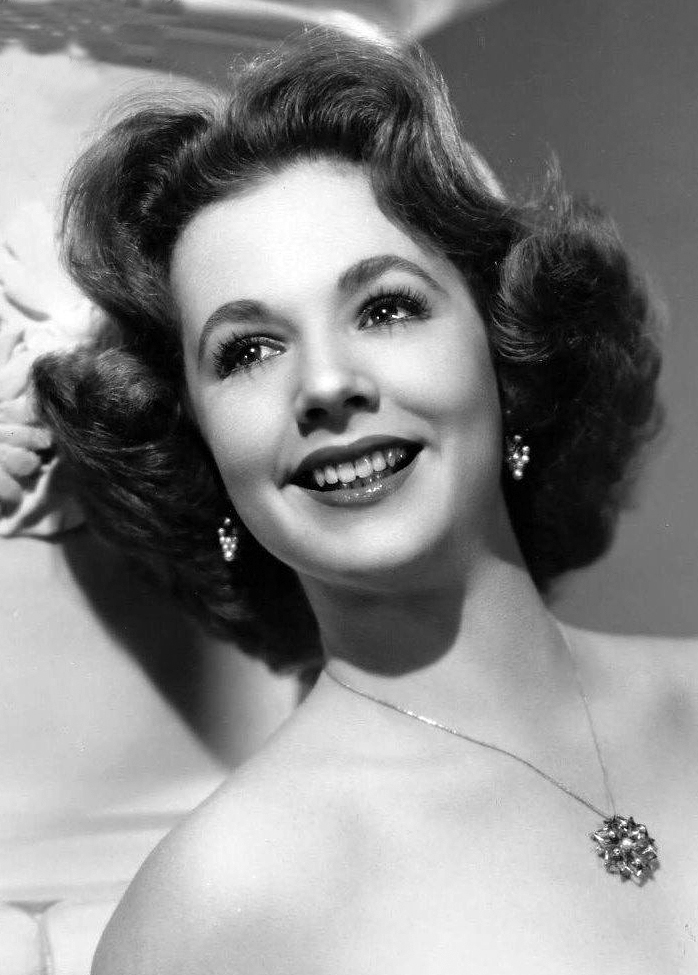
Пайпер Лори

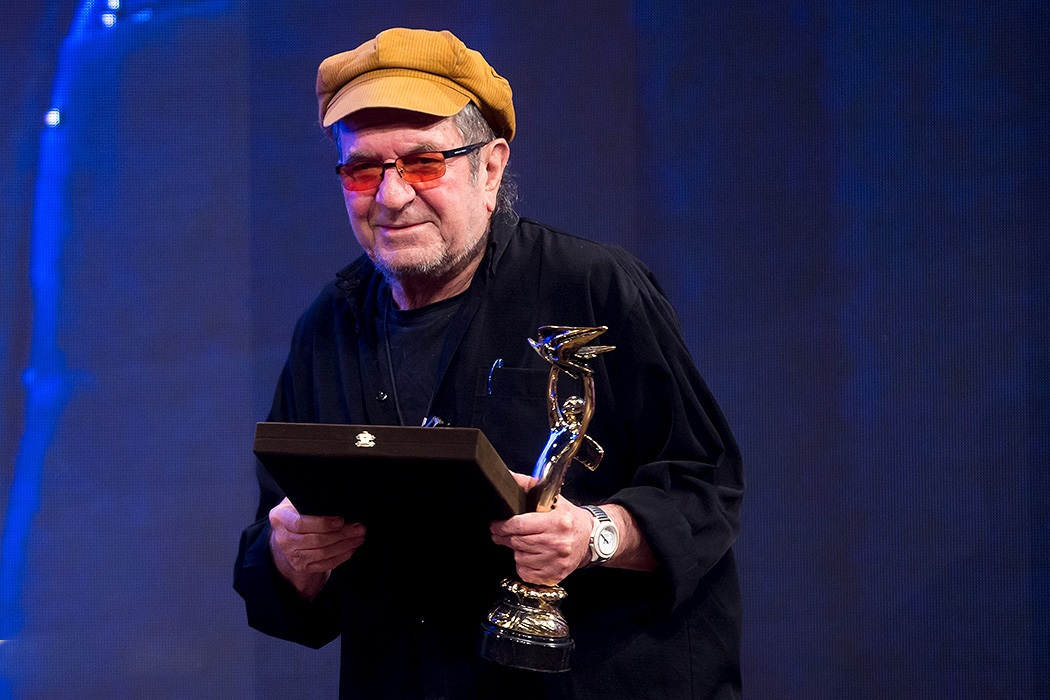
Дариюш Мехрджуи

- Адеев, Геннадий Дмитриевич (78) — советский и российский физик, заслуженный деятель науки Российской Федерации (1997)[248].
- Аль-Фаюми, Вади (6) — американский мальчик палестинского происхождения, жертва убийства на почве этнической и религиозной ненависти.
- Востряков, Александр Андреевич (79) — советский и украинский оперный и камерный певец (лирико-драматический тенор), народный артист Украинской ССР (1991)[249].
- Казаркин, Александр Петрович (81) — советский и российский литературовед[250].
- Кантельми, Джанкарло[итал.] (97) — итальянский политик, член Палаты депутатов (1976—1983)[251].
- Кутоло, Розетта[итал.] (86) — итальянская мафиози[252].
- Пайпер Лори (91) — американская актриса, лауреат премий «Эмми» (1987) и «Золотой глобус» (1991)[253].
- Маилов, Георгий Арменакович (70) — российский архитектор, заслуженный архитектор Российской Федерации (2004)[254].
- Мехрджуи, Дариюш (83) — иранский режиссёр, продюсер и сценарист, академик Академии искусств Ирана; убийство[255].
- Мохаммадифар, Вахиде (54) — иранская сценаристка, драматург и художник по костюмам в кино; убийство[256].
- Оленёва, Надежда Александровна (37) — российская альпинистка; падение с высоты[257].
- Пак Со Бо[кор.] (91) — южнокорейский художник[258].
- Радван, Станислав[пол.] (84) — польский композитор[259].
- Станка, Теодор[рум.] (90) — румынский политик, член Палаты депутатов (1996—2000)[260].
- Тома, Жан-Шарль[фр.] (93) — французский католический прелат, епископ Аяччо (1974—1986) и Версаля (1986—2001)[261].
- Чукэ, Валентин[рум.] (80) — румынский писатель и искусствовед[262].

## 13 октября

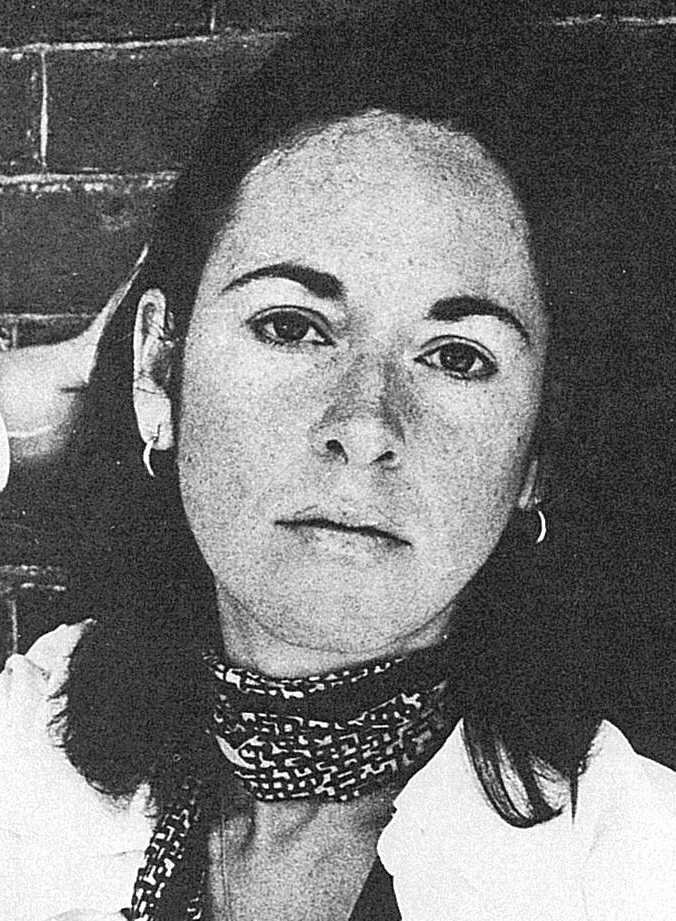
Луиза Глюк

Индия

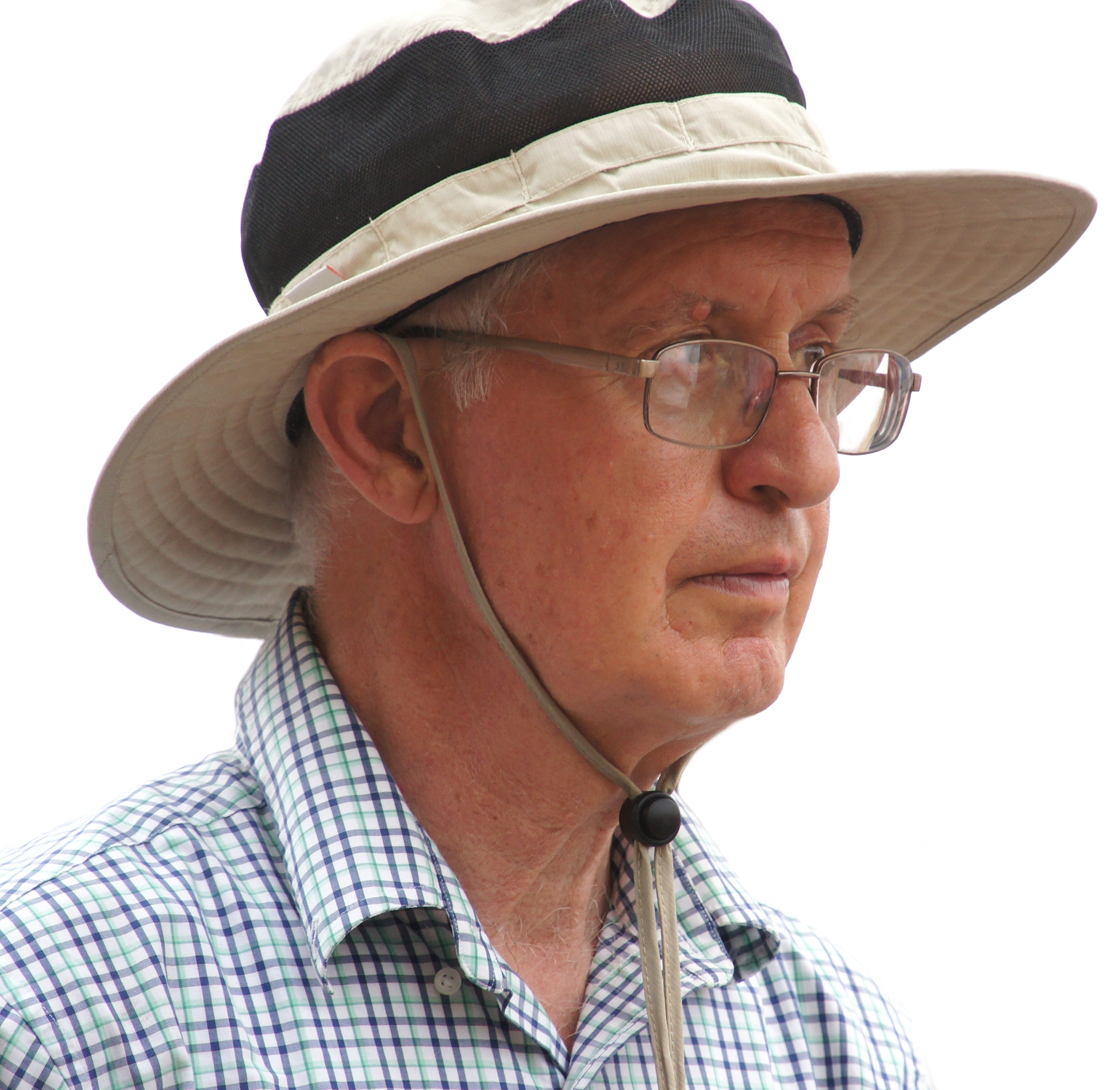
Барри Купер

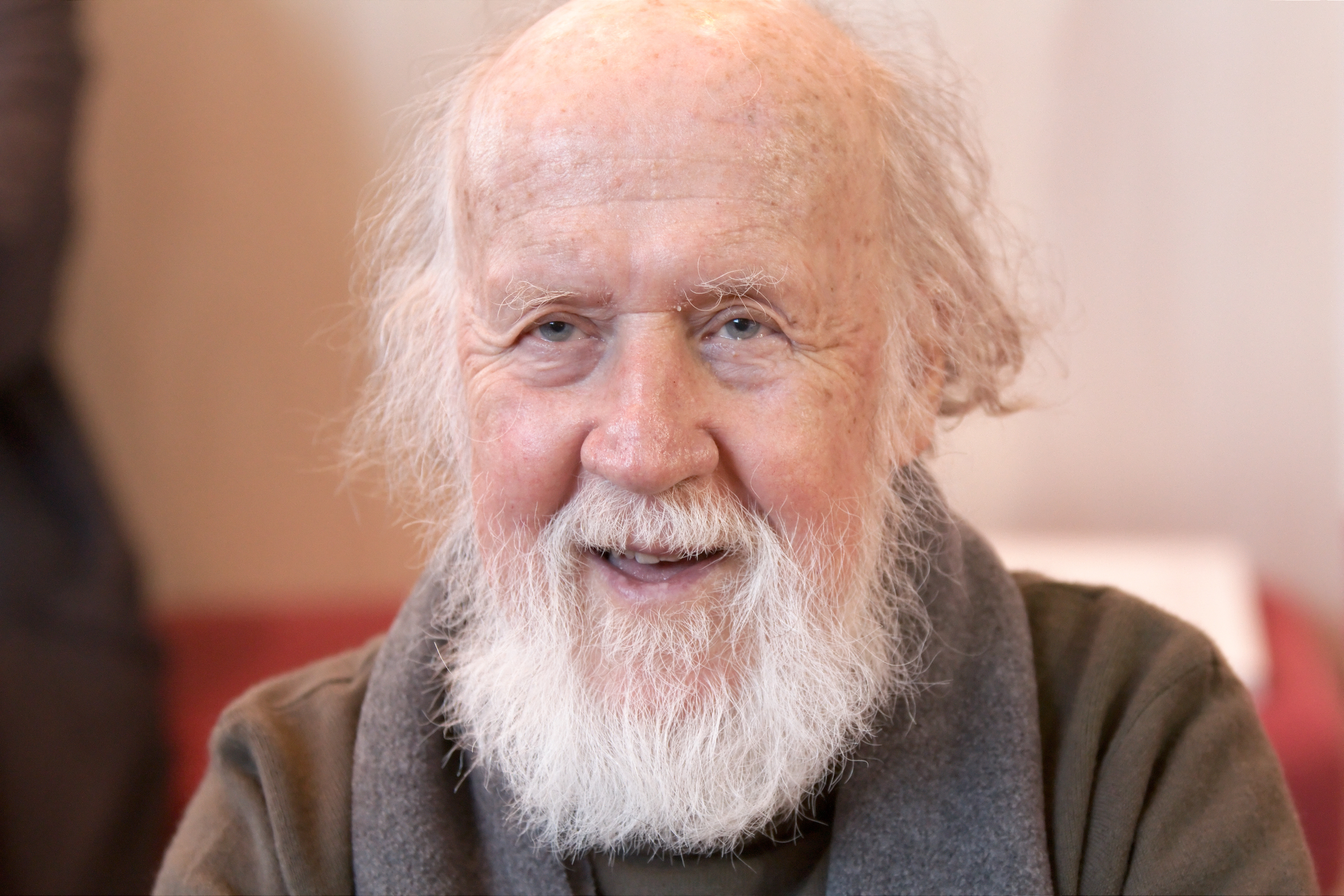
Хьюберт Ривз

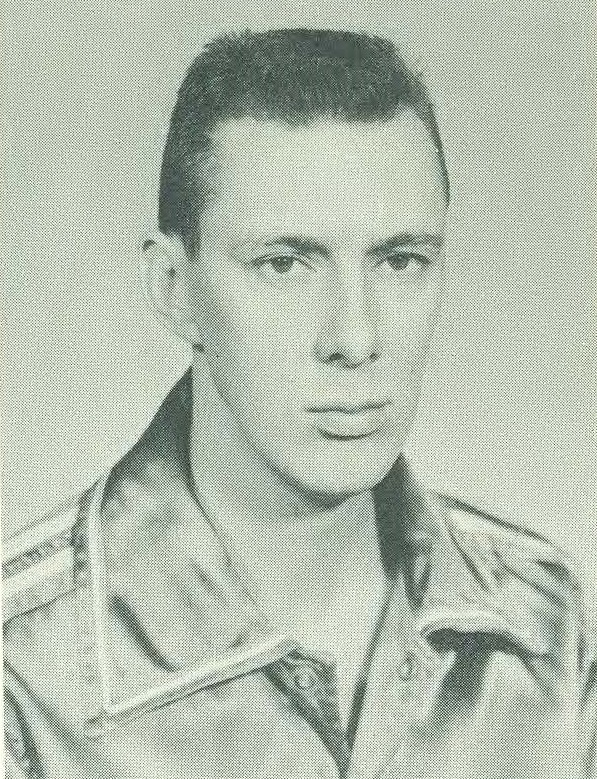
Бёрдетт Халдорсон

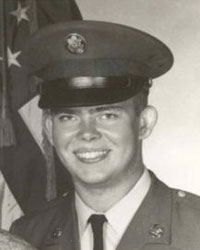
Фрэнк Херда

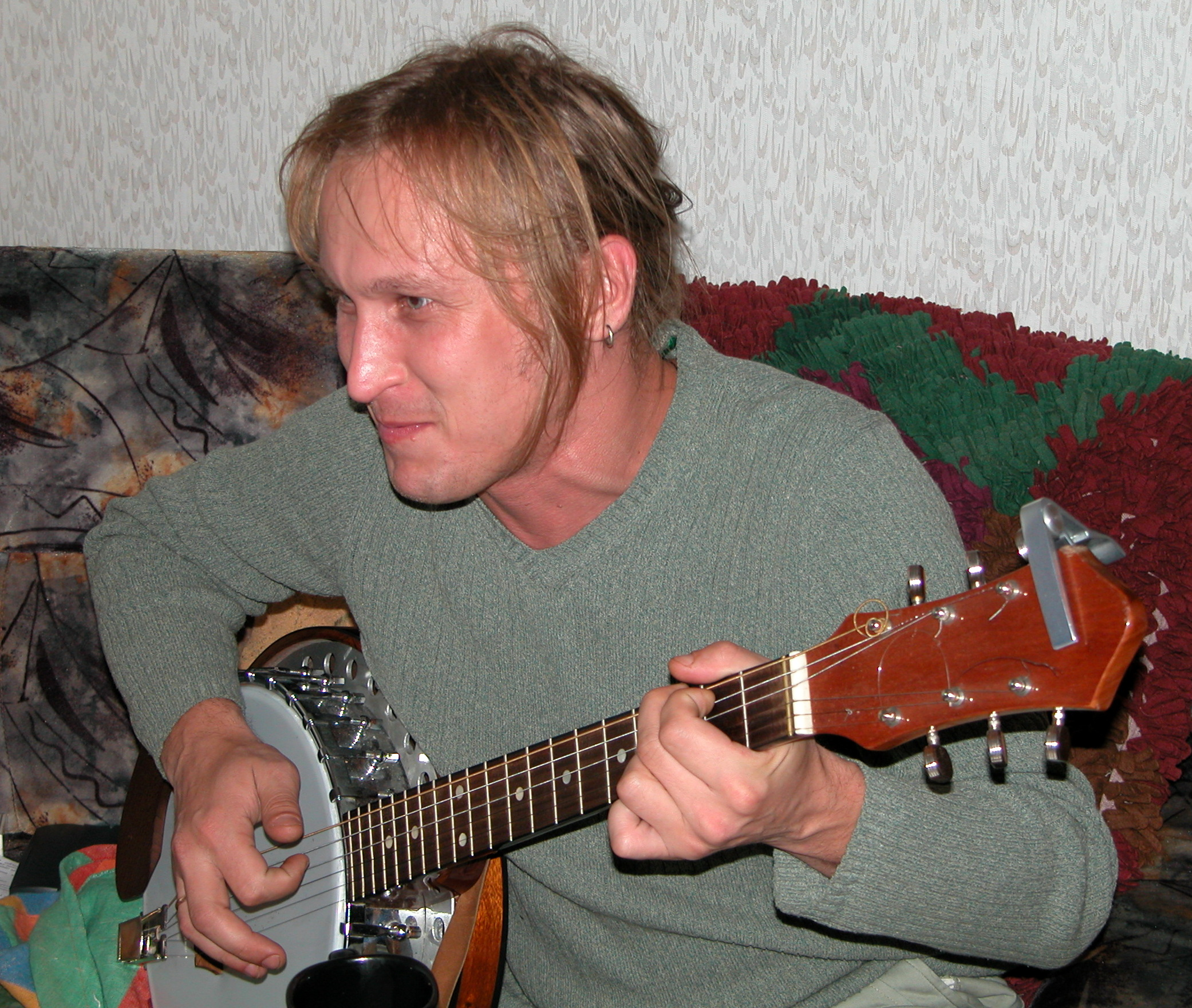
Алексей Ходорыч

- Ариас, Хайро (85) — колумбийский футболист, игрок национальной сборной[263].
- П. В. Гангадхаран (80) — индийский продюсер, двукратный лауреат Национальной кинопремии (1997, 2000)[264].
- Глюк, Луиза (80) — американская поэтесса, лауреат Нобелевской премии по литературе (2020)[265].
- Индия (94) — афганская принцесса, дочь Амануллы-хана[266].
- Ихамуотила, Яакко[англ.] (83) — финский бизнесмен, генеральный директор Valmet (1973—1979), президент и председатель совета директоров Neste (1980—2000)[267].
- Кади, Али (35) — старший палестинский командир группировки ХАМАС; убит[268].
- Купер, Барри — австралийский геолог, профессор Университета Южной Австралии, историк геологии и общественный деятель.
- Моттл, Рональд[англ.] (89) — американский политик, член Палаты представителей (1975—1983)[269].
- Расселл, Хью (63) — ирландский боксёр, бронзовый призёр Олимпийских игр (1980)[270].
- Рибейру, Жуан Луис[порт.] (64) — бразильский гимнаст, участник Олимпийских игр (1980)[271].
- Ривз, Хьюберт (91) — канадский астрофизик и космолог[272].
- Салури, Рейн[эст.] (84) — эстонский писатель и драматург[273].
- Сомервилл, Бад (86) — американский кёрлингист и тренер по кёрлингу, чемпион мира (1965, 1974)[274].
- Футигами, Садао[яп.] (86) — японский политик, депутат Палаты советников (с 1989)[275].
- Халдорсон, Бёрдетт (89) — американский баскетболист, олимпийский чемпион (1956, 1960)[276].
- Херда, Фрэнк Алоизиус (76) — американский солдат, кавалер медали Почёта (1968)[277].
- Ходорыч, Алексей Владимирович (50) — российский журналист[278].
- Щерба, Сергей Петрович (85) — советский и российский правовед, заслуженный деятель науки Российской Федерации (1997)[279].
- Юсуф, Белло  Майтама[англ.] (76) — нигерийский политик, министр внутренних дел (1979—1981), министр социального обеспечения, молодёжи, спорта и культуры (1981—1982), министр торговли (1982—1983), сенатор (1999—2007)[280].

## 12 октября

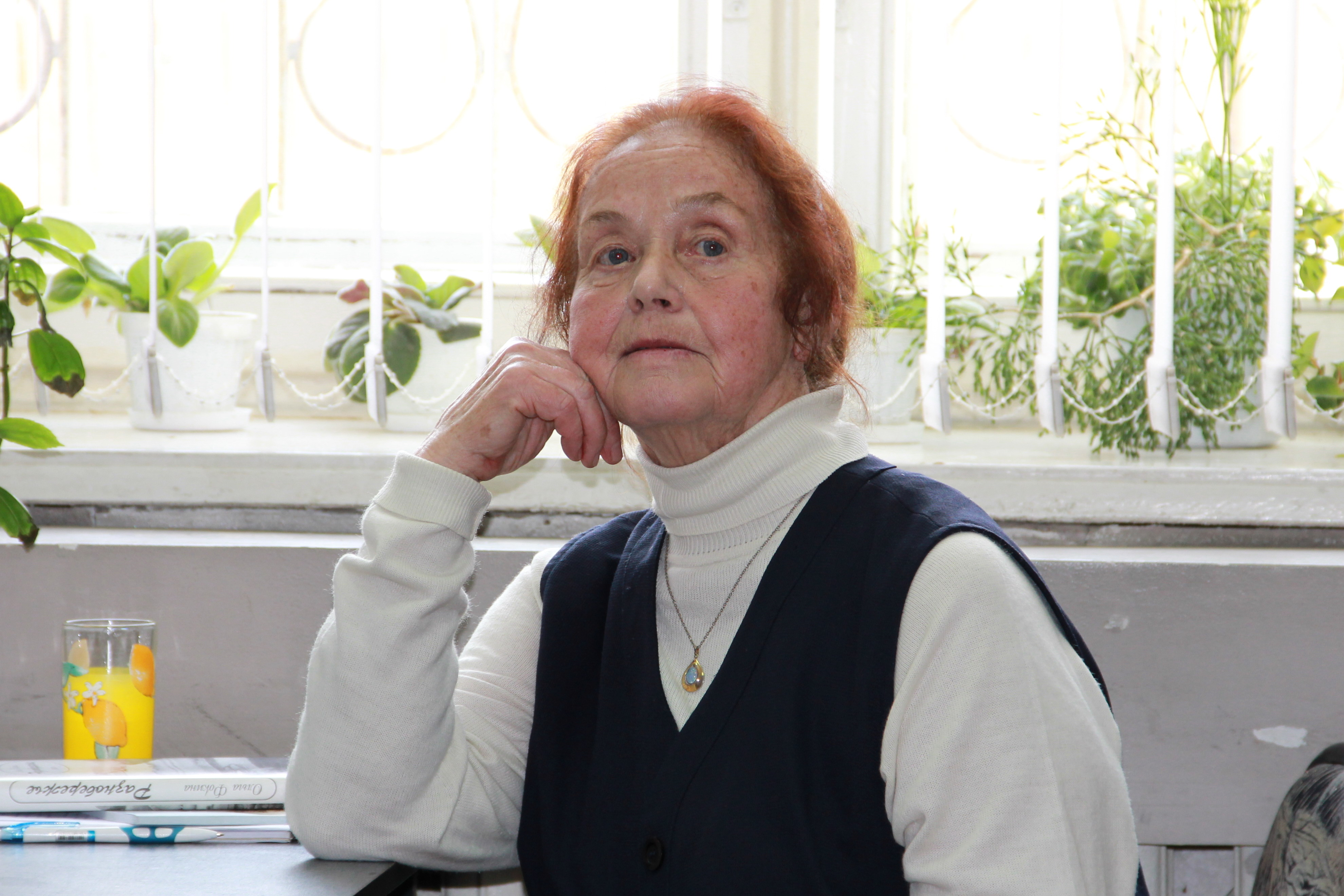
Ольга Фокина

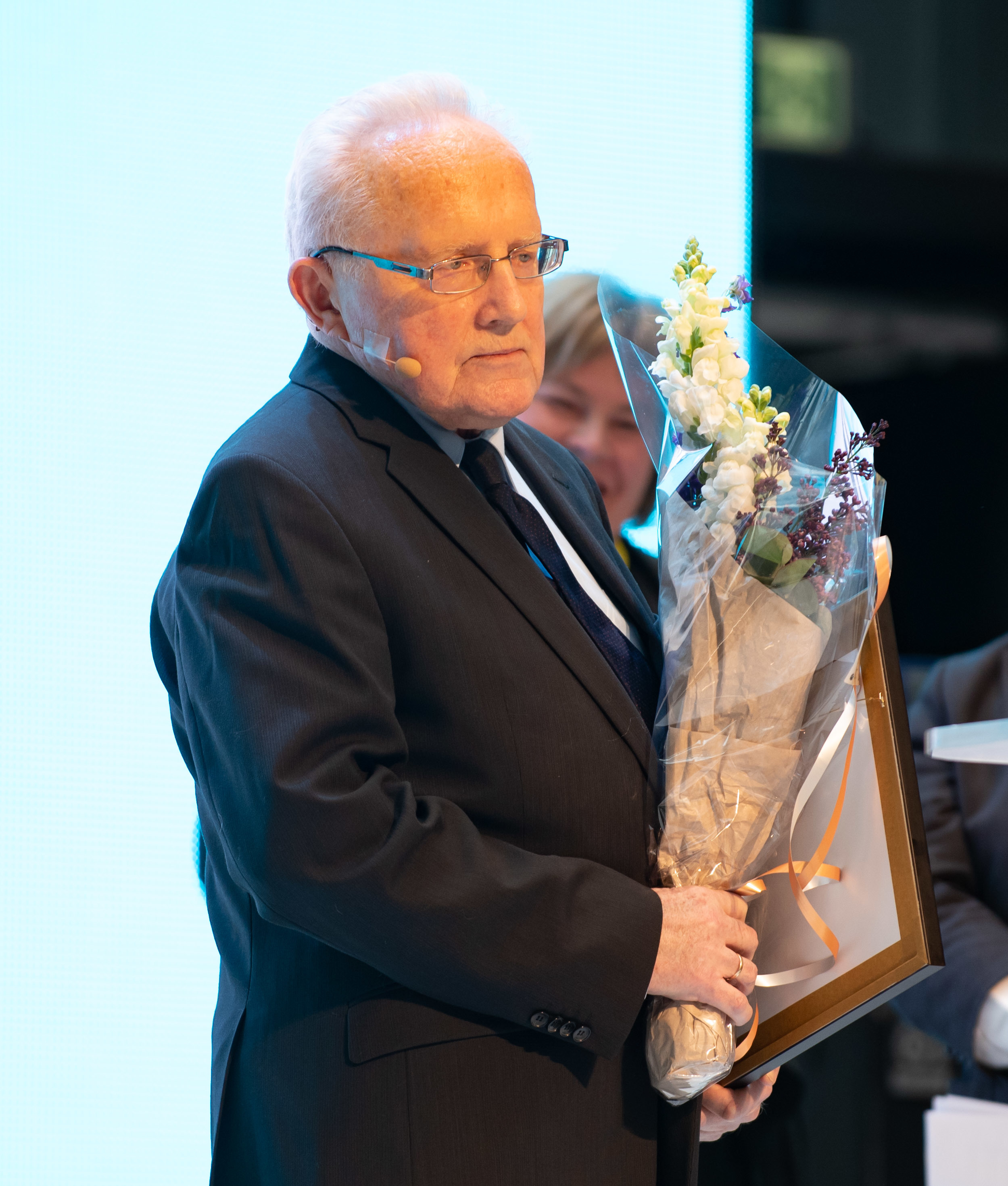
Пер Хегге

- Василишин, Андрей Владимирович (90) — украинский государственный деятель, министр внутренних дел (1990—1994)[281].
- Гаравито, Луис (66) — колумбийский серийный убийца[282].
- Гаррек, Рене[фр.] (88) — французский политический деятель, сенатор (1998—2014)[283].
- Евграфов, Игорь Владимирович (67) — советский пловец, бронзовый призёр чемпионата Европы (1974)[284].
- Кобринец, Николай Сергеевич (61) — российский дипломат[285].
- Мажейка, Людас[лит.] (69) — литовский инженер, академик АН Литвы (2016)[286].
- Рённи, Теро[фин.] (69) — финский политик, депутат Эдускунты (1999—2011)[287].
- Паркер, Лара[англ.] (84) — американская актриса[288].
- Рысова, Ева[словац.] (91) — словацкая актриса[289].
- Сингх, Сартадж[англ.] (83) — индийский политик, депутат Лок сабхи (1989—1999, 2004—2009)[290].
- Фокина, Ольга Александровна (86) — советская и российская поэтесса[291].
- Хегге, Пер (83) — норвежский журналист (о смерти объявлено в этот день)[292].
- Чан Ен Чхоль[кор.] (86) — южнокорейский политик, депутат Национального собрания (1988—2000), министр труда (1988—1989)[293].
- Приймаченко, Андрей Васильевич (33) — украинский военнослужащий, полковник, участник российско-украинской войны, Герой Украины (2024, посмертно); погиб при артиллерийском обстреле.

## 11 октября

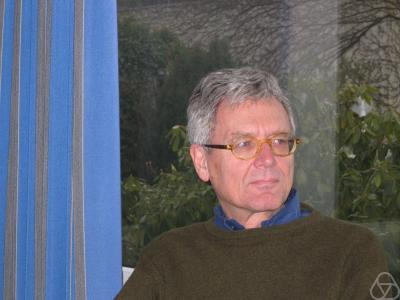
Мартин Айгнер

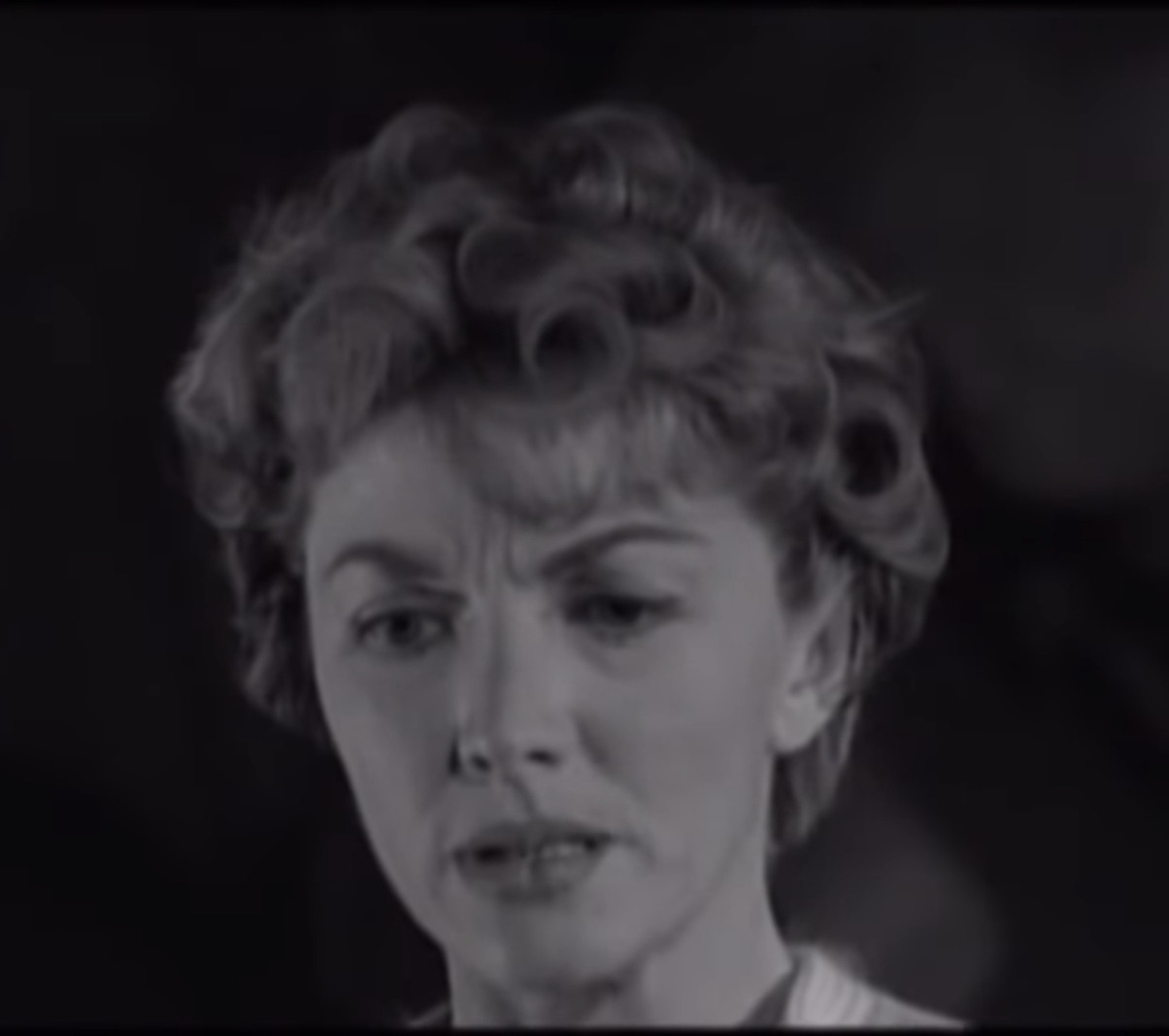
Филлис Коутс

- Айзли, Рудольф[англ.] (84) — американский певец и автор песен (The Isley Brothers)[294].
- Айгнер, Мартин (81) — австрийский математик, член-корреспондент Австрийской академии наук (1997)[295].
- Гасанова, Залхай Махмуд кызы (81) — советский табаковод, Герой Социалистического Труда (1975)[296].
- Гут, Райнер[нем.] (91) — швейцарский банковский менеджер, председатель совета директоров Credit Suisse (1983—2000)[297].
- Духан, Абдель-Фаттах (86/87) — палестинский боевик, один из основателей ХАМАСа, убит[298].
- Кабиль, Мохамед[англ.] (96) — египетский футболист, игрок национальной сборной[299].
- Кларк, Даглас (75) — американский серийный убийца[300].
- Филлис Коутс (96) — американская актриса[301].
- Ли, Джеймс (86) — канадский политик, премьер-министр Острова Принца Эдуарда (1981—1986)[302].
- Мурильо, Жерар[фр.] (91) — французский регбист, игрок и тренер национальной сборной[303].
- Раджабов, Назир Раджабович (84) — советский и узбекский партийный, государственный и политический деятель, первый Секретарь Наманганского обкома КП Узбекистана (1984—1987), первый Секретарь Самаркандского обкома КП Узбекистана (1987—1988)[304].
- Уилсон, Кэл[англ.] (53) — новозеландская актриса[305].
- Уиттакер, Синтия[англ.] (82) — американский историк[306].
- Щепаньский, Марек (67) — польский социолог, член-корреспондент Польской академии наук (2016)[307].

## 10 октября
- Балдаев, Христофор Фокеевич (96) — советский и российский учёный в области пчеловодства, орнитологии и фенологии[308].
- Берр, Джефф[англ.] (62) — американский кинорежиссёр, сценарист и продюсер[309].
- Вестберг, Олле[швед.] (78) — шведский журналист, политик и дипломат, депутат Риксдага (1976—1982), главный редактор Expressen (1993—1995), генеральный директор Шведского института (2005—2010)[310].
- Гетц, Мартин[англ.] (93) — американский инженер-программист, пионер в развитии индустрии коммерческого программного обеспечения[311].
- Годдар, Марк[англ.] (87) — американский актёр[312].
- Джозефс, Дон[англ.] (91) — канадская легкоатлетка, участница летних Олимпийских игр (1952) в прыжках в высоту[313].
- Жариков, Дмитрий Вячеславович (47) — российский политик, глава Серпухова (2015—2019) и Подольска (с 2022)[314].
- Ким Намджо (96) — южнокорейская поэтесса, лауреат премии Манхэ (2007)[315].
- Кирьякова, Нина Павловна (79) — советская и российская актриса[316].
- Малоун, Брендон[англ.] (81) — американский баскетбольный тренер[317].
- Мериуэзер, Луиза[англ.] (100) — американская журналистка и писательница[318].
- Пфунд, Вилли[фр.] (84) — швейцарский политик, депутат Национального совета (1983—1987)[319].

## 9 октября

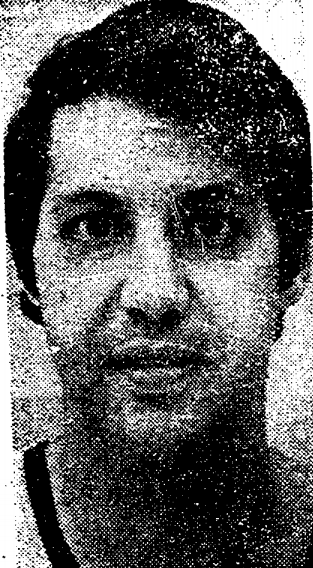
Терри Дишингер

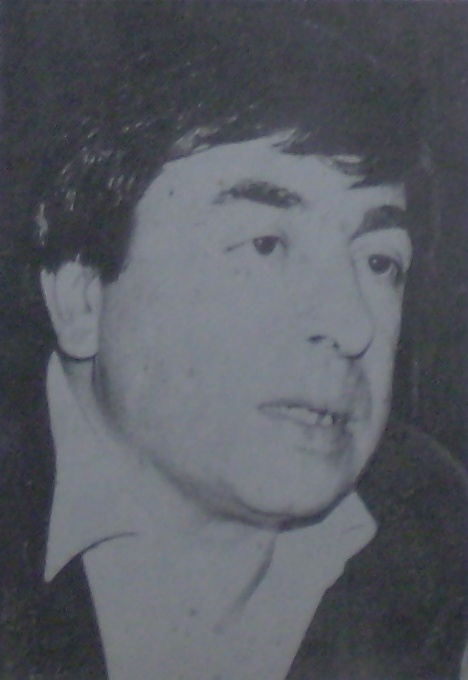
Хорхе Лавелли

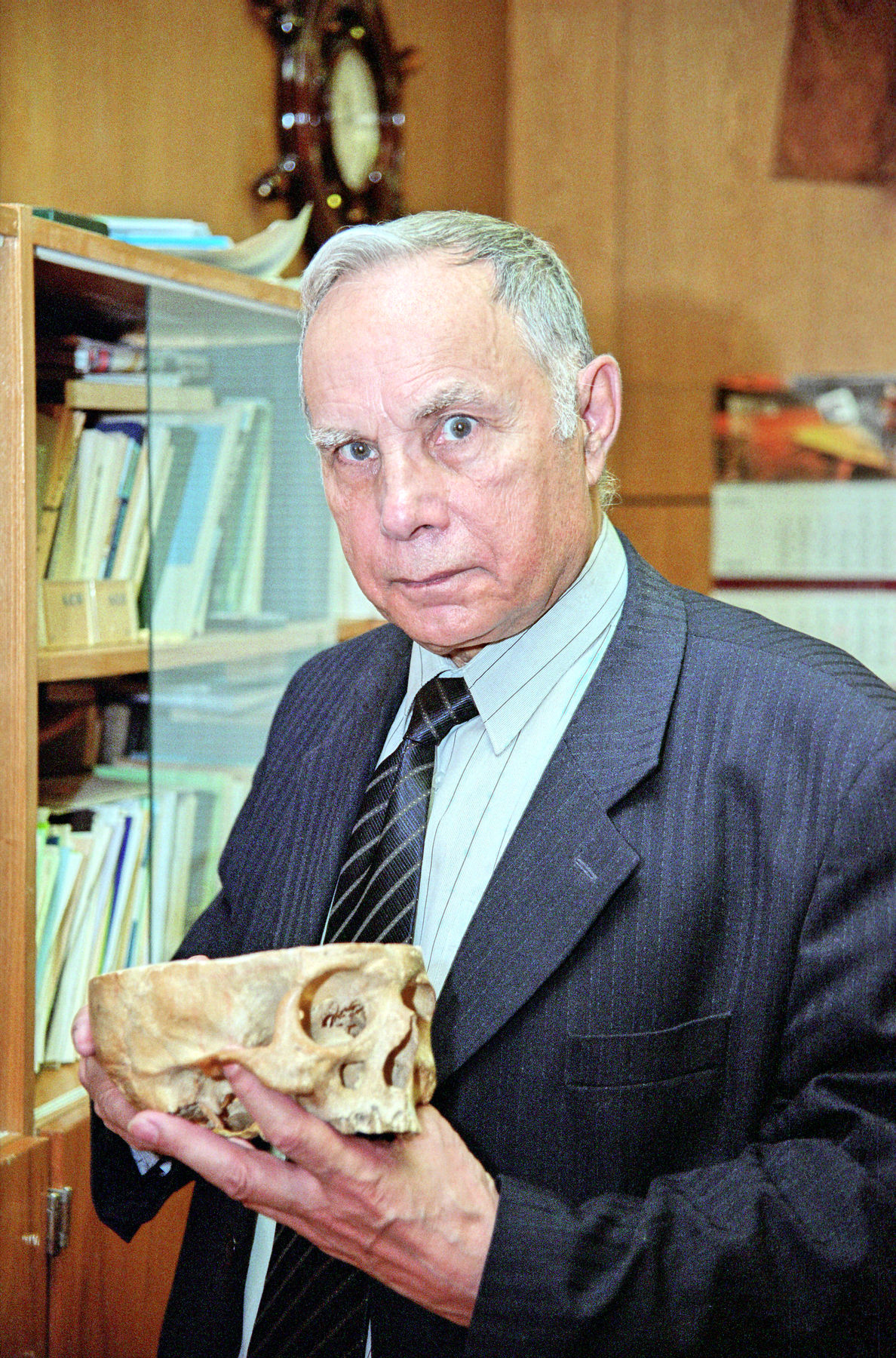
Владимир Пальчун

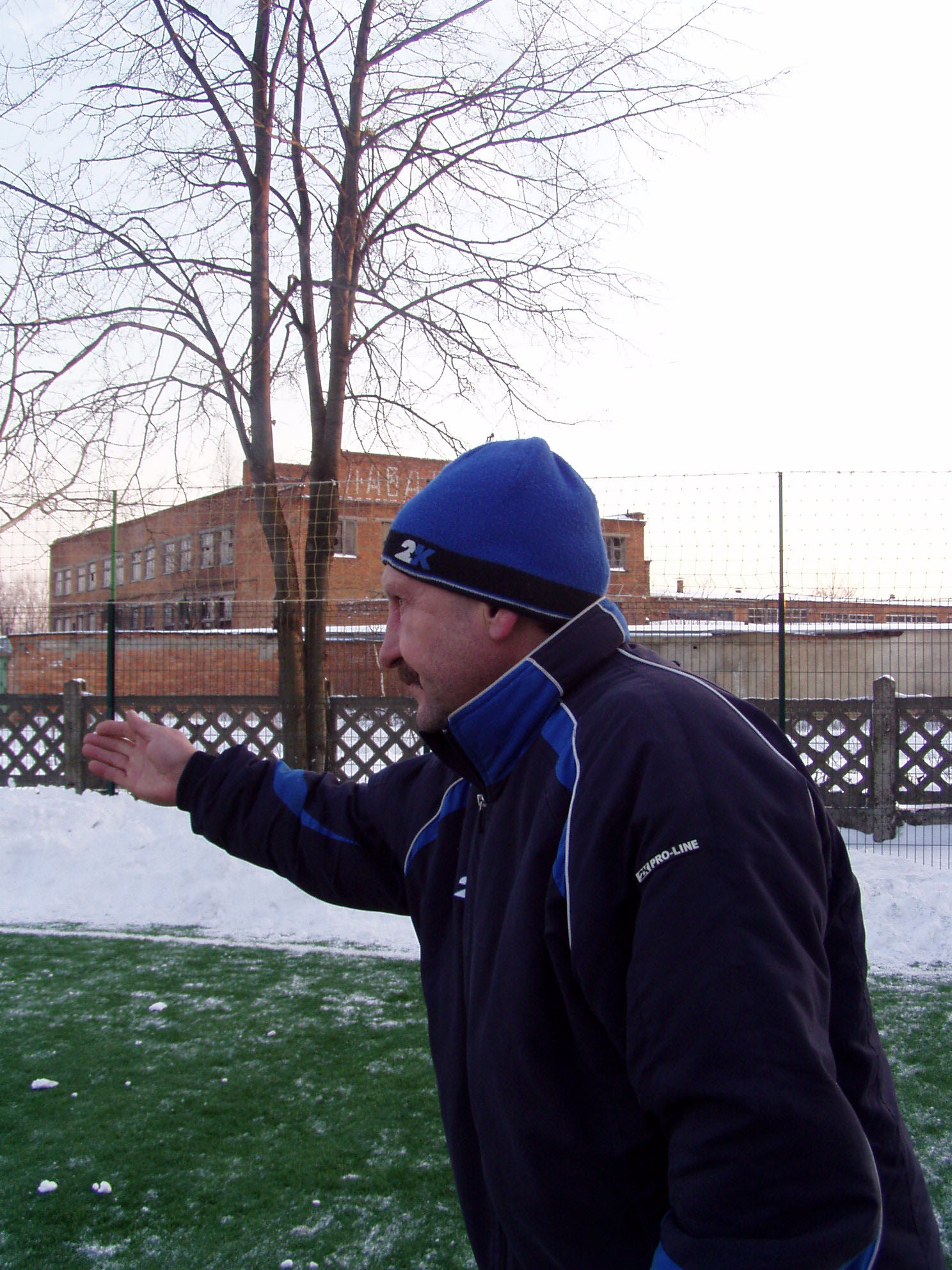
Владимир Прохоров

- Акакче, Халук (53) — турецкий художник[320].
- Бефринг, Оттар[норв.] (83) — норвежский политик, губернатор фюльке Мёре-ог-Ромсдал (2002—2009)[321].
- Бранци, Андреа[итал.] (84) — итальянский архитектор и дизайнер, лауреат премий Compasso d’Oro (1979, 2005) и Рольфа Шока (2018)[322].
- Василенко, Владимир Андреевич[укр.] (86) — украинский правовед-международник и дипломат, посол в Великобритании и Северной Ирландии (1998—2002)[323].
- Голубович, Михаил Васильевич (79) — советский и украинский актёр, народный артист Украинской ССР (1977)[324].
- Гриммер, Герхард (80) — восточногерманский лыжник, двукратный чемпион мира[325].
- Гузь, Виктор Александрович (52) — советский и российский футболист[326].
- Дишингер, Терри (82) — американский баскетболист, олимпийский чемпион (1960)[327].
- Зайчук, Борис Александрович (74) — украинский политолог и дипломат, посол в Чехии (2012—2016)[328].
- Лавелли, Хорхе (90) — французский театральный режиссёр[329].
- Лутвак, Стивен[англ.] (64) — американский музыкант и композитор, лауреат премии «Тони» за лучший мюзикл (2014) и премии «Драма Деск»[330].
- Ман Хой[кит.] (65) — гонконгский актёр[331].
- Монтьель Форсано, Лино[исп.] (99) — аргентинский генерал, губернатор провинции Тукуман (1977—1981)[332].
- Морелли, Мауро[порт.] (88) — бразильский католический прелат, епископ Дуки-ди-Кашиаса (1981—2005)[333].
- Пальчун, Владимир Тимофеевич (94) — советский и российский отоларинголог, член-корреспондент РАМН (1995—2014), член-корреспондент РАН (2014)[334].
- Панич, Юлиан Александрович (92) — советский и французский актёр, кинорежиссёр, журналист[335].
- Пентарис, Евангелос[греч.] (90) — греческий политик, депутат Парламента (1981—1989)[336].
- Поробич, Петар[серб.] (66) — черногорский тренер по водному поло[337].
- Потари, Елена[греч.] (41) — греческая гандболистка, участница летних Олимпийских игр (2004)[338].
- Прохоров, Владимир Владимирович (68) — советский футболист[339].
- Серр, Анри (92) — французский актёр[340].
- Сумин, Евгений Николаевич (81) — советский и российский актёр, заслуженный артист Российской Федерации (1997)[341],
- Фини, Чарльз (92) — американский предприниматель и филантроп[342].
- Хикокс, Энтони (64) — британский режиссёр, сценарист и актёр[343].
- Энтони, Джексон[англ.] (65) — шри-ланкийский актёр и кинорежиссёр[344].

## 8 октября

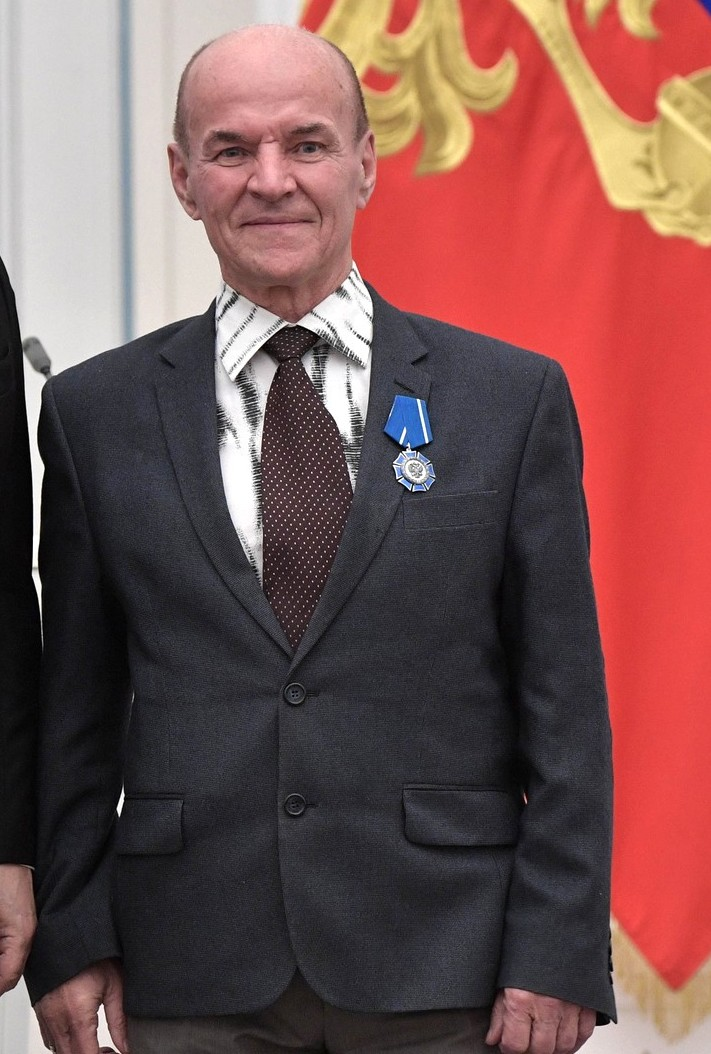
Юрий Борисочкин

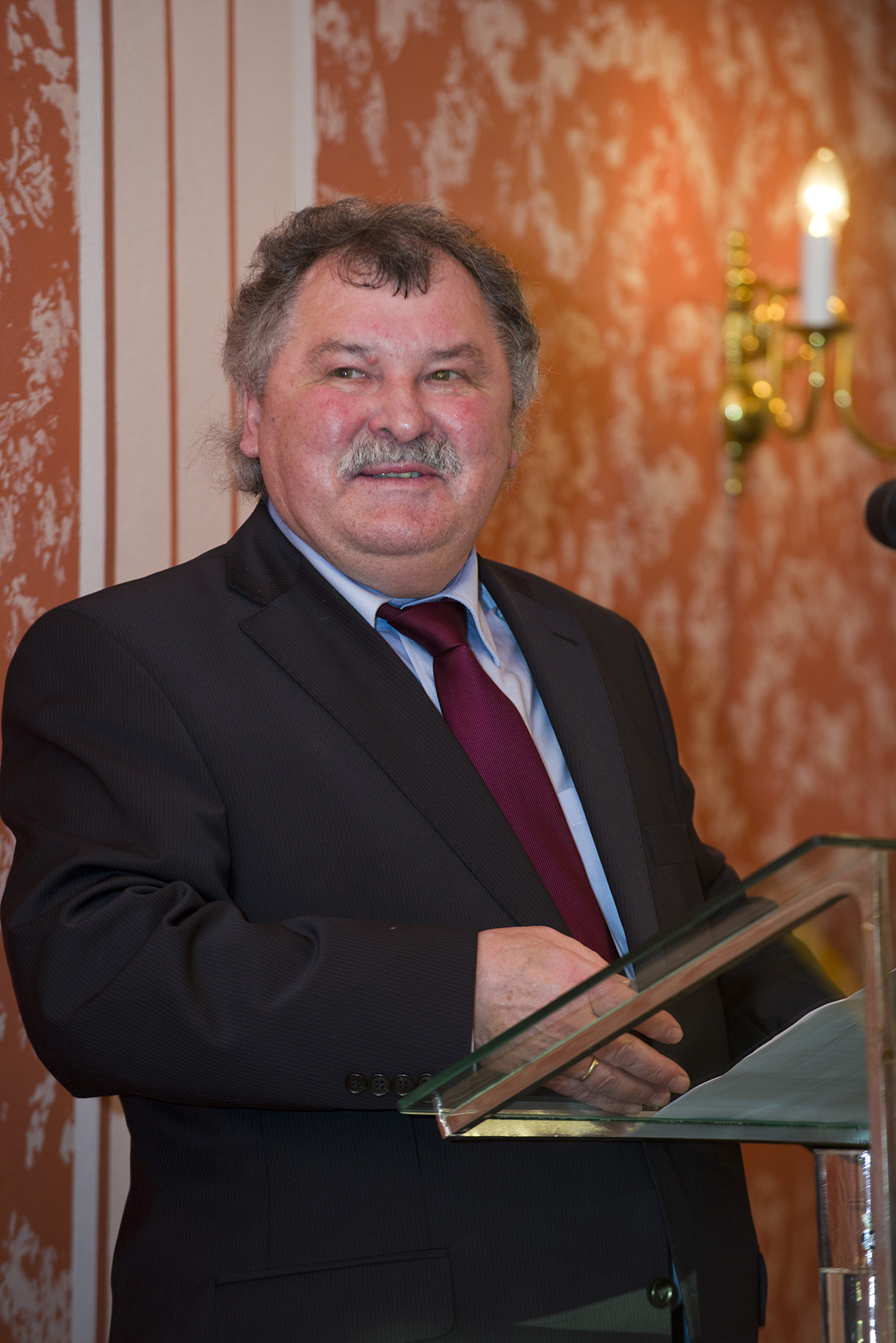
Бено Будар

Тьерк Вестертерп

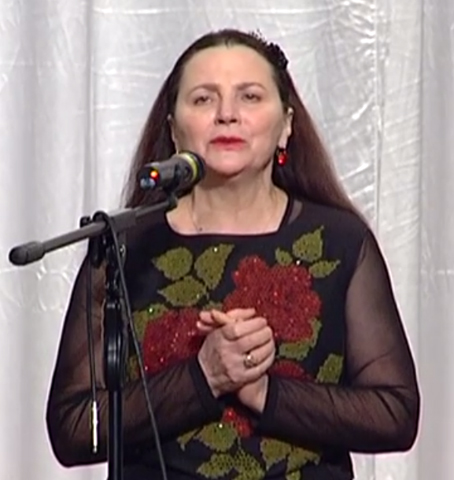
Нина Матвиенко

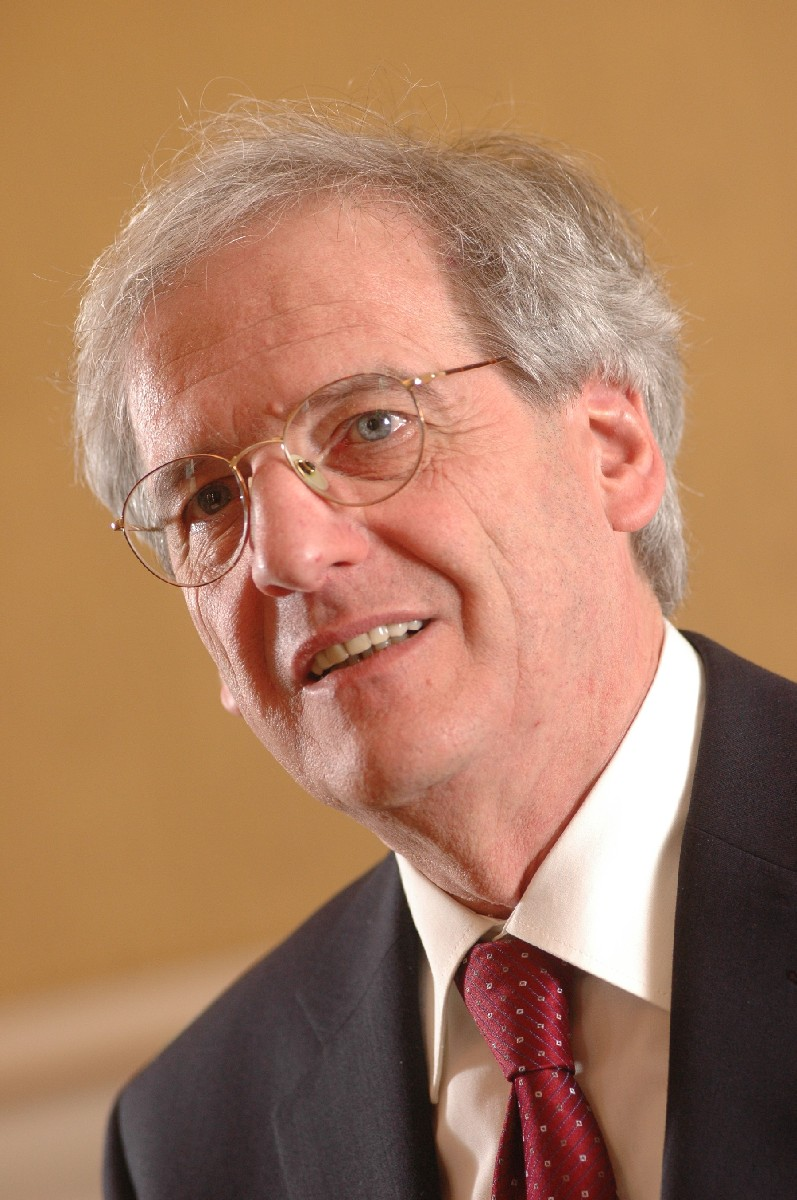
Ласло Шойом

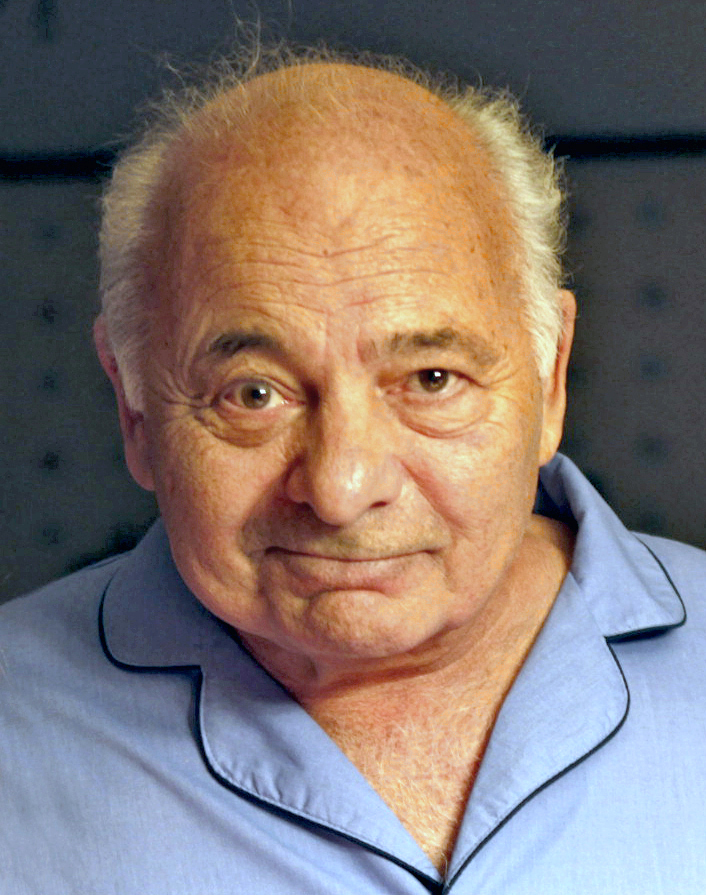
Берт Янг

- Андерссон, Агнета (62) — шведская гребчиха-байдарочница, трёхкратная олимпийская чемпионка (1984, 1996)[345].
- Баэс, Альсидес (78) — парагвайский футболист, игрок национальной сборной[346].
- Боден, Янник[фр.] (81) — французский политический деятель, сенатор (2004—2011)[347].
- Бойд, Фред (73) — американский баскетболист[348].
- Борисочкин, Юрий Фёдорович (79) — советский и российский тренер по самбо, заслуженный тренер СССР (1982)[349].
- Будар, Бено (77) — лужицкий писатель, поэт, переводчик и журналист[350].
- Вестертерп, Тьерк (97) — нидерландский политик, депутат Палаты представителей (1963—1971, 1972—1973, 1977, 1977—1978), министр транспорта и водного хозяйства (1973—1977), депутат Европейского парламента (1967—1971)[351].
- Власенко, Наталия Григорьевна (68) — российский учёный в области защиты растений и экологии, член-корреспондент РАСХН (2010—2014), академик РАН (2016)[352].
- Гиллиам, Брет[англ.] (72) — американский технический дайвер-новатор, мировой рекордсмен по глубокому погружению в воздухе[353].
- Гриценко, Владимир Ильич (86) — советский и украинский учёный в области кибернетики, член-корреспондент НАНУ (2015)[354].
- Добрынин, Андрей Владимирович (66) — русский поэт, прозаик, переводчик[355].
- Козентино, Альдо[фр.] (75) — французский боксёр, чемпион Европы (1973)[356].
- Жак, Мод[англ.] (31) — канадская паралимпийская баскетболистка, чемпион мира по баскетболу на инвалидных колясках среди женщин (2014)[357].
- Кауахикауа, Джеймс[англ.] (72) — американский геофизик и вулканолог, руководитель Гавайской вулканической обсерватории (2004—2015)[358].
- Мартинелли, Марко[итал.] (60) — итальянский политик, член Палаты депутатов (2006—2018)[359].
- Матвиенко, Нина Митрофановна (75) — советская и украинская певица, народная артистка Украинской ССР (1985), Герой Украины (2006)[360].
- Пань Цзинфу[кит.] (93) — китайский учёный в области судостроения, академик Китайской инженерной академии (1995)[361].
- Сэвидж, Хершел (70) — американский порноактёр и порнорежиссёр, лауреат премий AVN Awards и XRCO Award[362].
- Танимура, Синдзи[яп.] (74) — японский певец и автор песен[363].
- Уилсон, Дунк[англ.] (75) — канадский хоккеист («Ванкувер Кэнакс», «Торонто Мейпл Лифс», «Питтсбург Пингвинз»)[364].
- Фенуй, Жерар[фр.] (78) — французский спринтер, чемпион Европы (1969) и бронзовый призёр летних Олимпийских игр (1968) в эстафете 4×100 метров[365].
- Шойом, Ласло (81) — венгерский политический и государственный деятель, президент (2005—2010)[366].
- Берт Янг (83) — американский актёр[367].

## 7 октября

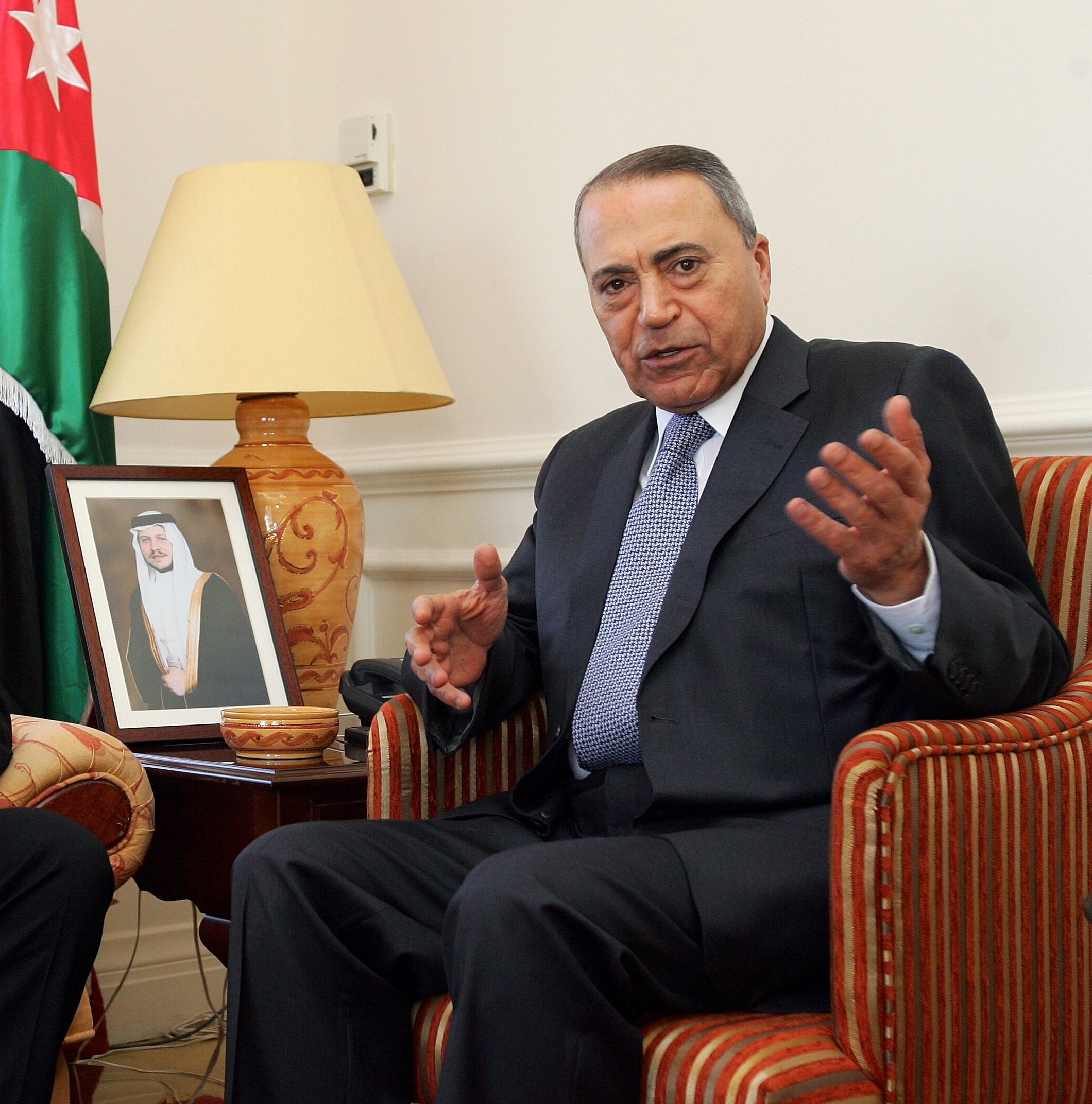
Маруф аль-Бахит

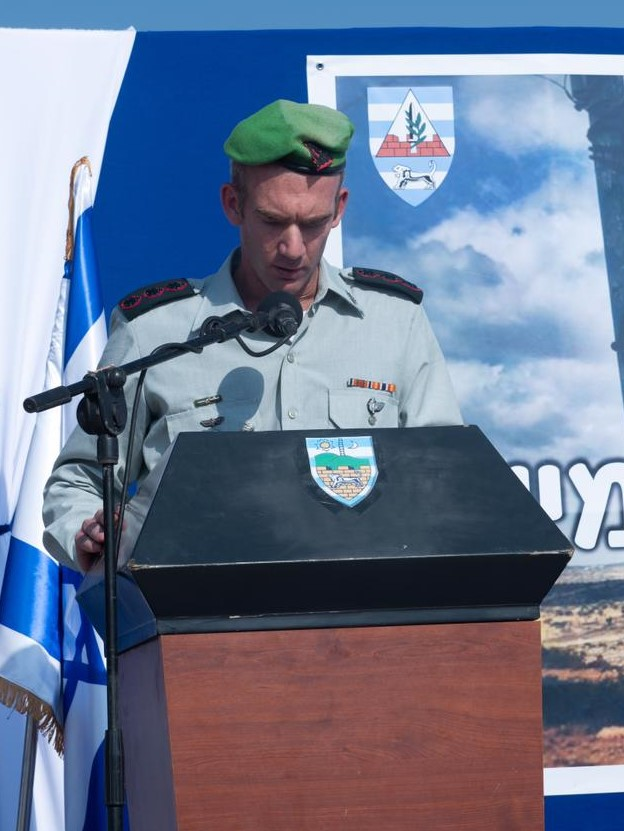
Йонатан Штейнберг

- Абу Шавиш, Омар (36) — палестинский поэт и писатель, авиаудар[368].
- Акатса, Питер (63) — кенийский хоккеист (хоккей на траве), участник летних Олимпийских игр (1984, 1988)[369].
- Амарал, Маргарида[порт.] (95) — португальская певица и актриса[370].
- Асулин, Лиор (43) — израильский футболист; убит[371].
- Вессингхаге, Эллен[нем.] (75) — западногерманская бегунья на средние дистанции, участница Олимпийских игр (1972, 1976)[372].
- Гольдберг, Райнер[нем.] (83) — немецкий оперный певец (тенор)[373].
- Гредескул, Сергей Андреевич (81) — советский и израильский физик; убит[374].
- Гриффин, Эрик (55) — американский боксёр, чемпион мира (1989, 1991)[375].
- Дэвис, Теренс (77) — британский режиссёр, сценарист и актёр[376].
- Заикин, Владимир Георгиевич (81) — советский и российский химик, сотрудник ИНХС РАН[377].
- Ильин, Леонид Андреевич (95) — советский и российский учёный в области радиационной гигиены, академик АМН СССР / РАМН (1978—2013), академик РАН (2013), Герой Социалистического Труда (1988)[378].
- Кацман, Хаим (32) — американо-израильский общественный деятель, борец за мир и учёный[379].
- Леви, Рои (44) — израильский военачальник, командующий подразделением «Рефаим» (с 2023); убит[380].
- Либштейн, Офир[ивр.] (50) — израильский политик, глава региона Шаар-ха-Негев (с 2018); убит[380].
- Лупейкис, Кестутис[лит.] (61) — советский и литовский архитектор и художник[381].
- Лятур, Филисс (102) — южноафриканская разведчица[382].
- Майер, Курт[нем.] (72) — австрийский продюсер, кинорежиссёр и сценарист[383].
- Маруф аль-Бахит (76) — иорданский политический и государственный деятель, премьер-министр (2005—2007, 2011)[384].
- Мойя, Хави[исп.] (55) — испанский спортсмен, чемпион мира по Кунфу (1991), ДТП[385].
- Но Ин Хан[кор.] — южнокорейский политик, депутат Национального собрания (1979—1980, 1988—1996)[386].
- Пак Чон Хван (85) — южнокорейский футбольный тренер, главный тренер национальной сборной[387].
- Пелчак, Олдржих[чеш.] (79) — чехословацкий космонавт и лётчик-испытатель[388].
- Хамами, Асаф (40) — израильский военачальник, полковник, командующий Южной бригадой; погиб в бою[389].
- Холден, Энтони[англ.] (76) — английский писатель и литературный критик[390].
- Швинден, Тед[англ.] (98) — американский политик, губернатор Монтаны (1981—1989)[391].
- Штейнберг, Йонатан (43) — израильский военачальник, полковник, командующий бригадой «Нахаль» (с 2023); убит[392].

## 6 октября

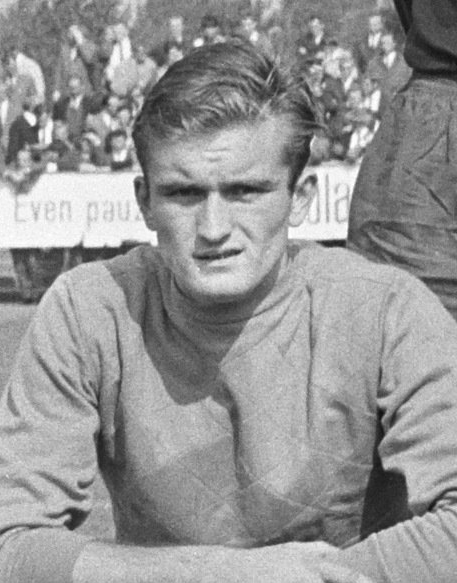
Ронни Бомгард

- Агапитов, Борис Дмитриевич (93) — советский мотогонщик, трёхкратный чемпион СССР по шоссейно-кольцевым мотогонкам[393].
- Алвиш, Морейра[порт.] (90) — бразильский государственный деятель, генеральный прокурор (1972—1975), председатель Федерального верховного суда (1985—1987)[394].
- Бомгард, Ронни (78) — нидерландский футболист[395].
- Бург, Морис (83) — французский гобоист, композитор, дирижёр и музыкальный педагог[396].
- Галлингер, Юрий Иосифович (84) — советский и российский эндоскопист, заслуженный деятель науки Российской Федерации (1993)[397].
- Гринхалг, Роджер[англ.] (82) — британский сосудистый хирург-исследователь и педагог[398].
- Да Прато, Джузеппе[итал.] (87) — итальянский математик[399].
- Жасмин, Виктуар[фр.] (67) — гваделупский политик, сенатор Франции (2017—2023)[400].
- Ивакуни, Тэцундо[яп.] (87) — японский политик, депутат Палаты представителей (1996—2009)[источник не указан 647 дней]
- Каннингем, Лорен[англ.] (88) — американский миссионер, основатель международной миссионерской организации «Молодёжь с миссией» (1960)[401].
- Крутов, Александр Валерьевич (72) — советский и российский лётчик-испытатель, Герой Российской Федерации (1995)[402].
- Кузнецова, Мария Ефимовна (99) — советский передовик сельского хозяйства, Герой Социалистического Труда (1960)[403].
- Кьярелло, Майкл[англ.] (61) — американский шеф-повар, обладатель премии «Эмми»[404].
- Мандлик, Вилем[чеш.] (87) — чехословацкий спринтер, участник Олимпийских игр (1956, 1960)[405].
- Песьяни, Атила[англ.] (66) — иранский актёр[406].
- Хойлетт, Руперт[англ.] (77) — ямайский спринтер, участник Олимпийских игр (1964)[407].
- Хронопулу, Мэри[греч.] (90) — греческая актриса[408].

## 5 октября

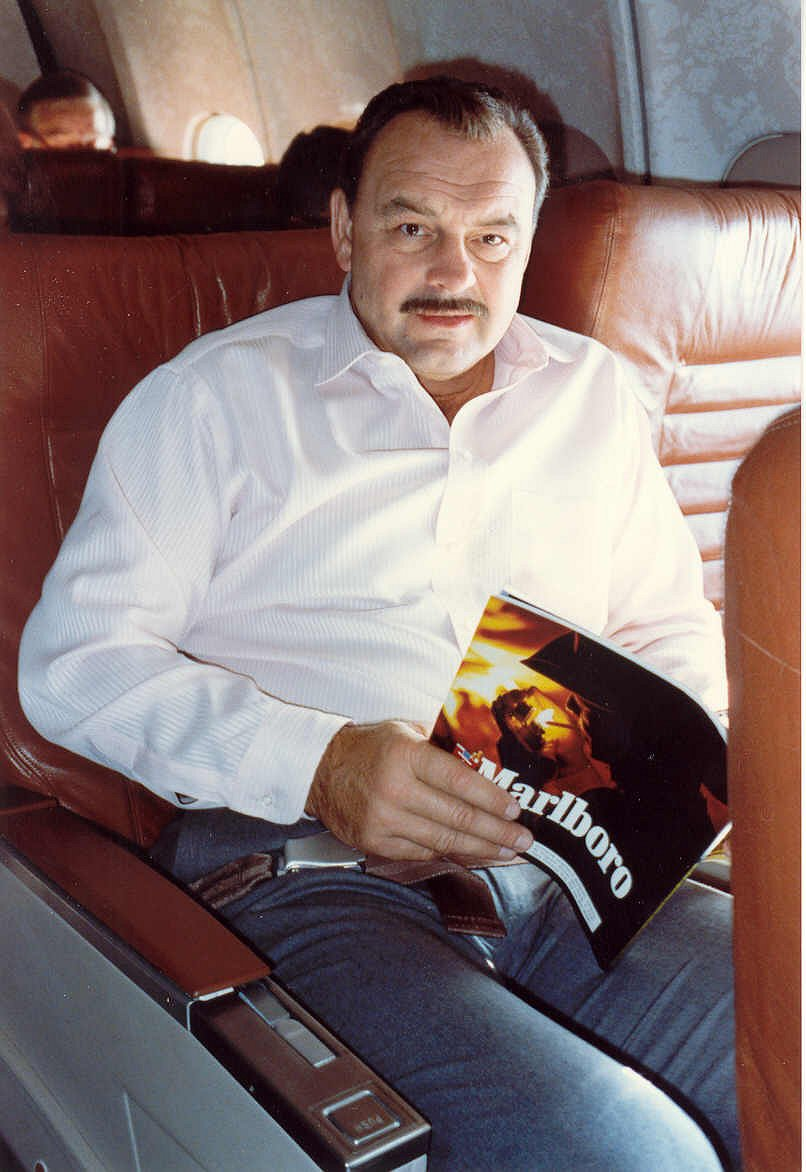
Дик Баткас

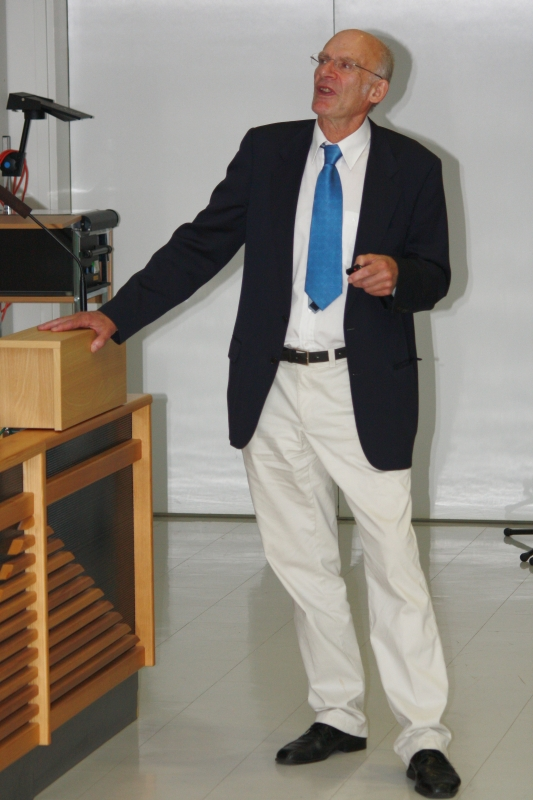
Ристо Наатанен

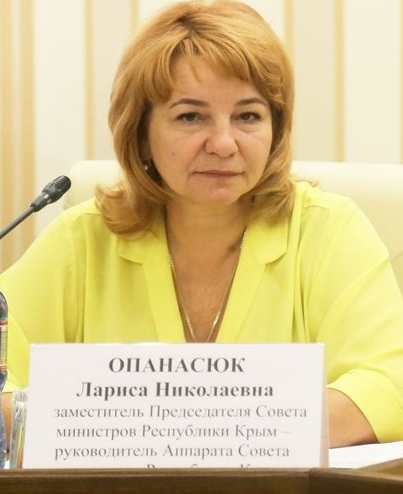
Лариса Опанасюк

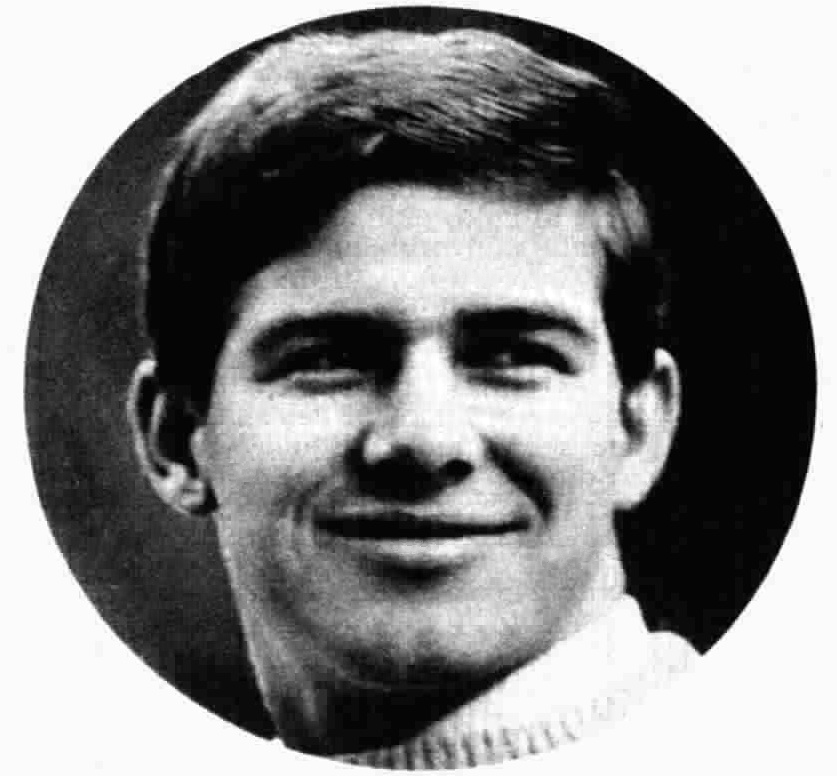
Бруно Филиппини

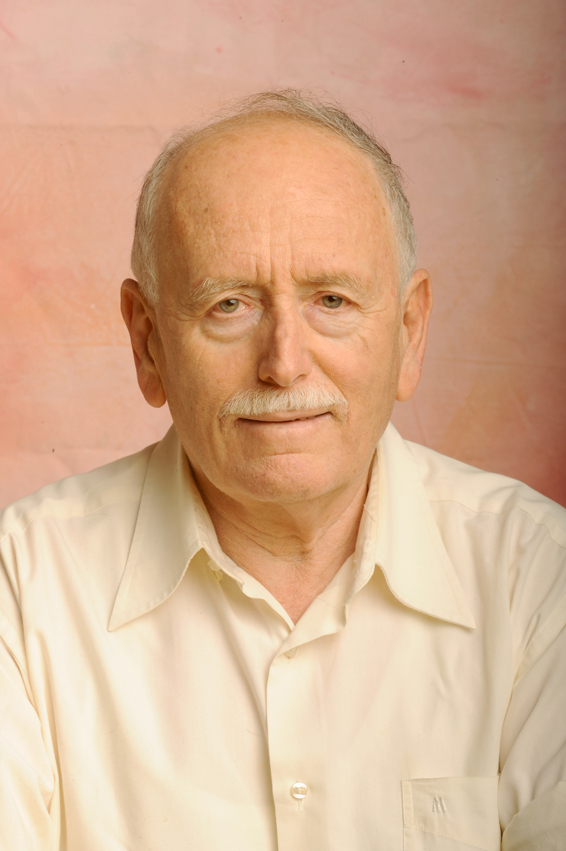
Алекс Цукерман

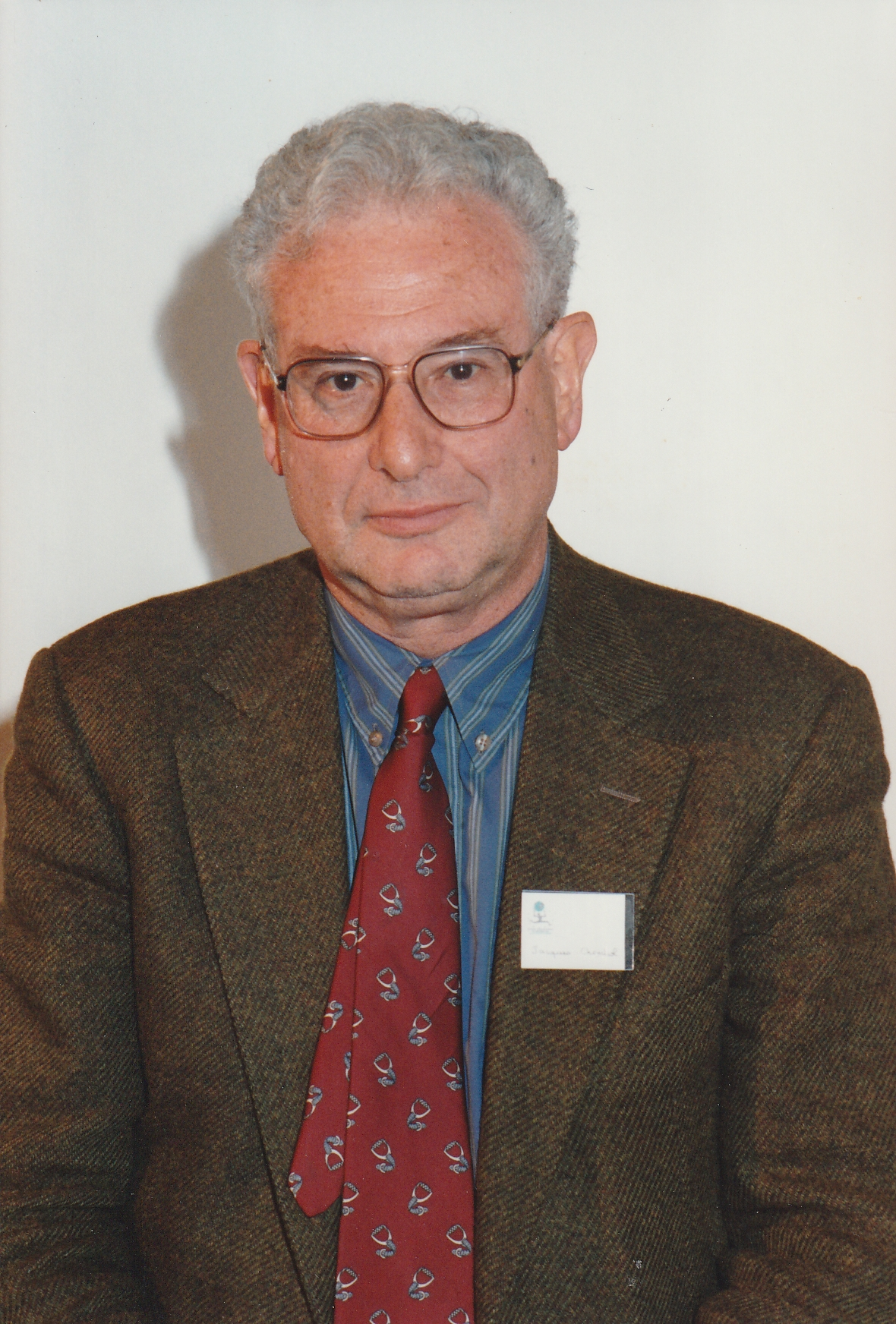
Жак Чончоль

- Баткас, Дик (80) — американский футболист[409].
- Бир, Джон (49) — канадский спортсмен (академическая гребля), бронзовый призёр Олимпийских игр (2008)[410].
- Леви, Джордан[англ.] (79) — американский политик, мэр Вустера (1980—1981, 1988—1993)[411].
- Маршалл, Эдмунд[англ.] (83) — британский политик, член Парламента (1971—1983)[412].
- Матроне, Франческо[итал.] (76) — итальянский мафиози, член Каморры[413].
- Наатанен, Ристо (84) — финский когнитивный психолог и нейробиолог, иностранный член РАН (1994)[414].
- Нильсен, Тур[норв.] (92) — норвежский академический гребец, участник Олимпийских игр (1952)[415].
- Опанасюк, Лариса Николаевна (60) — украинский и российский юрист[416].
- Расторгуев, Алексей Леонидович (65) — российский искусствовед, почётный член РАХ (2011)[417].
- Ситенко, Юрий Алексеевич (72) — украинский физик-теоретик, член-корреспондент НАНУ (2018)[418].
- Теодору, Панос[англ.] (29) — кипрский футболист[419].
- Филиппини, Бруно (78) — итальянский певец и музыкант[420].
- Хиляли, Тадж-эль-дин[англ.] (82) — австралийский религиозный деятель, верховный муфтий (1988—2007)[421].
- Цукерман, Алекс (85) — израильский экономист[422].
- Чончоль, Жак (97) — чилийский политический деятель, министр сельского хозяйства (1970—1972)[423].

## 4 октября

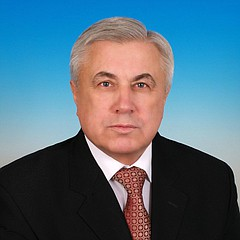
Иван Никитчук

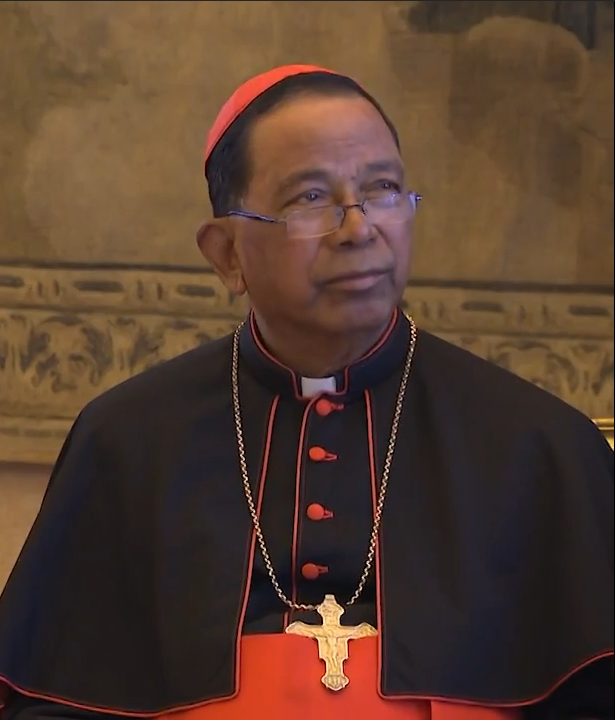
Телесфор Топпо

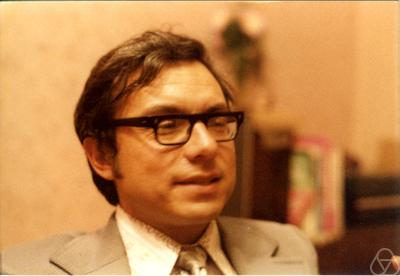
Борис Шайн

- Бенедиктус, Дэвид[англ.] (85) — английский писатель[424].
- Виньярд, Джейсон[англ.] (49) — новозеландский спортсмен по спортивной валке леса, многократный чемпион мира[425].
- Де Николо, Феличе[итал.] (81) — итальянский горнолыжник, участник Олимпийских игр (1960, 1964)[426].
- Джаббаров, Тулкин Отахонович (74) — советский и узбекский государственный деятель, хоким Наманганской области (1996—2004)[427].
- Джампьетри, Луис[исп.] (82) — перуанский политик, член Конгресса и первый вице-президент Перу (2006—2011)[428].
- Джино (41) — российский рэпер, создатель и участник рэп-группы «1000 слов»[429].
- П. Джаядеви[англ.] — индийский кинорежиссёр, продюсер и сценарист[430].
- Ингел, Мурилиу де Авеллар[порт.] (90) — бразильский географ и политик, министр образования (1992—1995)[431].
- Иоаннидис, Яннис[греч.] (78) — греческий баскетболист и тренер[432].
- Касимов, Рафаил Габдулхаевич (76) — российский композитор[433].
- Кольбаев, Камчибек Асанбекович (49) — лидер организованной преступности Кыргызстана; убит[434].
- Лисовский, Константин Павлович (90) — советский и российский певец (тенор), народный артист РСФСР (1983)[435].
- Майягойтия Домингес, Эктор[исп.] (100) — мексиканский политик, губернатор Дуранго (1974—1979)[436].
- Макушина, Инна Викторовна[укр.] (82) — украинский скульптор, заслуженный художник Украины (2011)[437].
- Махалал, Йосеф[ивр.] (83) — израильский футболист, игрок национальной сборной[438].
- Никитчук, Иван Игнатьевич (79) — российский политик, депутат Государственной думы (1995—2003, 2011—2016)[439].
- Овусу-Аджапонг, Феликс[англ.] (79) — ганский политический деятель, депутат Парламента (1997―2009), министр транспорта (2001—2003) и энергетики (2008—2009)[440].
- Ратипал, Махиндер[нидерл.] (67) — суринамский политик, депутат Национальной ассамблеи (2000—2015)[441].
- Топпо, Телесфор Пласидус (83) — индийский кардинал, епископ Думки (1978—1984), архиепископ Ранчи (1985—2018)[442].
- Фримен, Трейси[англ.] (74) — австралийская легкоатлетка, шестикратная чемпионка Паралимпийских игр (1972, 1976)[443].
- Цыбуков, Валерий Васильевич (91) — советский и российский дипломат, посол СССР в Бурунди (1986—1988)[444].
- Чик, Йожеф[англ.] (77) — венгерский метатель копья, участник летних Олимпийских игр (1972)[445].
- Шайн, Борис Моисеевич (85) — советский и американский математик[446].
- Нестеренко, Виталий Николаевич (40) — украинский военнослужащий, старший лейтенант, участник российско-украинской войны, Герой Украины (2024, посмертно); погиб в бою.

## 3 октября

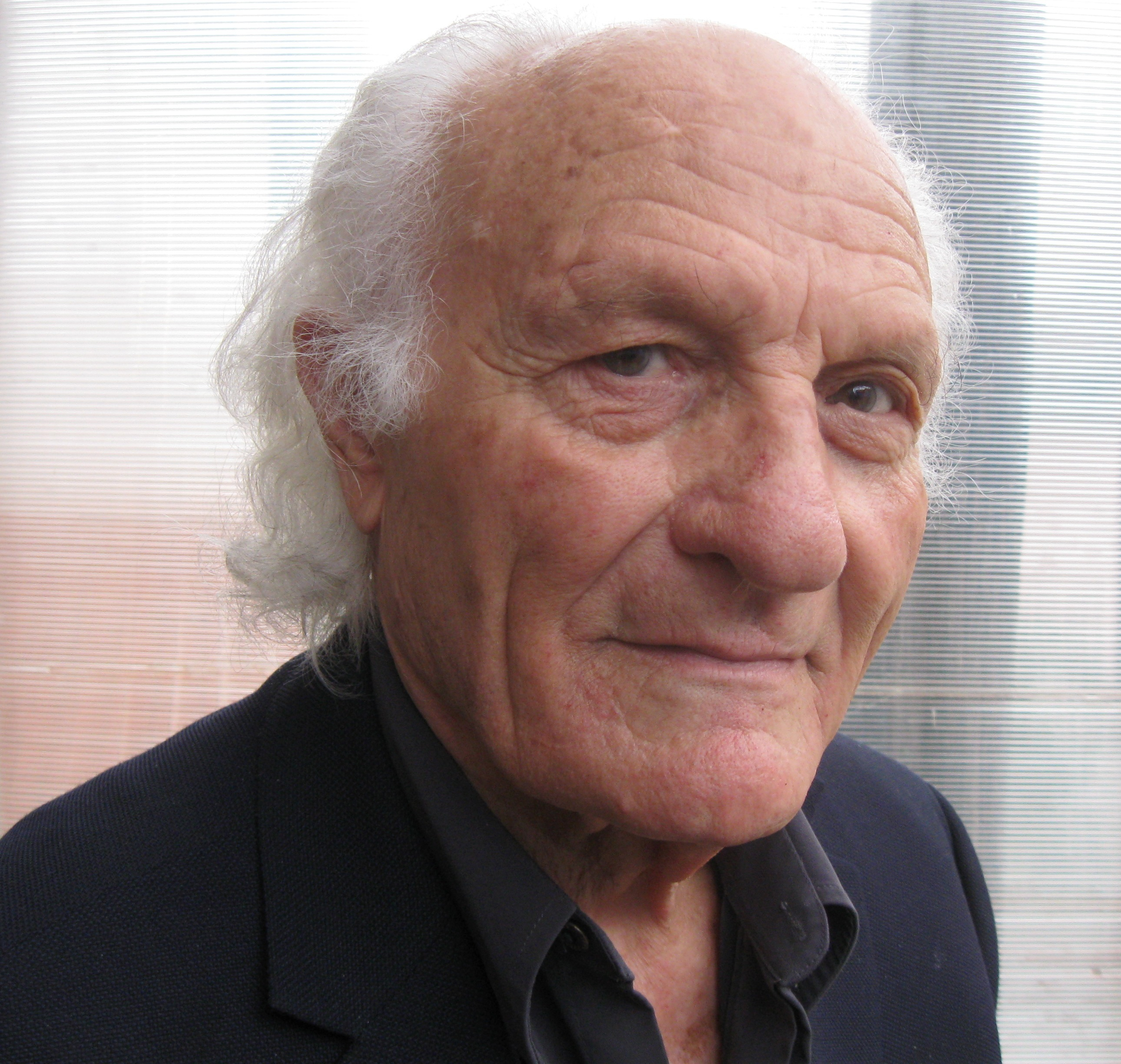
Петар Савич

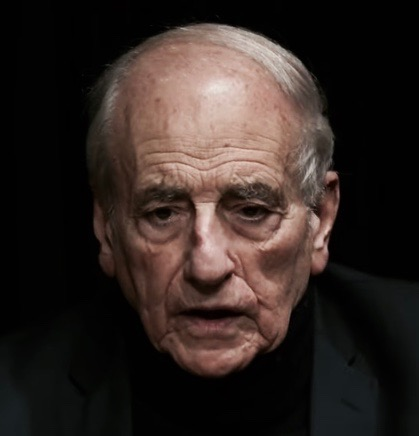
Жан-Пьер Элькабах

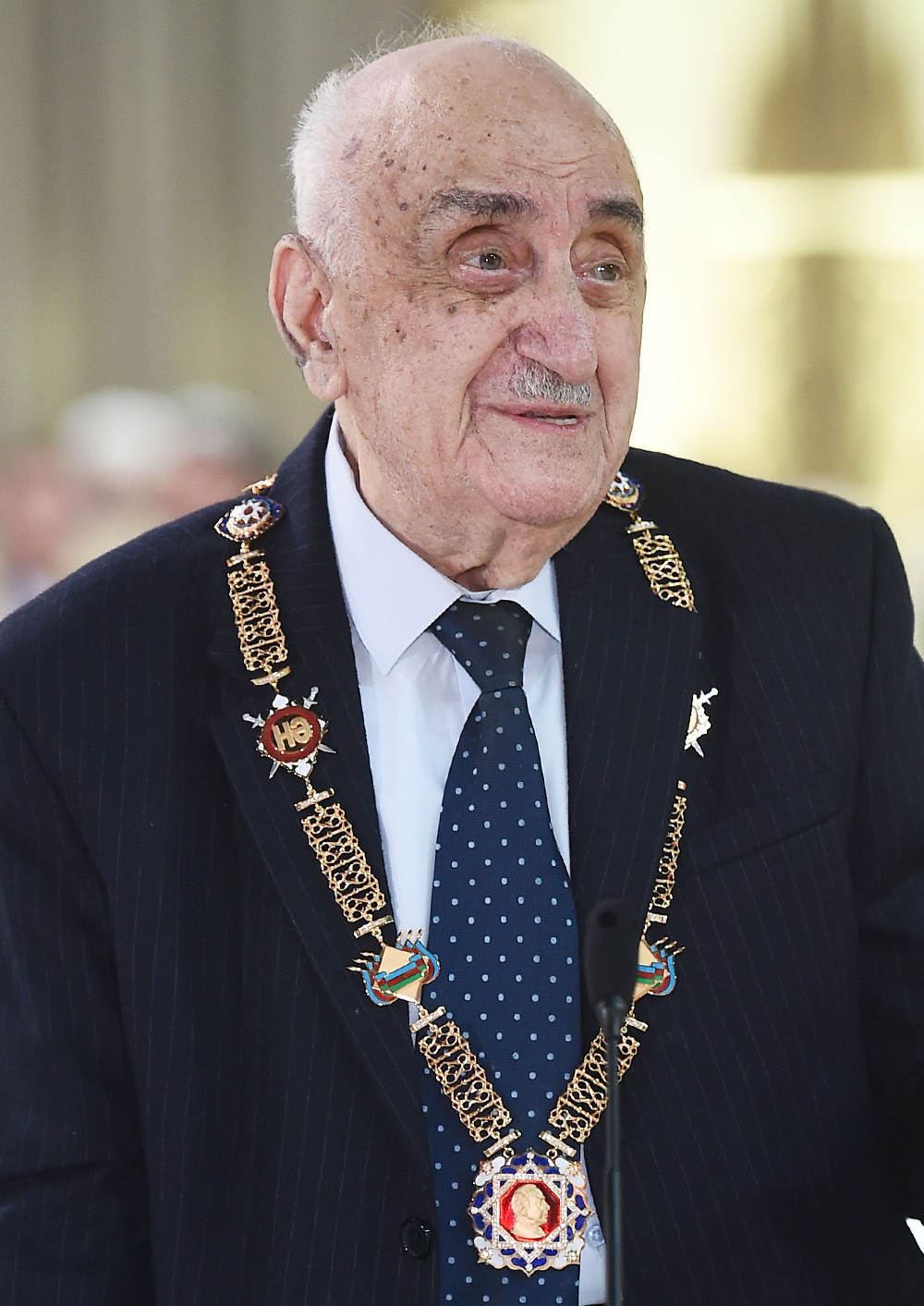
Хошбахт Юсифзаде

- Абраменков, Андрей Федотович (88) — советский и российский скрипач, народный артист Российской Федерации (1993)[447].
- Бёрнс, Артур[англ.] (87) — британский историк, член Королевского исторического общества[448].
- Валад, Жак[фр.] (93) — французский политик, депутат Национального собрания (1970—1973), сенатор (1980—1987, 1989—2006)[449].
- Дарк, Жаклин[англ.] (55) — австралийская оперная певица (меццо-сопрано)[450].
- Кверчини, Джулио[итал.] (81) — итальянский журналист и политик, член Палаты депутатов (1987—1992)[451].
- Королёва, Наталья Васильевна (75) — советская и российская актриса, народная артистка Российской Федерации (2001)[452].
- Лекорню, Патрис (65) — французский футболист, игрок национальной сборной[453].
- Мартынов, Александр Тихонович (81) — советский и российский тренер по самбо, заслуженный тренер России (2005)[454].
- Нель, Гарри[англ.] (89) — австралийский политик, депутат Палаты представителей Австралии (1984—2001)[455].
- Оливейра, Карлос (80) — португальский академический гребец, участник летних Олимпийских игр (1972)[456].
- Сарич, Петар (86) — сербский писатель, поэт и общественный деятель[457].
- Тураев, Назар Юлдашевич (85) — советский и узбекский физик, академик АН Узбекистана (2000)[458].
- Хагедорн, Эдвард[англ.] (76) — филиппинский политический деятель, депутат Палаты представителей (с 2022)[459].
- Чжэн Гуанмэй[кит.] (90) — китайский орнитолог, член Китайской академии наук (2003)[460].
- Элькабах, Жан-Пьер (86) — французский журналист[461].
- Юсифзаде, Хошбахт Баги оглы (93) — советский и азербайджанский геолог-нефтяник и хозяйственный деятель, академик НАН Азербайджана (2007)[462].

## 2 октября

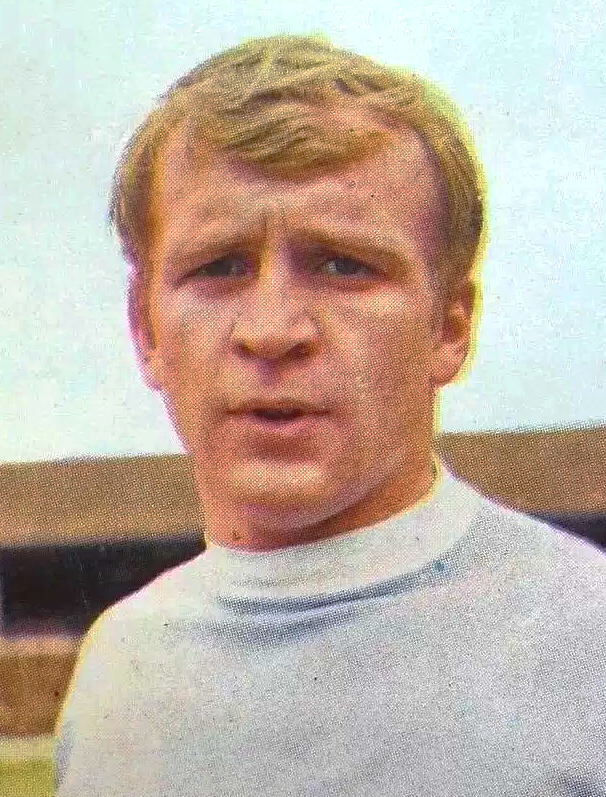
Фрэнсис Ли

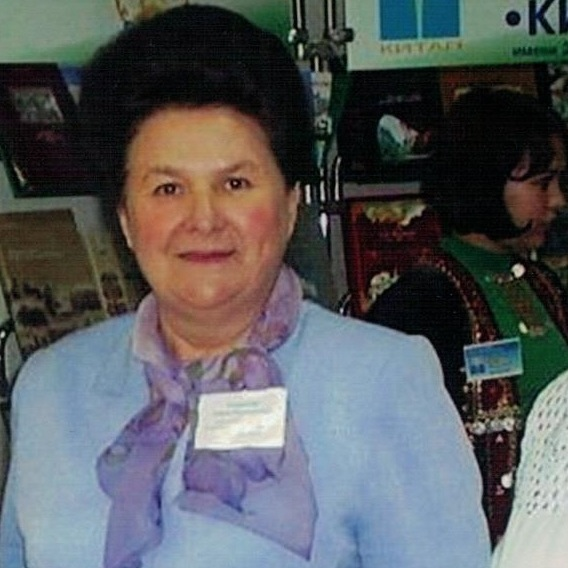
Фирдаус Гильмитдинова

- Голубенко, Валентин Алексеевич (82) — советский и российский актёр, заслуженный артист Российской Федерации (2002)[463].
- Джамот, Сайед Амир Али Шах[англ.] (82) — пакистанский политик, депутат Национальной ассамблеи (2002—2018)[464].
- Зальцманн, Рихард[чеш.] (94) — чешский политический деятель, сенатор (1996—2000)[465].
- Ли, Фрэнсис (79) — английский футболист, двукратный чемпион Англии, обладатель Суперкубка Англии[466].
- Лопатина, Зоя Яковлевна (91) — советский передовик сельского хозяйства, Герой Социалистического Труда (1973) (о смерти объявлено в этот день)[467].
- Папаманолис, Франгискос (86) — греческий католический прелат, епископ Сироса и Милоса, епископ Санторини и апостольский администратор Крита (1974—2014)[468].
- Такасима, Наоки[яп.] (73) — японский политический деятель[469].
- Уилсон, Горд[англ.] (91) — канадский хоккеист («Бостон Брюинз»)[470].
- Фицджеральд, Мел[англ.] (70) — канадский спортсмен-паралимпиец, трёхкратный чемпион Паралимпийских игр (1980, 1984)[471].
- Хандт, Херберт[англ.] (97) — американский оперный певец (тенор) и дирижёр[472].
- Хапсиадис, Лефтерис[греч.] (69) — греческий поэт и автор текстов песен[473].
- Хисамитдинова, Фирдаус Гильмитдиновна (73) — советский и российский языковед, министр образования Башкирии (1995—1998), заслуженный деятель науки Российской Федерации (2008)[474].
- Шамбек, Герберт[нем.] (89) — австрийский юрист и политик, член Федерального совета (1969—1997)[475].

## 1 октября

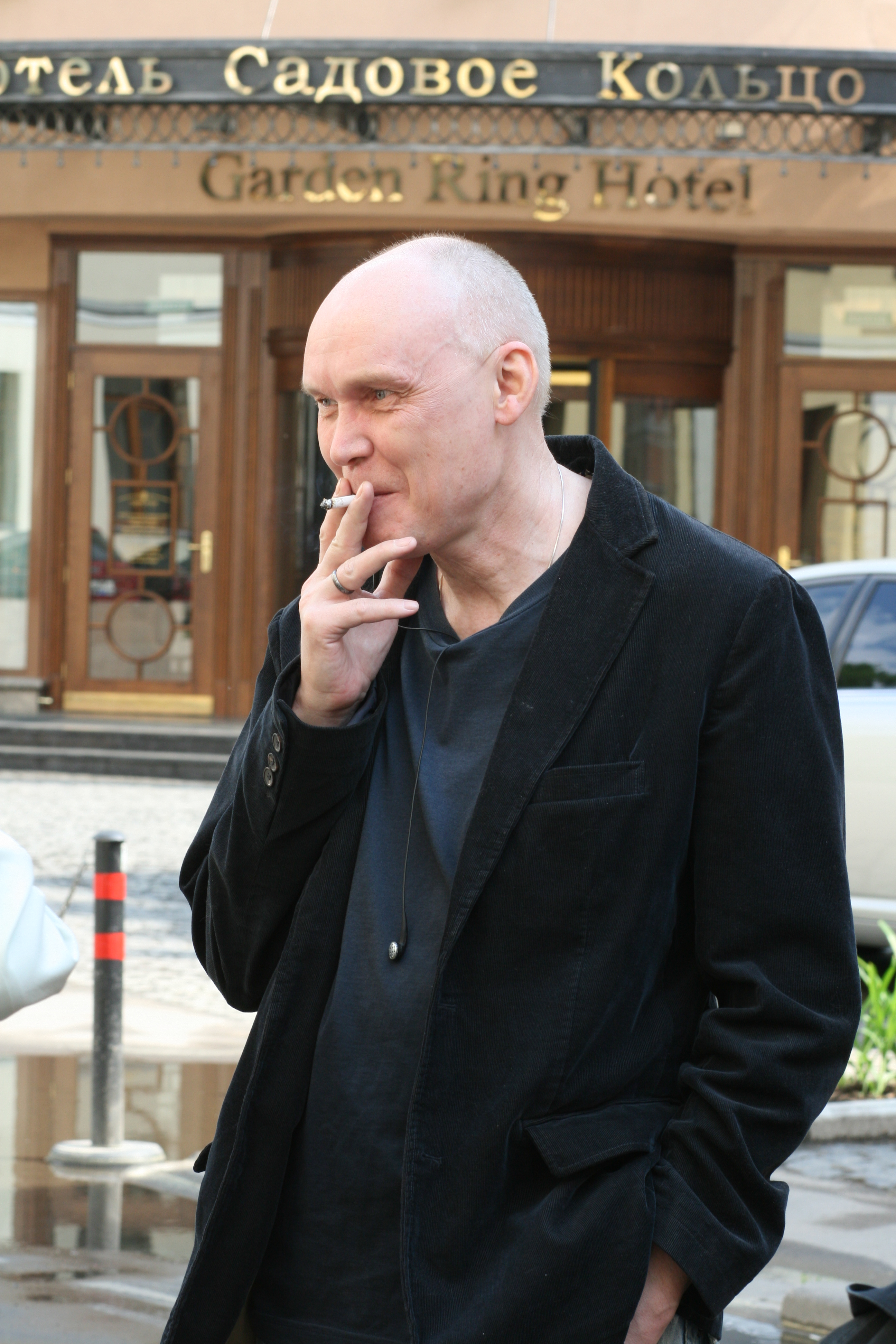
Олег Егоров

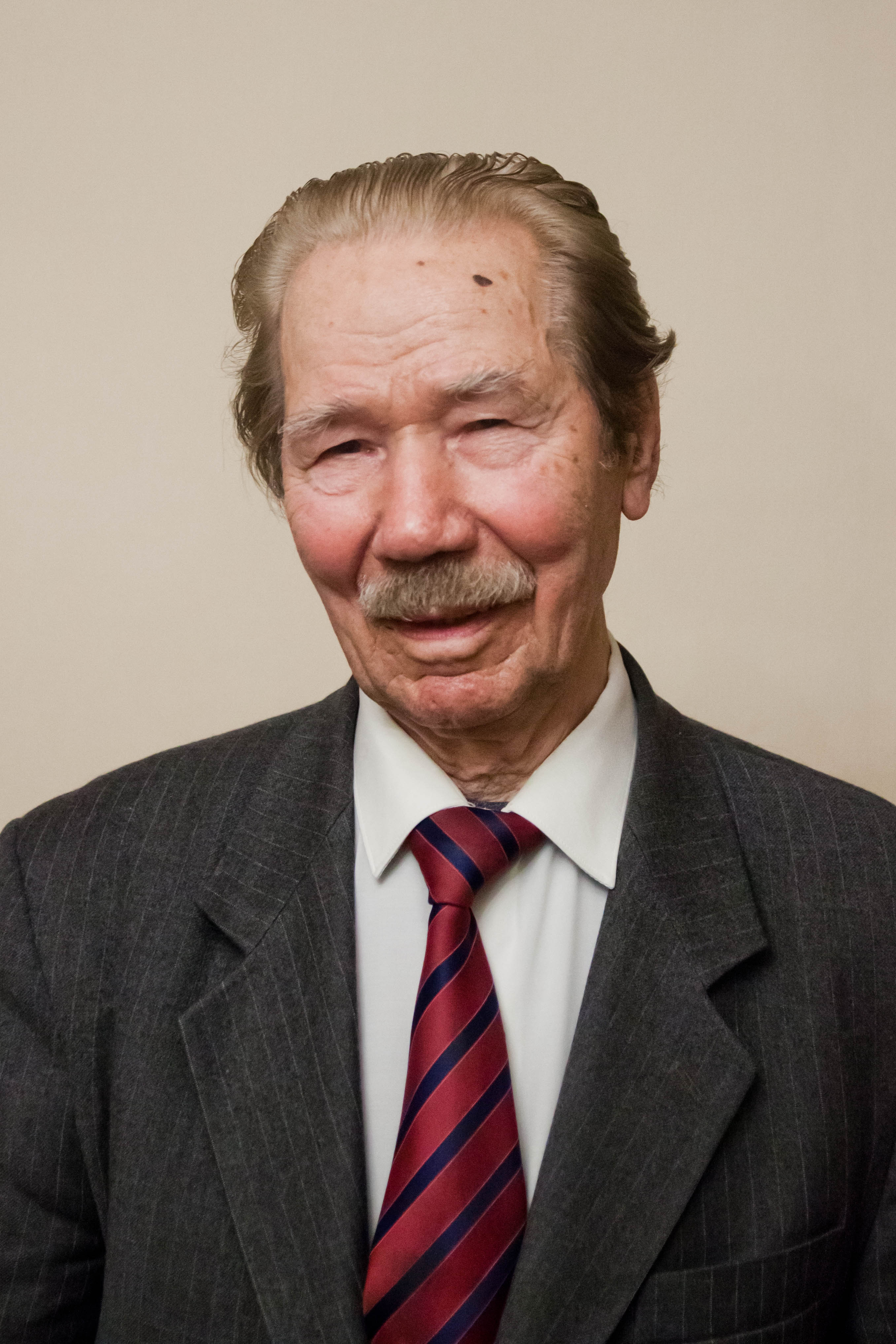
Николай Пивоваров

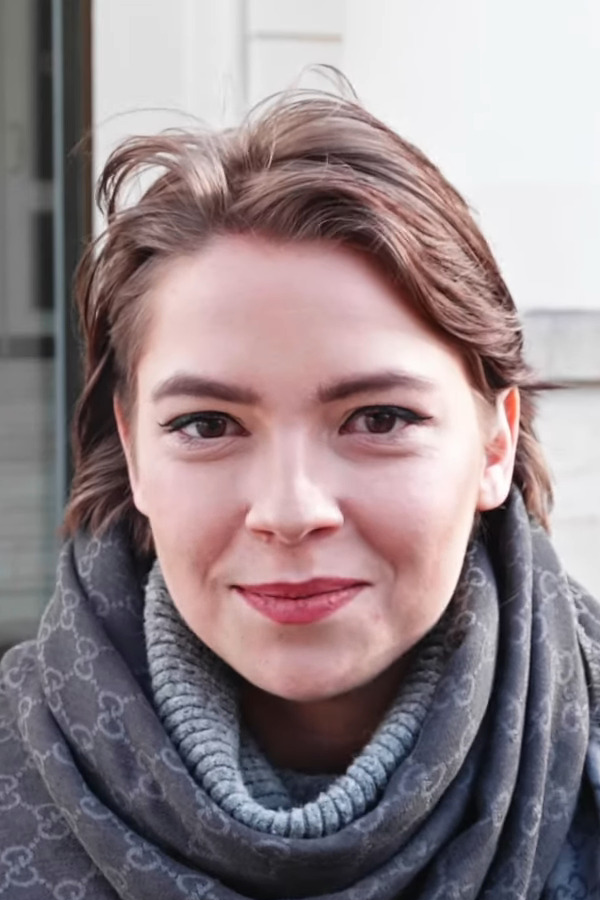
Патриция Янечкова

- Аккардо, Томмазо[итал.] (84) — итальянский актёр[476].
- Арнессон, Ларс[швед.] (87) — шведский футболист и футбольный тренер[477].
- Бантинг, Ева (94) — американская писательница[478].
- Булгаков, Николай Михайлович (63) — советский и российский футболист и футбольный тренер[479].
- Верес, Андрей Николаевич[укр.] (67) — украинский хоровой дирижёр, народный артист Украины (2009)[480].
- Воротников, Владимир Александрович (72) — российский деятель правоохранительных органов, начальник Управления МВД России по Свердловской области (1994—1997, 2001—2006), генерал-лейтенант[481].
- Егоров, Олег Александрович (66) — российский писатель, кинодраматург и продюсер[482].
- Ким Ён Иль[кор.] (76) — северокорейский дипломат, заместитель министра иностранных дел (с 2008)[483].
- Куфуор, Тереза[англ.] (87) — первая леди Ганы (2001—2009)[484].
- Макдугалл, Фрэнк (65) — шотландский футболист[485].
- Менса, Энох Тейе[англ.] (77) — ганский политик и государственный деятель, министр молодёжи и спорта (1993―2001)[486].
- Мисрахи, Роберт[англ.] (97) — французский философ[487].
- Пенфолд, Питер[англ.] (79) — британский дипломат, губернатор Британских Виргинских Островов (1991—1996), верховный комиссар в Сьерра-Леоне (1997—2000)[488].
- Пивоваров, Николай Дмитриевич (92) — советский государственный и политический деятель, председатель Ростовского облисполкома (1986—1989), депутат Верховного Совета РСФСР (1980—1990), член Президиума Верховного Совета СССР (1989—1991)[489].
- Поултон, Ричи[англ.] (61) — новозеландский психолог[490].
- Тиеме, Роберто (80) — чилийский политик[491].
- Уиллис, Беверли[англ.] (95) — американский архитектор[492].
- Уэйкфилд, Тим[англ.] (57) — американский бейсбольный питчер[493].
- Янечкова, Патриция (25) — словацкая оперная певица (сопрано)[494].